# Clohars-Fouesnant
Clohars-Fouesnant [klɔaʁ fwɛnɑ̃] est une commune rurale du département du Finistère, dans la région Bretagne, en France.
Ses habitants se nomment les Cloharsiens et les Cloharsiennes.

## Géographie

### Localisation
| - OpenStreetMap Limite communale. |

Clohars-Fouesnant est située à 11 km au sud de la préfecture Quimper, au centre du triangle formé par les trois routes reliant Bénodet-Fouesnant-Ty Glaz, à l'est (rive gauche) de l'Odet (dont la commune est littorale entre l'anse de Kerandraon et l'anse de Penfoul) et un peu au nord de l'océan Atlantique dont Clohars-Fouesnant est séparée par la station balnéaire de Bénodet.
| Gouesnach                   | Pleuven                   | Pleuven   |
| Odet, Combrit-Sainte-Marine | Clohars-Fouesnant         | Fouesnant |
| Odet, Bénodet               | Bénodet, Océan Atlantique | Fouesnant |

### Le pont de Cornouaille

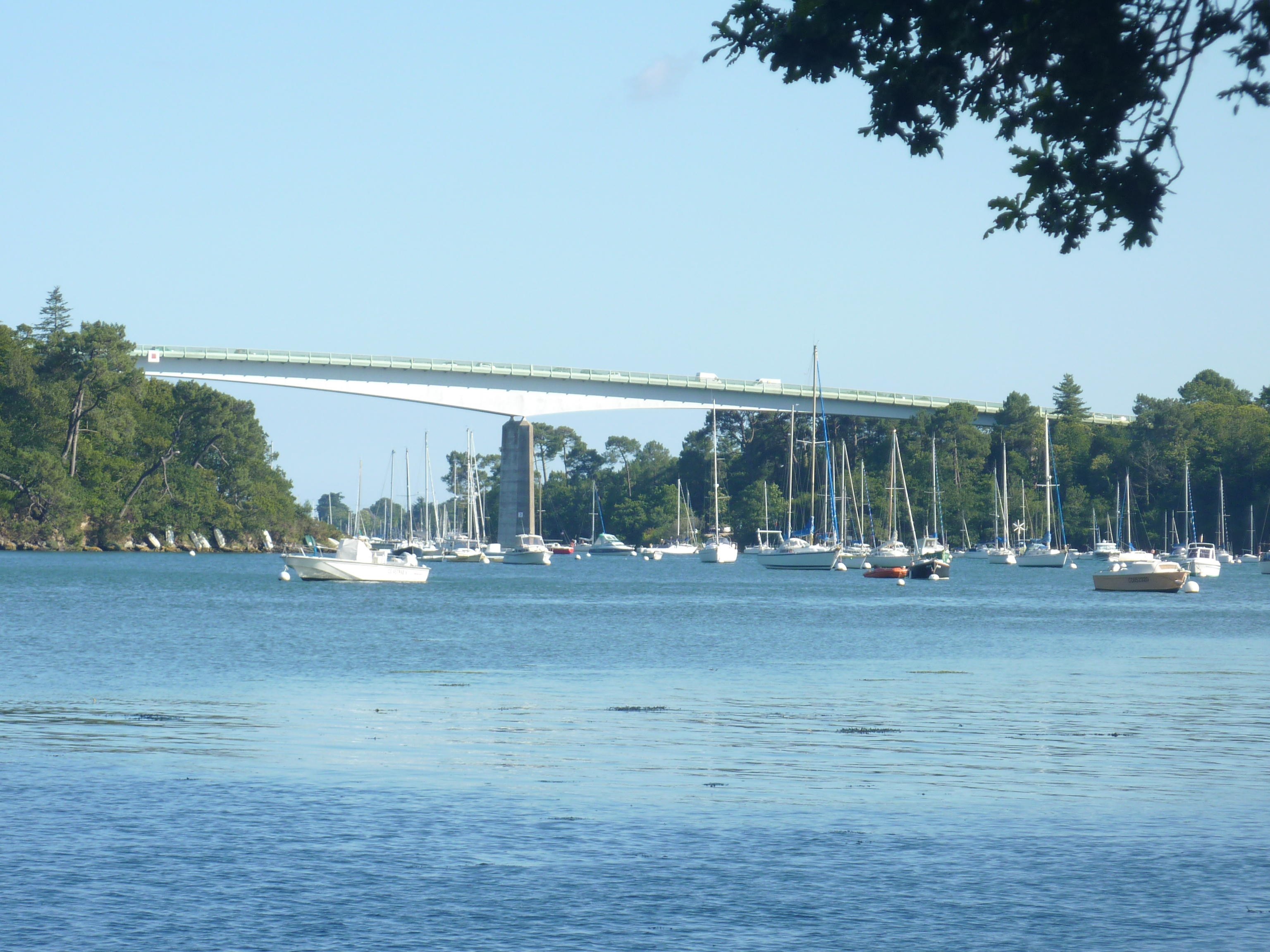
Le pont de Cornouaille.

Connu aussi sous le nom de « Pont de Bénodet »[réf. nécessaire], ce pont qui enjambe l'Odet relie en fait les communes de Combrit-Sainte-Marine (rive droite) et de Clohars-Fouesnant (rive gauche).

### Particularités géographiques

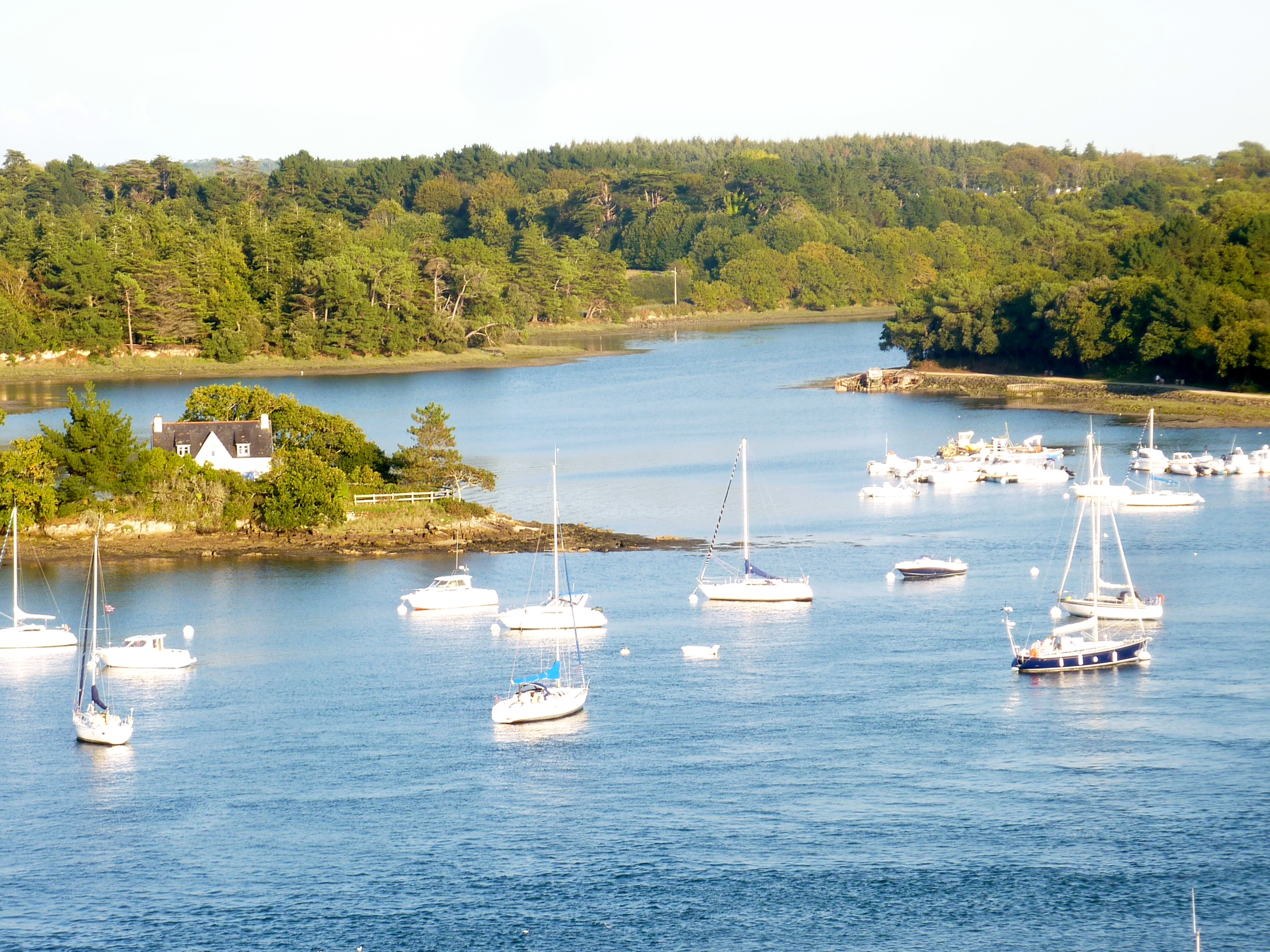
L'anse de Penfoul, entre Clohars-Fouesnant et Bénodet, vue du Pont de Cornouaille.

Le finage communal a des altitudes comprises entre le niveau de la mer et 71 mètres (dans l'angle nord-est du finage communal, à proximité du bourg de Pleuven), l'altitude moyenne étant de 31 mètres ; le bourg est situé à environ 50 mètres d'altitude. La commune est si plate que d'infimes hauteurs, à peine sensibles, portent le nom de « Menez » (« montagne » ou « hauteur » en breton) comme « Menez-Saint-Jean » ou « Menez Landu ». Cette platitude a aussi gêné l'écoulement des eaux par endroits, surtout dans la partie sud du territoire communal, longtemps marécageux, ce qui explique que le paludisme sévissait encore à Clohars-Fouesnant au XIXe siècle.
« Clohars-Fouesnant, la seule commune du canton qui n'a pas de bourg ! » est une boutade souvent entendue, en raison de la faible étendue du bourg et de la quasi-absence de commerces pendant la seconde moitié du XXe siècle ; ceci est dû à la puissance des quatre familles seigneuriales locales, propriétaires de la quasi-totalité du patrimoine foncier communal et qui, refusant de vendre une partie de leurs terrains, ont bloqué toute possibilité de développement du bourg pendant longtemps. Les premiers lotissements construits pendant la décennie 1970 étaient excentrés (Les Palmettes, Kergarrec, Les Mélèzes, Keranscoët, etc.) et implantés principalement le long de la route départementale 34 Quimper-Bénodet le long de laquelle s'installent alors de nombreux commerces (à Prad Poullou, Menez Saint-Jean et au Drennec), le bourg continuant à être moribond et la commune prenant toutes les caractéristiques d'une cité-dortoir. On ne venait au bourg de Clohars que pour se rendre à la mairie, à l'église ou à l'école. Même la création de lotissements plus proches du bourg pendant la décennie 1980 (hameaux de An-Illis, de Ty-Lae...) ne permit pas de réanimer le bourg.
Il n'en a pas toujours été ainsi. Georges Bonder, né en 1897 et disparu en 1993, témoignait que le bourg était encore au début du XXe siècle « comme une couvée de poussins autour de la mère poule » (la mère poule c'était l'église et la couvée de poussins, les maisons aux toits de chaume, blotties contre elle). Le dimanche matin principalement régnait alors une forte animation : « tout le monde allait à la messe, et on venait même à Clohars des communes voisines» dit-il. « Ty-Ceis » (la « maison du centre » en français), première maison sans toit de chaume, fut d'abord une boulangerie, puis un café-tabac, épicerie, transformé ensuite en restaurant avec salle de danse qui prit en 1971 avec de nouveaux propriétaires le nom de « Le Commodore » et devint un bar-restaurant-discothèque fort connu dans la région ; devenu ensuite en 1989 le « Lady-Anne », il ferme en 1995, à la grande satisfaction des habitants du bourg gênés par les troubles du voisinage provoqués par un tel établissement en plein bourg. En dépit d'une tentative éphémère de réouverture en 1999-2000 sous le nom de « Ty-Gwen », le dernier commerce du bourg disparaît alors.
En conséquence, la répartition de l'habitat au sein du territoire communal est déséquilibrée au détriment du bourg et au profit de sa partie sud-ouest où l'axe de la route départementale 34 correspond à une véritable excroissance urbaine de la station balnéaire voisine de Bénodet (quartiers de Kercolin, Kerascoët, Ménez-Saint-Jean, Kerorian, Kergarec, Les Palmettes) et même plus au nord-ouest (Le Drennec, Ty Glas) présentant tous les aspects de la rurbanisation (ville-dortoir, forte consommation foncière en raison de la taille élevée de nombreuses propriétés, résidences secondaires ou principales, dont les jardins atteignent fréquemment plusieurs milliers de m2). Le nouveau P.L.U. (Plan local d'urbanisme) en cours d'élaboration vise à diminuer d'au moins 30 % la consommation d'espace rural engendrée par les nouvelles constructions par rapport au rythme des dix années précédentes en ayant pour objectif de limiter à 700 m2 maximum la taille des nouvelles parcelles constructibles, suivant en cela le Document d'orientation et d'Objectif (D.D.O.) du Schéma de cohérence territoriale (S.C.O.T.) de l'Odet, qui regroupe Quimper Communauté, le Pays Glazik et le Pays fouesnantais.
Le reste du finage communal a conservé un caractère plus rural, surtout dans ses parties nord et est, ainsi qu'aux abords de l'Odet dans son extrême-ouest, avec quelques hameaux épars de moindre importance comme Kerouter à l'extrême-ouest, Squividan, Kerangouic et Keranrouz Vihan au nord ; le Golf de l'Odet contribue à conserver un aspect semi-rural à la partie sud de la commune. La commune a conservé dans ces zones un aspect bocager et ses routes étroites et sinueuses (comme Hent Castel, la route qui mène du bourg de Clohars-Fouesnant à Pleuven, ou la « Route de Kerhall » (dénommée « Route de Ty-Pin » pour sa partie bénodétoise), et plusieurs autres, ce qui lui procure un charme indéniable, mais nécessite des précautions de circulation pour les automobilistes.
L'achat de la « friche Bonder » (du nom de son ancien propriétaire, aussi ancien maire), située en plein cœur du bourg, en 2005 a permis à la municipalité de faire construire un ensemble d'habitations et un bâtiment accueillant des commerces et des services (une épicerie, une pizzeria à emporter, un salon de coiffure, un cabinet infirmier), donc de permettre la naissance d'un petit centre commercial. L'étendue de cette friche a aussi permis la construction de logement neufs à l'emplacement d'anciennes maisons devenues insalubres et donne au centre du bourg un aspect neuf assez surprenant pour un bourg dont l'histoire est pourtant ancienne.

### Géologie
Un gisement de « terre à porcelaine » (kaolin) a été découvert en 1861 « dans la propriété de Bodinio, (…) sur une étendue de plusieurs hectares, d'une très facile exploitation et près d'un cours d'eau. Des échantillons de cette terre ayant été envoyés à Sèvres, il a été reconnu qu'ils étaient de la plus belle, de la plus pure qualité ».

### Hydrographie
Pour un article plus général, voir Réseau hydrographique du Finistère.
La commune est située dans le bassin Loire-Bretagne. Elle est drainée par divers petits cours d'eau,.

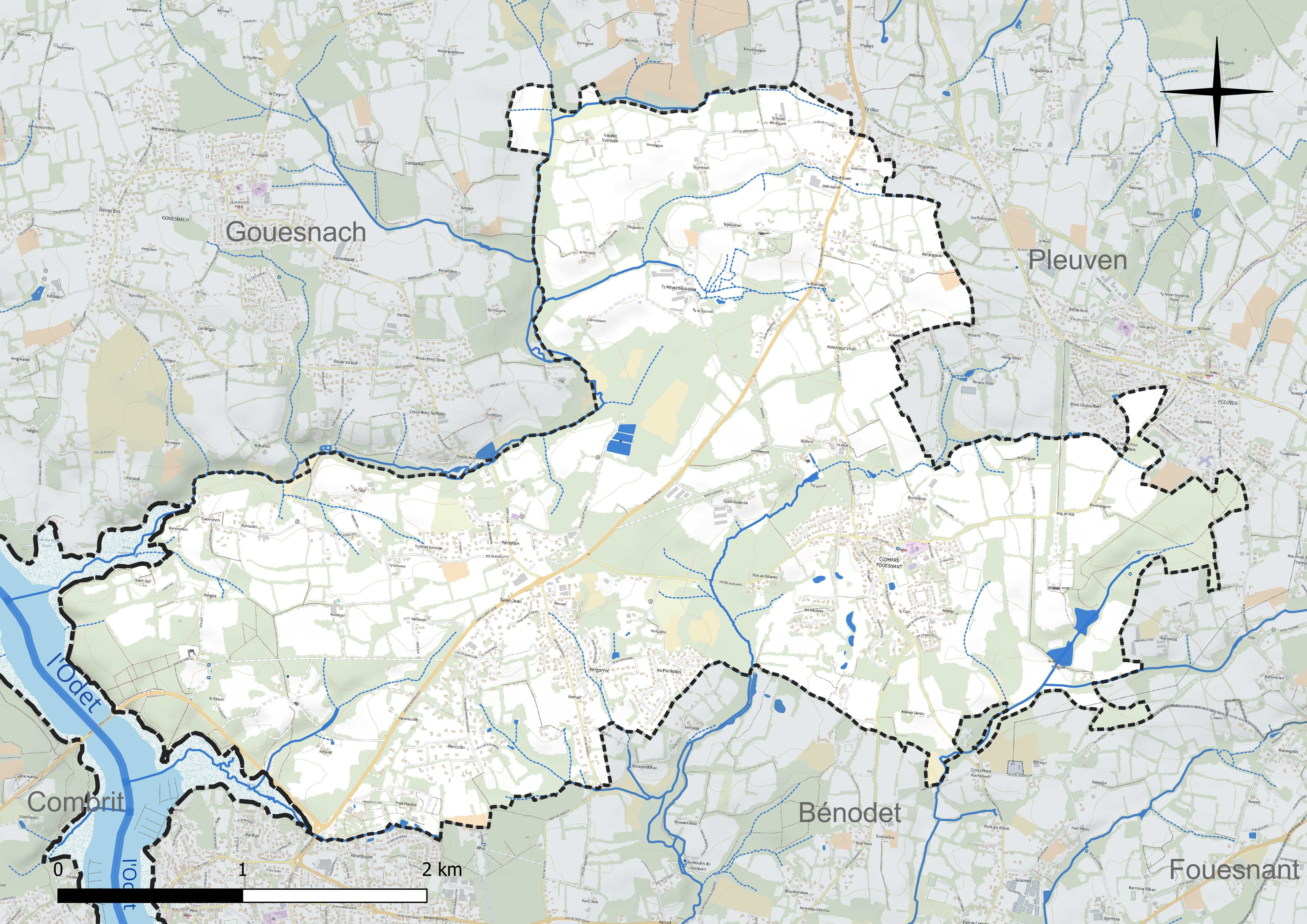
Réseau hydrographique de Clohars-Fouesnant.

### Climat
Pour des articles plus généraux, voir Climat de la Bretagne et Climat du Finistère.
En 2010, le climat de la commune est de type climat océanique franc, selon une étude du CNRS s'appuyant sur une série de données couvrant la période 1971-2000. En 2020, Météo-France publie une typologie des climats de la France métropolitaine dans laquelle la commune est exposée à un climat océanique et est dans la région climatique  Bretagne orientale et méridionale, Pays nantais, Vendée, caractérisée par une faible pluviométrie en été et une bonne insolation. Parallèlement l'observatoire de l'environnement en Bretagne publie en 2020 un zonage climatique de la région Bretagne, s'appuyant sur des données de Météo-France de 2009. La commune est, selon ce zonage, dans la zone « Monts d'Arrée », avec des hivers froids, peu de chaleurs et de fortes pluies.
Pour la période 1971-2000, la température annuelle moyenne est de 11,8 °C, avec  une amplitude thermique annuelle de 10,9 °C. Le cumul annuel moyen de précipitations est de 1 108 mm, avec 15,3 jours de précipitations en janvier et 8,2 jours en juillet. Pour la période 1991-2020, la température moyenne annuelle observée sur la station météorologique la plus proche, située sur la commune de Plomelin à 7 km à vol d'oiseau, est de 12,2 °C et le cumul annuel moyen de précipitations est de 1 150,4 mm,. Pour l'avenir, les paramètres climatiques de la commune estimés pour 2050 selon différents scénarios d'émission de gaz à effet de serre sont consultables sur un site dédié publié par Météo-France en novembre 2022.

## Urbanisme

### Typologie
Au 1er janvier 2024, Clohars-Fouesnant est catégorisée petite ville, selon la nouvelle grille communale de densité à 7 niveaux définie par l'Insee en 2022.
Elle appartient à l'unité urbaine de Fouesnant, une agglomération intra-départementale dont elle est une commune de la banlieue,. Par ailleurs la commune fait partie de l'aire d'attraction de Quimper, dont elle est une commune de la couronne,. Cette aire, qui regroupe 58 communes, est catégorisée dans les aires de 200 000 à moins de 700 000 habitants,.
La commune, bordée par l'estuaire de l'Odet, est également une commune littorale au sens de la loi du 3 janvier 1986, dite loi littoral. Des dispositions spécifiques d'urbanisme s'y appliquent dès lors afin de préserver les espaces naturels, les sites, les paysages et l'équilibre écologique du littoral, comme le principe d'inconstructibilité, en dehors des espaces urbanisés, sur la bande littorale des 100 mètres, ou plus si le plan local d'urbanisme le prévoit.

### Occupation des sols
L'occupation des sols de la commune, telle qu'elle ressort de la base de données européenne d'occupation biophysique des sols Corine Land Cover (CLC), est marquée par l'importance des territoires agricoles (51 % en 2018), en diminution par rapport à 1990 (57,8 %). La répartition détaillée en 2018 est la suivante : 
zones agricoles hétérogènes (29,9 %), forêts (22,5 %), terres arables (18,3 %), zones urbanisées (16,2 %), espaces verts artificialisés, non agricoles (7,1 %), prairies (2,9 %), milieux à végétation arbustive et/ou herbacée (2,7 %), eaux maritimes (0,4 %). L'évolution de l'occupation des sols de la commune et de ses infrastructures peut être observée sur les différentes représentations cartographiques du territoire : la carte de Cassini (XVIIIe siècle), la carte d'état-major (1820-1866) et les cartes ou photos aériennes de l'IGN pour la période actuelle (1950 à aujourd'hui).

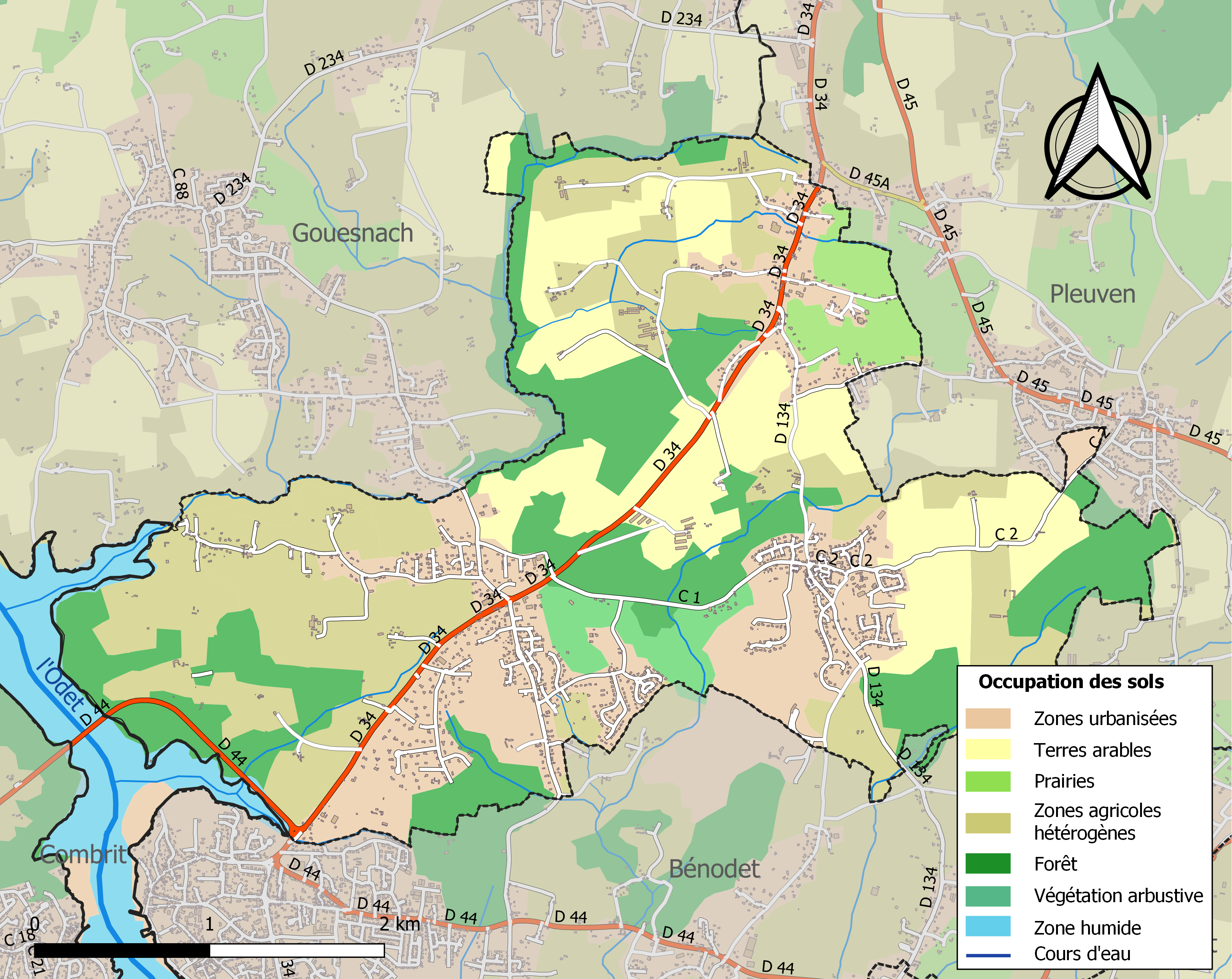
Carte des infrastructures et de l'occupation des sols de la commune en 2018 (CLC).

## Histoire

### Toponymie
Clohars vient de « Cluttuual », du vieux breton « clut » (réputé) et « gual » (valeureux). Le cartulaire de Quimper de 1086 cite la paroisse de Cloetgual. Puis on trouve : Parrochia Croezual Foenan (en 1285), Croezgual Foenant (vers 1330), Croezval (en 1349), Crozoual Foenant (en 1426), Clohal Foenant (en 1535), Clohar Foenant (en 1640). La paroisse faisait partie de l'ancien « Pou de Foënan ».

### Blason
| Blason de Clohars-Fouesnant | Le blason de Clohars-Fouesnant se blasonne ainsi : D'azur à la croix d'or chargée de cinq fleurs de lys d'Azur, cantonnée aux I et IV d'un croissant, aux II et III d'une étoile, le tout d'or. Il s'agit du blason de l'une des familles nobles de la commune, la famille Kernafflen de Kergos (les couleurs ont cependant été modifiées). |

### Préhistoire et Antiquité
Un tumulus et trois tombelles ont été trouvées à Bodinio.
Un millier de monnaies romaines furent trouvées renfermées dans un vase en terre brunâtre grossière dans l'avenue menant au château de Cheffontaines en 1886. Elles se trouvent pour la plupart au Musée départemental breton de Quimper. Des tuiles et d'autres débris d'époque romaine ont aussi été trouvés à Keranscoët, Kergilles et Guériven.

### Moyen Âge
La Réformation des fouages de 1426 cite comme « terres nobles » Squividan, occupée par Jean de Penguilly ; Guéréven, occupée par la dame du Juch ; Kergoët (château qui a précédé celui de Cheffontaines et qui était situé à proximité du château actuel), occupée par Jean de Kergoët ; Botineau (actuellement Bodinio), occupée par Jean Droniou, ; Keradnou, occupée par le sieur de Lanros ;  Le Drennec, occupé par Jehan Guillemot et Le Cosquer, occupé par Jehan An Digloer. La montre de 1481 de l'évêché de Cornouaille cite la famille de Kergos comme seigneur du dit lieu.
Selon une gwerz, un page de la famille des seigneurs de Bodinio (peut-être un fils de Jean Droniou, né vers 1425, décédé après 1474) aurait été décapité sur ordre du roi Louis XI pour avoir tué avec une épée un autre page qui aurait insulté les Bretons, les traitant de "pourceaux" et c'est un de ses amis, Jean III de Penfentenyo, qui serait venu informer sa famille de la sentence.
La montre générale des nobles de 1481 cite à Clohars-Fouesnant, outre Jehan de Bodigneau, cité parmi les hommes d'armes, Jehan Kergoet, archer en brigandine, et Loys du Kergoz, archer en brigandine.
Vers 1500, la famille de Bodigneau fit édifier les vitraux de l'église Saint-Hilaire de Clohars-Fouesnant, avec leurs armes en supériorité : Pierre de Bodigneau et Marie de Tréanna s'y font représenter en donateurs.
La montre de 1536, ordonnée par François Ier, cite sept familles nobles dans la paroisse de Crozoual-Foenant dont Kergoet (certainement la plus ancienne), de Kergos, et celle de Botigneau. D'autres familles nobles sont arrivées plus tard, en particulier celles de Cheffontaines et Kernafflen de Kergos, les armoiries de cette dernière famille, légèrement modifiées, ayant été choisies en 1985 pour devenir le blason de la commune de Clohars-Fouesnant.
Au nombre des places fortes, le château féodal de Kergoat et le château de Bodigneau figuraient en bonne et due place dans le système de défense de la Cornouaille du sud et servaient de garnison aux ligueurs. Cet état de fait demeura jusqu'à la prise de Quimper par le maréchal d'Aumont qui, après sa victoire, ordonna le démantèlement des places fortes (le château de Kergoat fut alors arasé). Bodigneau bénéficia d'une mesure d'exception : l'article XVIe siècle de la capitulation, que le maréchal accorda le 11 octobre 1594, stipulait qu'à l'égard des fortifications de Bodigneau, y sera pourvu à leur démolition par monsieur le maréchal à la moindre faute et oppression que faire se pourra. Le peuple resta sage et Bodigneau échappa à la destruction.
Avant 1789, plusieurs familles nobles sont citées dans la paroisse : Botigneau, Droniou (devenu Bodigneau dans le cours du XVe siècle), Kergos, Kergoët, Rosmadec, de Penfentenyo (ou « Penfentenio », francisée en « Cheffontaines », de pen : tête ou chef, fentenio : fontaine, en breton). Les potences et carcans de la justice seigneuriale de Bodigneau, qui disposait du droit de haute justice, se trouvaient au lieu-dit Kreach ar Soner (la « colline du sonneur »), devenu par la suite Creach Coard, à l'emplacement de l'actuel château d'eau de Bénodet.

### Époque moderne
En 1520, Jeanne de Kergoët (Kergoat) se marie avec Tanguy de Lanros de Kerambois. En 1593 Jeanne-Marie de Lanros épouse François de Penfeuntenio, originaire de Sibiril.
Pendant les Guerres de la Ligue, les châteaux de Kergoat et de Bodigneau faisaient partie des places fortes incorporées dans le système de défense de la Cornouaille du sud et servaient de garnison aux ligueurs jusqu'à la prise de Quimper par le Maréchal d'Aumont, lequel, après sa victoire, ordonna le démantèlement des places fortes. « Bodigneau bénéficia d'une mesure d'exception : l'article XVI de la capitulation que le maréchal accorda le 11 octobre 1594 stipulait qu'à l'égard des fortifications de Bodigneau, y sera pourvu à leur démolition par monsieur le maréchal à la moindre faute et oppression que faire se pourra. Le peuple resta sage et Bodigneau échappa à la destruction. Quant aux fortifications de l'ancien château féodal de Kergoat, dont le système de défense s'appuyait sur la présence de deux étangs qui existent encore actuellement, elles furent démantelées. Seul subsista le corps de logis central qui fut épargné et devint la résidence des Penfentenio ».
En 1631 et 1633, le père Julien Maunoir, célèbre prédicateur, vint prêcher, en breton, deux missions à Clohars-Fouesnant ; il y revint en 1659.
En 1639 - 1640, une épidémie de peste qui ravage la région quimpéroise, fait de nombreuses victimes à Clohars-Fouesnant : « Sur la fin de l'an 1639 et au commencement de l'an suivant, furent enterrés et inhumés au cimetière paroissial de Clohar Foenant près de cinquante corps morts de contagion en la dite paroisse ; et en la chapelle de Monseigneur saint Jean, située au dit Clohar Foenant, dix ou onze, laquelle chapelle fut alors bénite pour y faire enterrement par vénérable Missire Tristan Collin, prêtre et recteur de la dite paroisse, avec permission et pouvoir de monseigneur l'évesque de Quimper par il obtenus » écrit alors H. Abgrall, curé de la paroisse.
Le 29 septembre 1665, les archives font mention de la bénédiction de la petite cloche de l'église paroissiale « laquelle fut nommée Hilaire par hault et puissant messire Jean de Penfentenyo, seigneur de Kermoruz, le Kergoët et autres lieux, parrain. Et la maraine damoiselle Marie de Plœuc, fille unique de deffunts haults et puissants messire Pierre de Plœuc et dame Jeanne de Penfentenyo, en leur vivant seigneur et dame, baron et baronne de Plœuc, Kernuz, Kergaradec, Bréhollou et aultres lieux. (…) Signatures : Jean-Baptiste de Penfentenyo ; Charles Jean, prêtre ; Jean Toulerastel, prestre curé ; Tristan Collin, recteur. ».

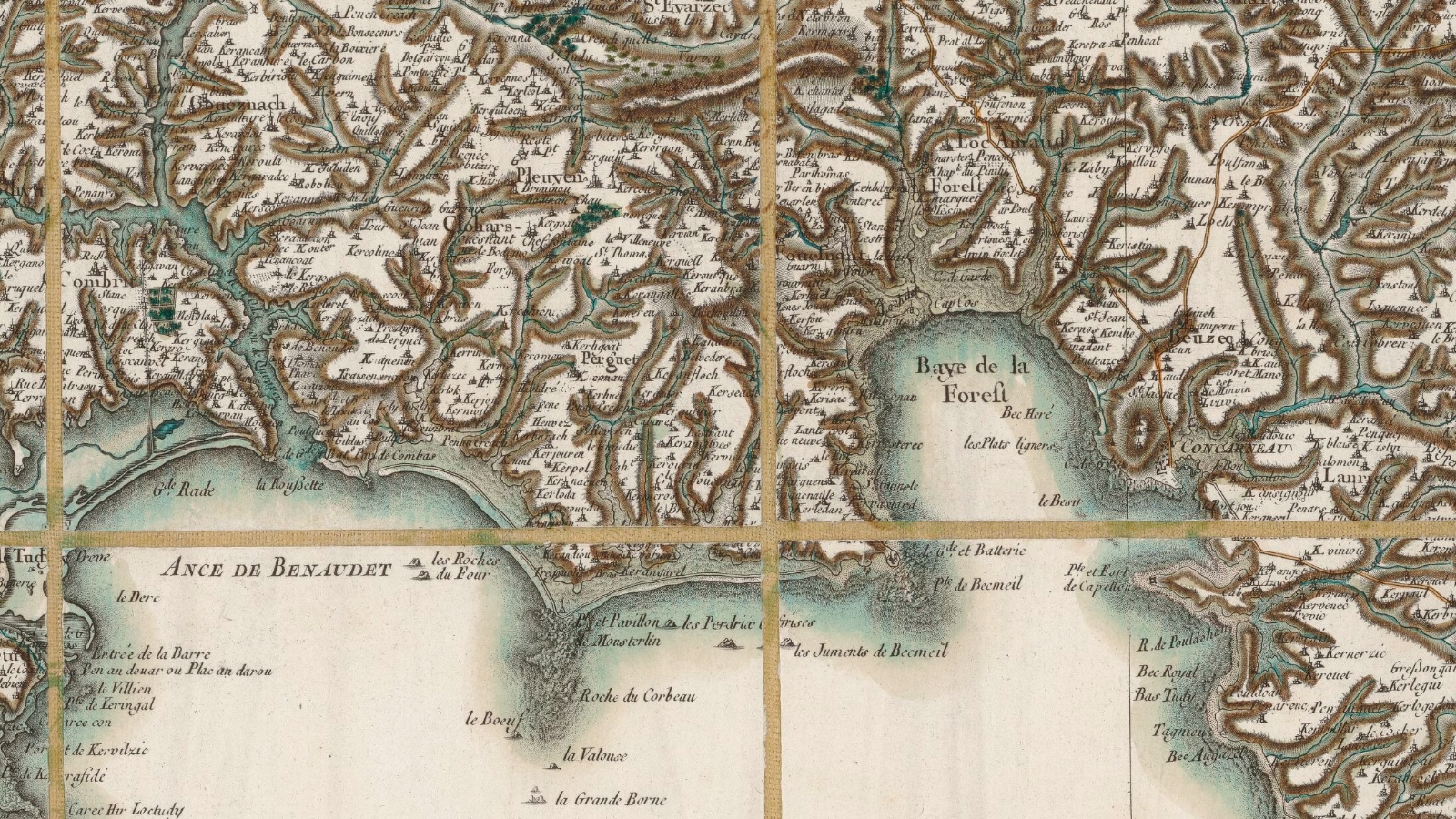
Carte de Cassini (1793) : région de Fouesnant-Bénodet (y compris Clohars-Fouesnant).

En 1759 la paroisse de Clohars-Fouesnant devait chaque année fournir 8 hommes pour servir de garde-côtes.

#### La famille de Penfentenyo
La famille de Penfentenyo est cloharsienne depuis au moins 1662, date à laquelle elle achète à Barthélémy Rosmadec le château de Bodigneau, dont les pierres servirent à construire l'actuel château de Cheffontaines. Mais François de Penfeunteuniou de Kermorus, né vers 1570 à Saint-Pol-de-Léon, a épousé en 1593 Jeanne Marie de Lanros, héritière du château de Kergoët en Clohars-Fouesnant, ce qui explique très probablement pourquoi la famille de Penfentenyo fait souche désormais dans cette paroisse et ses environs.
La châtellenie de Cheffontaines, dite aussi de Penfentenyo (en langue bretonne), fut érigée en 1680, englobant les anciennes mouvances de Bodegnio (Bodenio) et de Coësconq (Beuzec-Conq). Parmi les affaires qu'elle eut à juger, l'une, survenue en 1719, concerne Le Cerf, sa femme et son valet, qui habitaient le manoir de Kerustum, situé dans la paroisse du Petit Ergué (Ergué-Armel), accusés d'avoir maltraité après l'avoir rendu ivre et ligoté François Le Faou, maître-charpentier à Concarneau, afin de lui extorquer une reconnaissance de dette de trente livres. Le Faou fut même pendu par les pieds à un crochet pendant toute une nuit ! Le Cerf ne fut condamné qu'à des peines d'amende et à rendre à son légitime propriétaire son cheval et son équipage dont il s'était aussi emparé.
Les seigneurs de Cheffontaines jouissaient d'un droit de prééminence dans l'église paroissiale de Clohars-Fouesnant comme en témoigne un aveu de 1758 :

« Le seigneur de Cheffontaines, à cause de la seigneurie de Bodignio, comme fondateur de l'église paroissiale de Clohars et des chapelles de Saint-Jean et de Saint-Guénolé qui lui appartiennent privativement, a dans la dite église paroissiale la lizière et ceinture funèbre autour de la dite église tant en dedans qu'en dehors. Dans la grande vitre immédiatement au-dessous des armes du Roy sont celles de Botigneau : "de sable à l'aigle esployée d'argent à deux têtes becquées et membrées de gueules ". Dans la chapelle, côté de l'Évangile, sont les armes de Botigneau en supériorité dans la vitre au-dessus de l'autel et dans la grande vitre du côté nord, au-dessus d'une arcade échangée avec le seigneur de Kergoz pour une tombe que ce dernier avait dans le sanctuaire au-dessus de l'Épître. Dans le second soufflet de la même vitre sont représentés Pierre de Botigneau et Marie de Tréanna, le dit Pierre portant sur sa cotte l'aigle d'argent à deux têtes. (...) Ils sont seuls prééminenciers dans les chapelles de Saint-Jean et Saint-Guénolé. En la maîtresse vitre à Clohars, au second soufflet du côté de l'Évangile, sont les armes du Juch ; dans le troisième du côté de l'Épître, armes du Juch en alliance avec celle de Bodinio (...). »

Les seigneurs de Cheffontaines disposaient aussi du droit seigneurial des banalités sur le moulin de Bodigneau, que les paysans vassaux étaient obligés d'utiliser : leur liste est fournie par Jean Le Foll pour l'année 1769 et concerne 21 paysans de Clohars-Fouesnant, 8 de Perguet et deux de Fouesnant. Mais la famille de Cheffontaines disposaient des mêmes droits pour d'autres moulins, par exemple ceux du Mur en Saint-Évarzec.
Jusqu'à la Révolution française, les deux seigneuries de Kersalaün en Combrit et de Cheffontaines possèdent conjointement les droits de passage de l'Odet entre la cale du Perguet (du nom de la paroisse de Perguet, ancien nom de l'actuelle commune de Bénodet) et celle de Sainte-Marine, qu'ils afferment tous les six ans au plus offrant.

#### La famille Kernafflen de Kergos
La famille de Kergos est présente à Clohars-Fouesnant depuis au moins 1481. Son blason est « D'argent à la fasce d'azur, surmontée d'une merlette de même » et sa devise « Aime qui t'aime ». Cette famille est devenue par alliance la famille d'Hernothon dont une héritière épouse vers 1660 Alain de Kernafflen, écuyer. La famille prend alors le nom de Kernafflen de Kergos dont le blason est « D'azur à la croix d'argent, chargé de cinq fleurs de lys de gueules, cantonnée aux 1 et 4 d'un croissant, aux 2 et 3 d'une étoile, le tout d'or » et la devise « En bonne heure ». La famille de Kernafflen était en 1669 seigneur de Kerlen et de Glénan en Fouesnant, de Penarpont, Lescongar et Kergos en Clohars-Fouesnant.
Alain de Kernafflen de Kergos devint le nouveau propriétaire de l'archipel des Glénan à partir de 1791 (l'archipel est alors vendu comme bien national) et, après l'intermède de l'occupation anglaise pendant l'Empire, tente de développer l'élevage de bovins, chevaux et porcs  ainsi que des cultures de blé, seigle et orge en installant des fermiers sur l'île Saint-Nicolas, puis  sur d'autres îles (le Loc'h, Penfret, Drénec et Quignénec), à partir de 1819. L'expérience dura une quarantaine d'années, jusqu'à la mort de Kernafflen de Kergos, mais fut peu concluante.

### La vie rurale
Les paysans étaient astreints aux corvées : par exemple une ordonnance du 22 mars 1717, les habitants des paroisses d'Ergué-Armel, Saint-Évarzec, Clohars-Fouesnant, Gouesnac'h et Pleuven « se rendront au nombre de vingt hommes de chaque paroisse, et chaque jour alternativement suivant les rôles qui seront à cette fin arrêtés » pour réparer un tronçon du « chemin de la ville de Quimper à celles de Concarneau et Rosporden » jusqu'à ce que les réparations « soient finies et parfaites » ; les paysans devaient aussi souvent participer à des transports (par exemple de bois depuis la forêt de Carnoët) liés aux arsenaux de Brest et Lorient.
Des "baux à palmage" étaient alors signés entre paysans : l'un d'entre eux, à titre d'exemple, signé le 22 avril 1781 entre Jean Le Mœm et sa femme Marie Le Timen, habitant Treffelen en Gouesnac'h d'une part, Yves Nédellec et sa femme Anne Nédélec, habitant Créac'h-Morvan en Clohars-Fouesnant d'autre part, est retranscrit dans un Bulletin de la Société archéologique du Finistère. En voici quelques extraits :

« Entre lesquelles parties est reconnu que lesdits Jean Le Mœm et sa femme, comme fermiers dudit lieu de Treffelen, sous ledit Yves Nédélec, tiennent en leur pocession et saizinne à titre de palmage, m'y croît et perte, suivant l'usement du canton, de et sous ledit Nédellec acceptant, les bestiaux c'y après, scavoir : deux bœufs à labeurs, l'un rouge et l'autre blanc, estimés cent-quatre-vingt-quinze livres ; deux torillons de deux ans estimés soixante-quinze livres ; une vache hors d'âge, garre noir, prisée trente-trois livres ; une autre vache, garre jaune, avec son veau, prisés quarante-cinq livres ; une vache garre rouxane, âgée de cinq ans, prisée quarante-cinq livres ; [etc.], un cheval, garre rouge, prisé quarante-cinq livres, (...) ; faisant les dites sommes ensemble un capital de six-cent-cinquante-trois livres. (...) Lesdits Jean Le Mœm et femme promettent et s'obligent de bien nourrir, soigner, garder et conserver en bon père de famille sans les pouvoir vendre, prêter, n'y échanger, sans l'exprès consentement dudit Yves Nédélec, auquel les bestiaux seront représentés, à sa première réquisition, pour être réestimés. La somme principale prélevée, les profits, s'il s'en trouve, être partagés de moittié et, en cas de perte, être suportée à la susdite raison ; conditionné entre les parties que ledit Le Mœm et femme ne pourront nourrir d'autre bétail leur appartenant, sur les héritages dudit lieu de Treffelen. »

Jean-Baptiste Ogée décrit ainsi Clohars-Fouesnant en 1778 : 

« Clohar-Fouesnan ; à peu de distance de la mer ; à 3 lieues un quart au sud-sud-est de Quimper, son évêché ; à 37 lieues un quart de Rennes et à 2 lieues de Concarneau, sa subdélégation et son ressort. On y compte 500 communiants. La cureest à l'alternative. Ce territoire, borné au sud par la mer [en fait par la ria de l'Odet] et à l'ouest par la Baie de la Forêt [faux] est fertile en grains et assez bien cultivé. On y voit peu de landes et le bois de Brignan [Bodinio ?], situé en partie sur ce territoire ; ce bois peut avoir 3 lieues de circonférence. »

### La Révolution française
Dans leur cahier de doléances, les paroissiens de Clohars-Fouesnant et de Pleuven écrivent que « le droit de moute est ruineux, car au lieu du seizième, le meunier prend plus souvent le quart ou même le tiers ».
Le décret de l'Assemblée nationale du 16 août 1791 précise que hors la ville, les paroisses du district de Quimper sont réduites à 18. Parmi elles, « Clohars, qui aura pour succursales les ci-devant paroisses de Goefnac [Gouesnac'h], Pleuven et Perguet [Bénodet actuellement] ». Ce découpage ne fut que provisoire et non repris lors de la création des communes  par le décret de la Convention nationale du 10 brumaire an II (31 octobre 1793).
En 1793, le maire Yves Nédélec et le curé, Démizit, ainsi que Guillaume Bolloré, procureur de la commune, refusent de livrer les six déserteurs de la commune à André Ponsard, chef du détachement de la Garde nationale venue de Quimper ; le maire et le procureur sont alors emprisonnés à Quimper.
Le marquis Jonathas Ier Marie Hyacinthe de Penfentenyo (de Cheffontaines) et 14 autres membres de sa famille ayant émigré dès 1793 en Allemagne, le château de Bodinio est vendu le 18 pluviôse an II (6 février 1794) comme bien national et acheté par François Thomas Antoine Hernio, âgé de… 13 ans seulement, fils d'un avocat au Parlement de Bretagne et conseiller du Roi à Quimper, qui le paya en assignats. La famille Hernio louait le manoir de Bodinio avant la Révolution française au marquis de Cheffontaines qui en était le propriétaire. François Thomas Antoine Hernio fut par la suite chirurgien à Quimper et maire de Clohars-Fouesnant à deux reprises, en tout pendant 32 ans.
Le domaine de Cheffontaines, immense, s'étendant au-delà des limites de l'actuel canton de Fouesnant, est aussi vendu en 1795 comme bien national. Le château connaît tout au long du XIXe siècle divers propriétaires : Paul Célarier Darriguet de Vernon, puis Aimé-Désiré de Kerillis, Étienne Le Bourhis, Hyacinthe de Lanascol. La famille de Penfentenyo (Cheffontaines) a racheté son château ainsi que son parc et quelques dépendances en 1860 et continue à l'occuper actuellement.
La chapelle du Drennec, dite aussi du Roncier, fut détruite pendant la Révolution française par un certain Rohel qui la démonta, mais le navire chargé des pierres de la chapelle sombra en pleine mer.

### LeXIXesiècle
Le capitaine Jean Marie René de Cheffontaines, chevalier de l'ordre de Saint-Jean de Jérusalem participa à l'expédition d'Égypte. Un autre membre de la famille de Cheffontaines, Achille Guy Marie de Penfentenyo (1766-1835), fut gouverneur de l'île Bourbon (La Réunion) entre 1826 et 1830 et fut à l'origine d'une expédition française à Madagascar en 1829, l'expédition Gourbeyre.

#### La météorite de Clohars-Fouesnant
Le 21 juin 1822, une météorite serait tombée à Clohars-Fouesnant ; pesant 6 grammes, elle fut achetée en 1897 à une demoiselle Bouteloup par Stanislas Meunier. Ce serait une météorite d'un type très rare : une parnallite,. Elle présente de nombreuses analogies avec la « météorite de Renazzo » tombée en 1824 en Italie ; l'absence de toute autre précision rend l'origine réelle de cette météorite suspecte.

#### Une machine à battre mécanique
Dès 1834 un artisan de Clohars-Fouesnant aurait inventé une machine à battre mécanique mue soit par un courant d'eau, soit par des ailes de moulin à vent.

#### Un menuisier poète: Henry Labory
Henry René Labory, menuisier-ébéniste à Kermorvan (une fermette dépendant du château de Bodinio) en Clohars-Fouesnant, né le 31 mai 1830 à Plogastel-Saint-Germain (dans une famille d'ascendance auvergnate dont le nom était initialement « Bories ») et marié le 22 avril 1855 dans cette même commune avec Marie Jeanne Gloaguen, arrivé à Clohars-Fouesnant en 1862, allait chanter et vendre des chansons lors des foires et des pardons ; il a publié plusieurs œuvres chez Kerangal, éditeur à Quimper, dont il était l'auteur :
- Une chanson bretonne sur les superstitions, publiée en juillet 1886, qui se termine ainsi :

 « Celui qui a fait cette chanson est menuisier,

 Point du tout superstitieux, encore moins sorcier

 Il s'appelle Labory ; il est né au bourg de Plogastel,

 Et il habite à Clohars-Fouesnant, auprès du Vieux-Château.»
- Il publie en août 1886 une "Chanson des pommes et du cidre"
- Il publie aussi une poésie bretonne inspirée de la traduction faite par lui des Géorgiques de Virgile : Comment s'accroît le nombre des abeilles et comment on récolte le miel sans les tuer.

Il a aussi fabriqué de nombreux lits-clos et armoires bretonnes ; il a aussi construit en 1878 la balustrade à fuseaux et colonnettes de la tribune de l'église paroissiale de Clohars-Fouesnant, ainsi que la chaire à prêcher de l'église paroissiale de Plogastel-Saint-Germain.

#### L'analphabétisme dans la première moitié duXIXesiècle
Peu de Cloharsiens savaient à l'époque lire ou écrire. L'on en a des témoignages indirects. Par exemple le maire de Pleuven, Corentin Clorennec, est aussi en 1816 désigné maire de Clohars-Fouesnant « où aucun des habitants lettrés n'est susceptible de devenir maire ». Autre preuve : entre 1824 et 1832, le maire Pierre Clorennec n'a pas d'adjoint, aucun membre du conseil municipal ne sachant signer.

#### Le chêne de Clohars: un arbre de la Liberté?

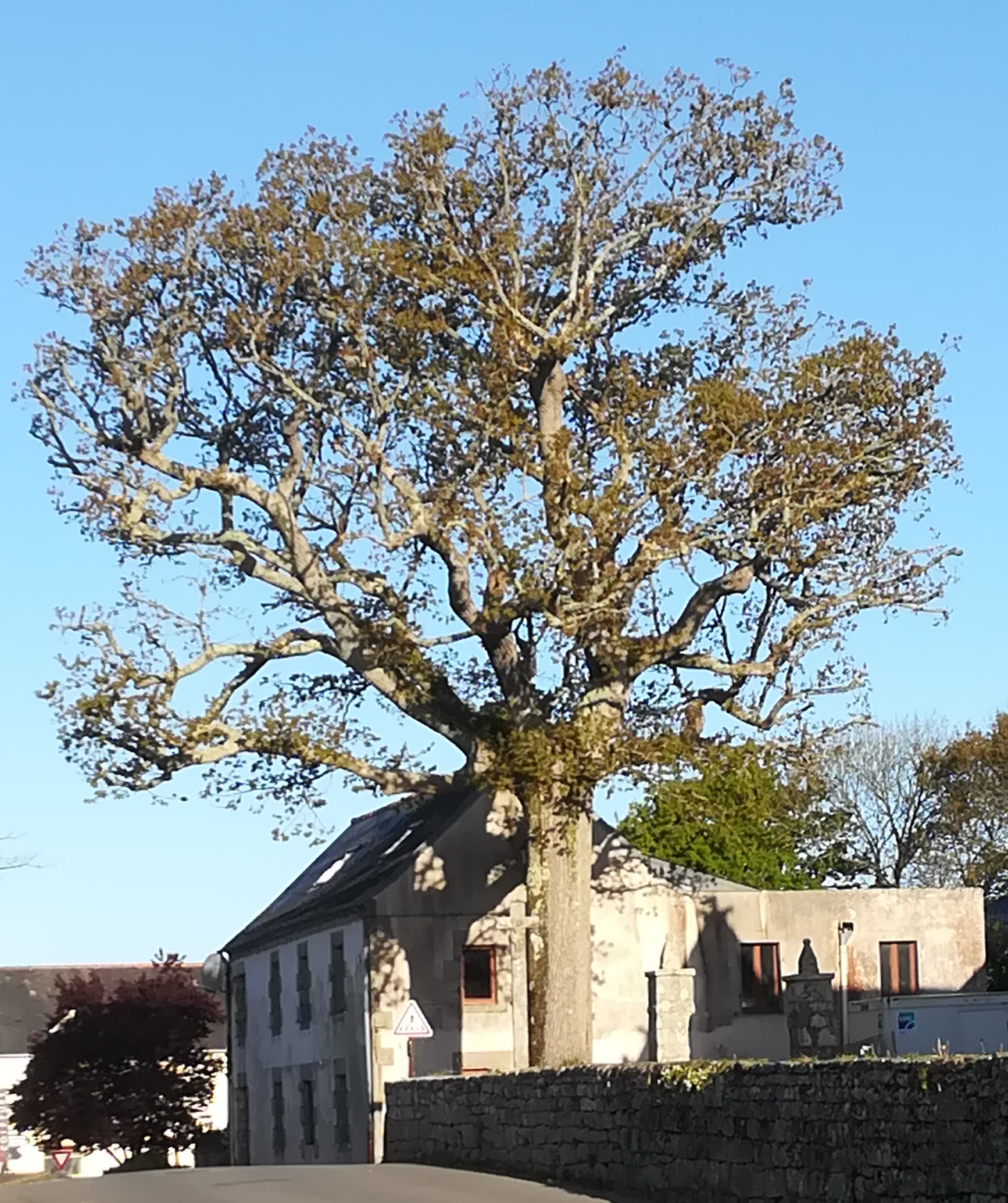
Le chêne de Clohars-Fouesnant au début du printemps (un arbre de la Liberté ?).

Le chêne planté à proximité du mur entourant le placître mesure, à 1,50 mètre du sol 3,88 mètres de circonférence en 2021 et son tronc est d'une rectitude remarquable. Il s'agit probablement d'un arbre de la Liberté planté soit en 1848, soit en 1870.

#### L'assassinat d'Yves Clech
Le 15 février 1882, Yves Clech, 22 ans, commis à la ferme de Kerjégu en Clohars-Fouesnant, trouvé mort dans un hangar dépendant de la ferme de Kerambourdiec, illustre l'alcoolisme et la tradition des bagarres, destinées à afficher leur virilité, qui sévissaient à l'époque chez les jeunes hommes ; l'assassin, Michel Salaün, un jeune homme de 17 ans, fut condamné à 8 ans de travaux forcés.

#### L'abbé Casse et le problème du cimetière
L'abbé Étienne Casse, recteur de Clohars entre 1871 et 1888, né à Concarneau en 1832, est resté célèbre, en partie à cause de son nom, qui provoquait des quolibets : « A Clohars, on a le coq sur le clocher et la bécasse dans l'église ». Faisant partie des contribuables les plus importants de la commune, il siège à ce titre lors des conseils municipaux ordinaires où les plus imposés, en nombre égal aux conseillers municipaux, votent en compagnie de ces derniers les taxes municipales (cette mesure ne fut abrogée qu'en 1882). Il s'opposa à la municipalité à propos de la donation des époux Le Quilliec (en date du 7 août 1834), qui avaient donné leurs biens à partager entre la maison d'école et le presbytère, à propos d'un terrain de 25 ares loué gratuitement par le curé « jusqu'au moment où la commune y établira son cimetière » et que la municipalité aurait voulu justement prendre pour y établir le nouveau cimetière. Il fallut alors renoncer à le déplacer et le cimetière traditionnel, autour de l'église, en dépit de son exiguïté, continua à être utilisé. Le 22 février 1889, le registre des délibérations du conseil municipal dit : « Le mur [du cimetière] menace ruine (…) sur au moins 20 mètres, les animaux franchissent ces ruines, notamment la race porcine (…) ils détériorent les tombeaux et renversent les croix (…) ; la porte principale (…) on ne peut plus l'ouvrir (…) il serait à décider qu'elle fut remplacée par une autre, non en bois, mais en fer » et le 26 juin 1892 que la petitesse du cimetière et la place prise par les tombes des notables de la commune qui jouissent de concessions perpétuelles « oblige le fossoyeur à enterrer dans les allées qui conduisent à l'église et dans celles qui permettent la circulation ».
Le 2 février 1883, le registre des délibérations du conseil municipal écrit que « plus d'un tiers de sa dette est due au traitement des malades indigents » (placés principalement à l'hospice de Quimper).

#### La création de l'école communale de Clohars, puis de l'école privée de filles

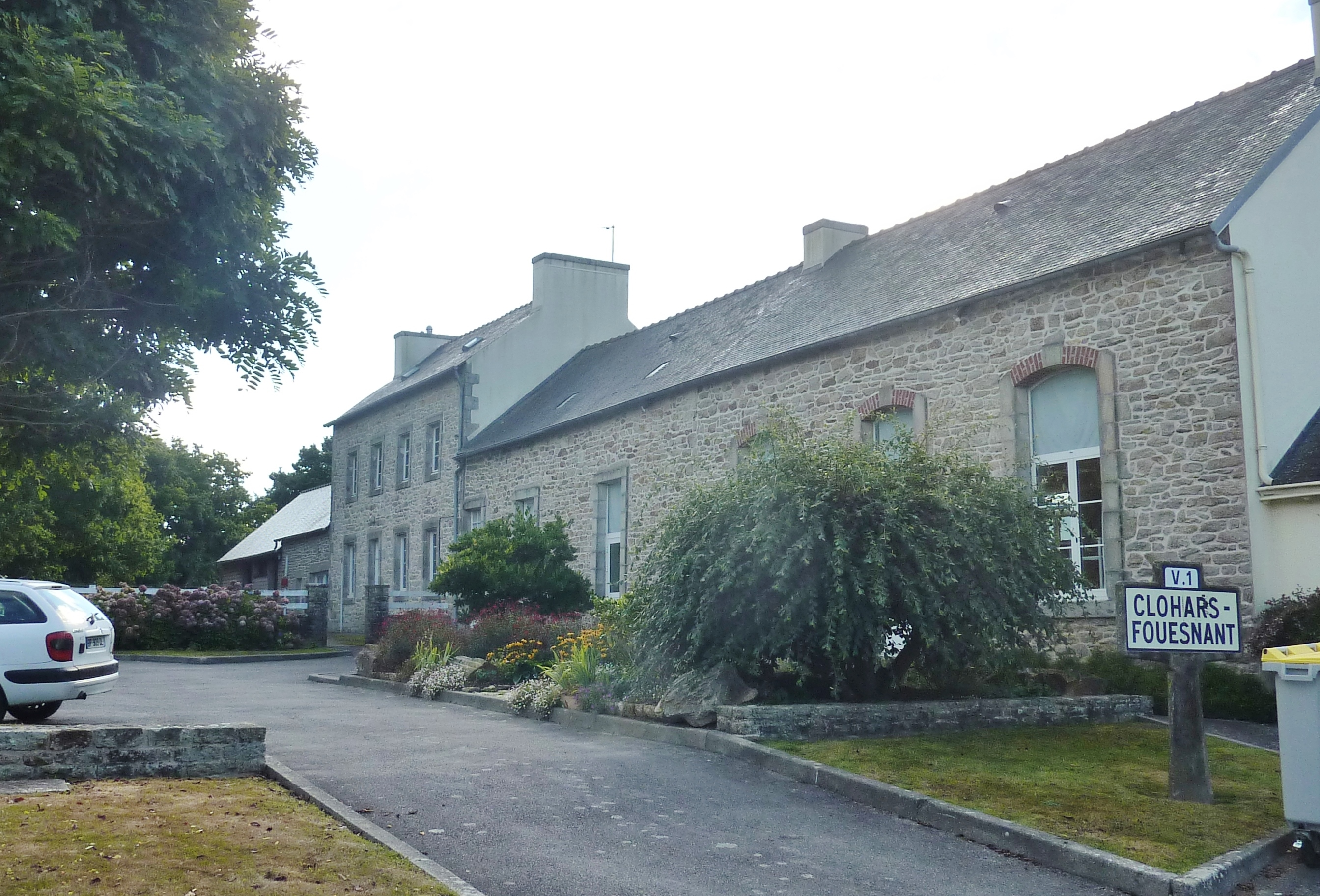
L'école publique actuelle.

La donation des époux Le Quilliec, Jean et sa femme Suzanne Le Niger, déjà évoquée précédemment, de tous les bâtiments formant le « pourpris (corps de ferme) de Kerper », près du bourg, ainsi que des terres attenantes, (deux hectares et demie) le tout à diviser en deux « avec l'intention de préparer à cette commune les moyens d'établir, par la suite, un presbytère, et une maison d'école » (ce qui correspond à une bonne partie du bourg actuel) avait entre autres objectifs de favoriser la construction d'une école de garçons, rendue obligatoire dans chaque commune par la loi Guizot du 23 juin 1833, mais aussi d'un presbytère. Si ce dernier fut construit très rapidement par la commune grâce à un emprunt de 3 000 francs, il fallut 23 ans, donc attendre 1856, pour que l'école ouvre enfin ses portes dans un bâtiment qui est désormais une salle communale. Les habitants de l'époque n'en percevaient pas nécessairement la nécessité et c'était aussi une lourde charge pour la commune qui devait pourvoir à la construction et à l'entretien de la maison d'école, ainsi qu'au traitement de l'instituteur. Le bâtiment de l'école n'est fini d'être payé par la commune qu'en 1879, année où le Conseil municipal vote la construction d'une extension côté est « suffisamment grande pour abriter 2 vaches et un lieu de décharge » pour que l'instituteur puisse en bénéficier (c'est la cuisine actuelle de  l'école). L'instituteur devait aussi jouir des terres annexées au bâtiment d'école, mais la commune les avait louées au curé de la paroisse. Cette école était probablement uniquement une école de garçons, même si aucun document connu à ce jour ne permet de l'affirmer avec certitude.
L'ouverture le 1er septembre 1873 d'une école privée catholique destinée aux filles le laisse toutefois supposer ; son ouverture est due à l'initiative du comte Hyacinthe Quemper de Lanascol qui habitait alors le château de Cheffontaines et acceptée difficilement par le conseil municipal dans une délibération du 29 septembre 1872 par 5 voix contre 4 en l'absence de 4 conseillers municipaux hostiles, la polémique entre les partisans des deux écoles faisant rage pendant l'année 1872. L'école privée des filles est tenue par la Congrégation des Filles de Jésus, qui créent alors une communauté de 2 religieuses à Clohars-Fouesnant, l'une faisant l'école, l'autre assistant les malades. En 1874, l'école a 17 élèves dont deux internes ; en 1882 41 élèves dont 7 internes ; en 1898, 18 internes. En 1881, Céline Hernio, dans une lettre adressée au maire, écrit : « Je suis allée aujourd'hui chez les sœurs de Clohars. La couverture en chaume de la maison est dans un état affreux, l'eau pénètre dans les murs ». L'école privée est alors surnommée Ti breign (la "maison pourrie"). En 1883, la municipalité loue une maison à Penn ar Valannec pour servir d'école dans l'attente de la construction d'une nouvelle école des filles en 1884 à l'initiative de Céline Hernio, qui la finance. L'école privée Saint-Joseph a fermé en 1973. Le bâtiment est actuellement occupé par l'association "Le Caillou Blanc".
En 1884, une école communale pour les filles existe aussi, mais elle n'a alors que 3 élèves alors que l'école privée en avait alors une cinquantaine. En 1899, le maire Georges Nouet du Tailly est mis en demeure par le préfet du Finistère de construire une école communale de filles, mais il refuse. Après l'expulsion des Sœurs, le conseil municipal décide dans une délibération en date du 30 novembre 1902 de créer une école mixte en divisant en deux par une cloison la salle de classe des garçons.

#### Les missions paroissiales

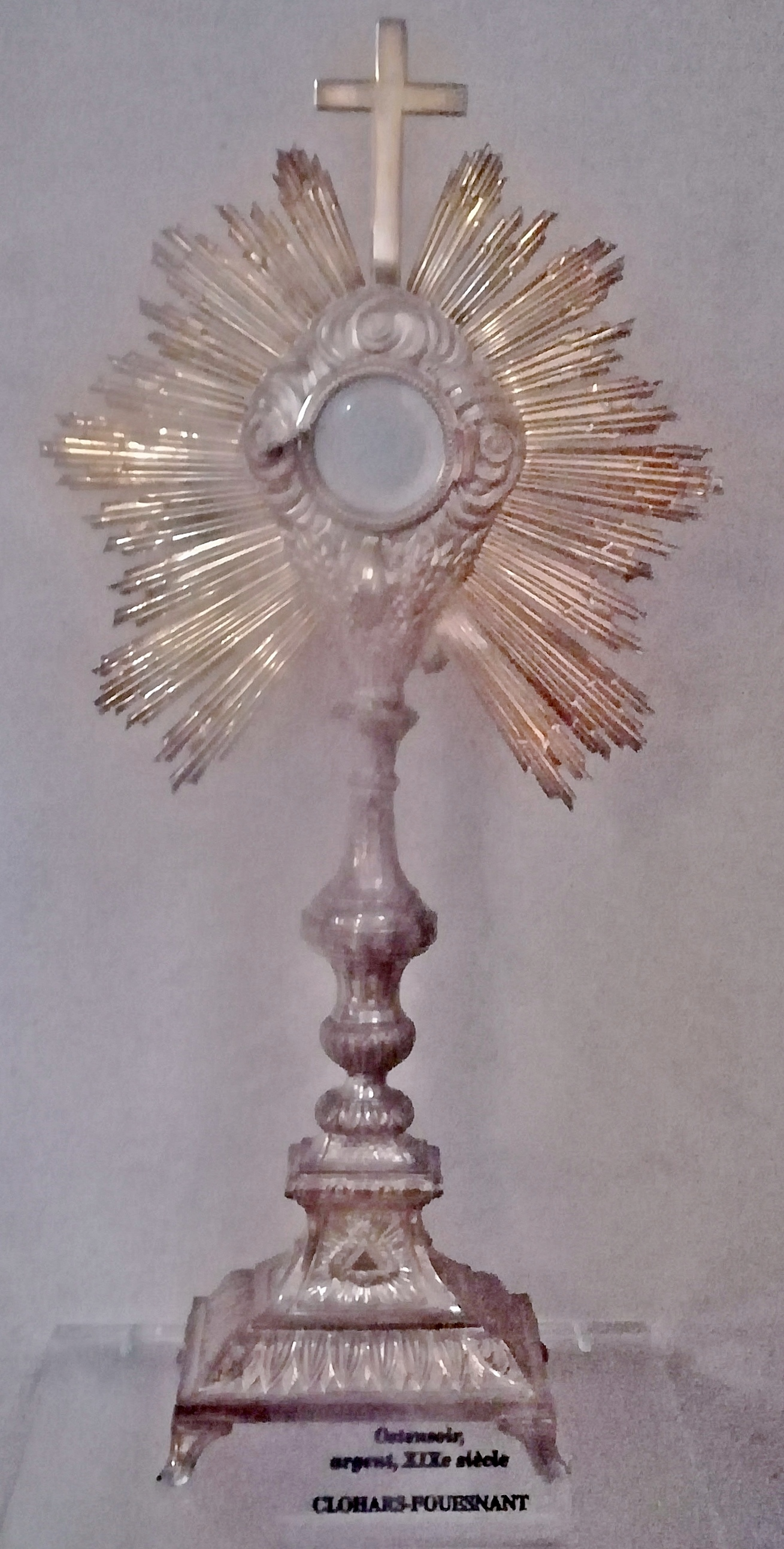
Ostensoir en argent datant du XIXe siècle.

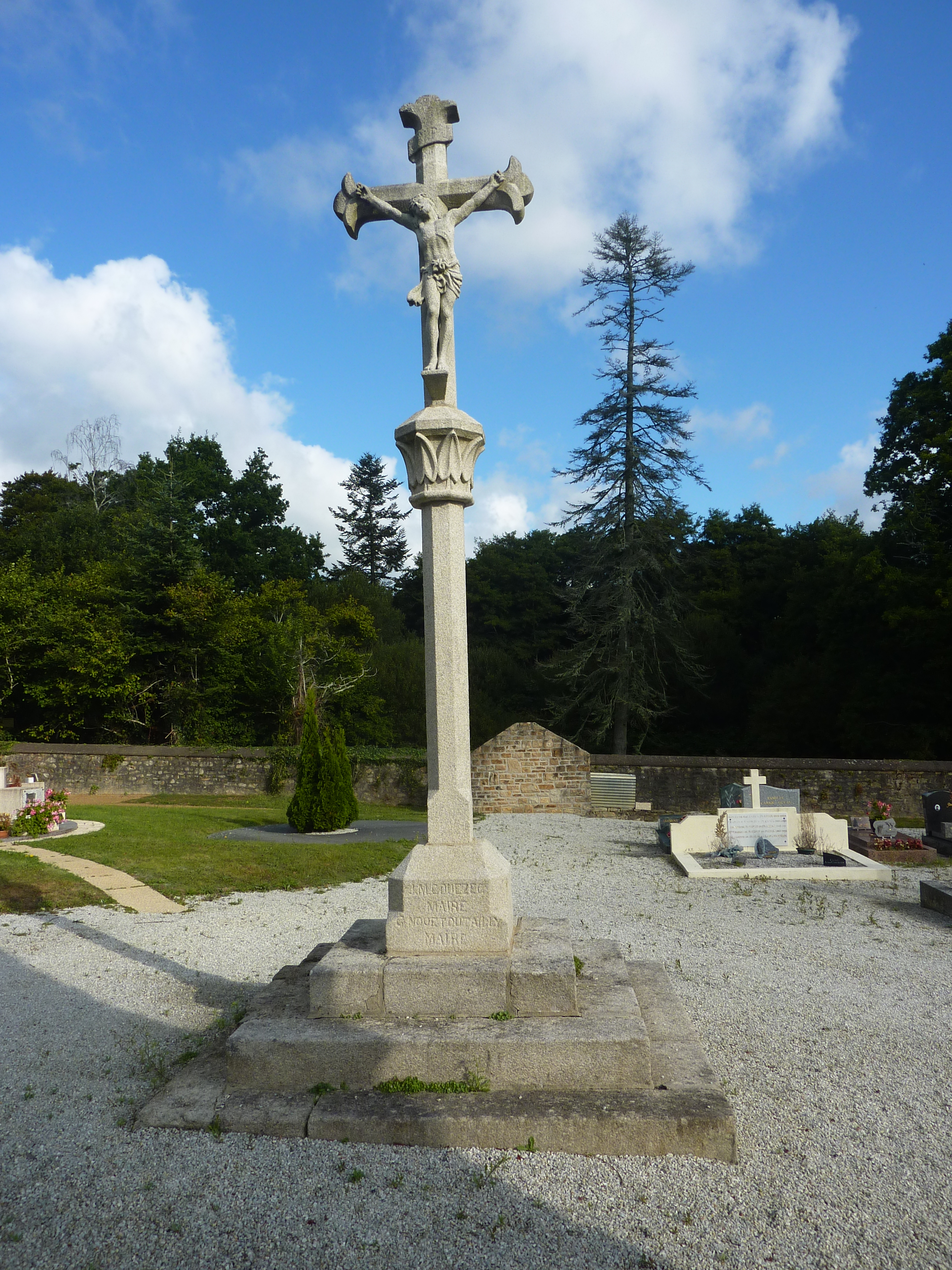
La croix de mission située dans le cimetière.

La commune garde la trace de deux missions paroissiales dont les dates sont encore apposées sur une plaque du calvaire du cimetière, en fait une croix de mission, édifie initialement dans le placître de l'église Saint-Hilaire lors de la Mission de 1881 ; ce calvaire fut financé par les paroissiens et des dons des principaux notables de la paroisse ; il fut transféré dans le nouveau cimetière vers 1951. Tombé naturellement au début du XXe siècle, il se brisa en sept morceaux et a été remonté en 2009. Cette croix de mission porte aussi sur son socle le nom du maire de l'époque, Jean-Marie Gouézec.
Les inscriptions apposées sur cette croix de mission conservent le souvenir des Missions qui s'achevèrent (elles duraient généralement une semaine) le 10 juillet 1881 et le 18 mars 1906. D'autres eurent lieu par la suite, la dernière en 1955.

#### Le pardon du Drennec à la fin duXIXesiècle

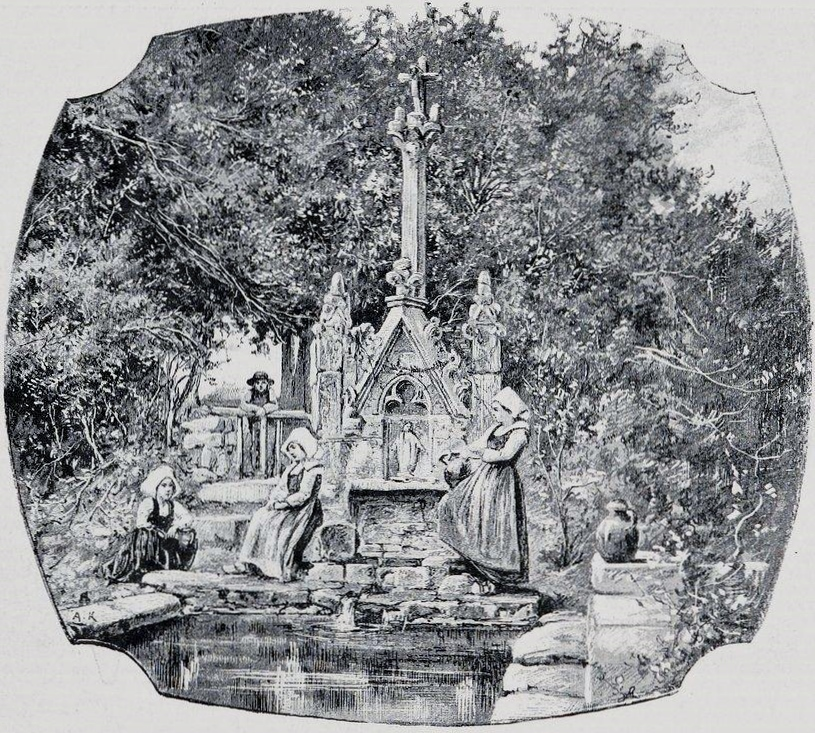
La fontaine du Drennec avant 1903 (dessin de A. Karl).

Les chanoines Paul Peyron et Jean-Marie Abgrall décrivent ainsi la dévotion à Notre-Dame du Drennec à cette époque :

« La dévotion des Fouesnantais à Notre-Dame du Drénec est encore bien vive de nos jours. Ils accourent nombreux à son sanctuaire, le jour de son grand pardon, qui a lieu chaque année le dimanche dans l'octave de l'Assomption, puis aux fêtes du 25 mars, 8 septembre et 8 décembre, où l'office s'y célèbre solennellement, ainsi qu'aux vendredis du Carême où il s'y dit une messe. (...) Notre-Dame du Drénec est invoquée pour l'obtention d'un beau temps favorable à la moisson ; saint Alour, patron d'Ergué-Armel, au contraire a pour mission d'obtenir de Dieu la pluie bienfaisante qui met fin aux sécheresses excessives. En 1848 et 1879, la paroisse d'Ergué-Armel vint à Notre-Dame du Drénec demander du beau temps. elle était accompagnée, à son second pèlerinage, de toutes les paroisses du canton de Fouesnant, et l'on évalue à 4 000 personnes environ le nombre des pèlerins qui se retrouvèrent ce jour-là au sanctuaire du Drénec. En 1884, ce fut au tour des paroissiens de Clohars-Fouesnant de se rendre à Ergué-Armel aux pieds de saint Alor. Leurs prières furent écoutées et promptement exaucées : le soir même de ce pèlerinage à saint Alor, la pluie, depuis si longtemps désirée, ne cessa de tomber pendant toute la nuit suivante. »

Les mêmes auteurs décrivent aussi le pardon aux chevaux :

« Le pardon des chevaux se tient chaque année le premier dimanche de juillet à la chapelle Notre-Dame du Drénec où l'on vénère la statue du saint conseiller du roi Dagobert et patron des maréchaux-ferrants, et par conséquent de leurs habituels clients. La procession, à laquelle assistent parfois plus de trois cents chevaux, a lieu à 9 heures ½ et va faire et tour de la croix qui se trouve en face du chemin qui conduit à l'ancien presbytère. Les chevaux défilent avant les bannières et les croix, que les hommes seuls doivent porter ce jour-là. M. le maire, ou un délégué par lui, fait défiler les chevaux, sur la prière de M. le Recteur. Lorsque les chevaux sont en rang et que le défilé a commencé, le prêtre qui préside la cérémonie fait à haute voix la bénédiction des chevaux, telle qu'elle est marquée dans le Rituel. »

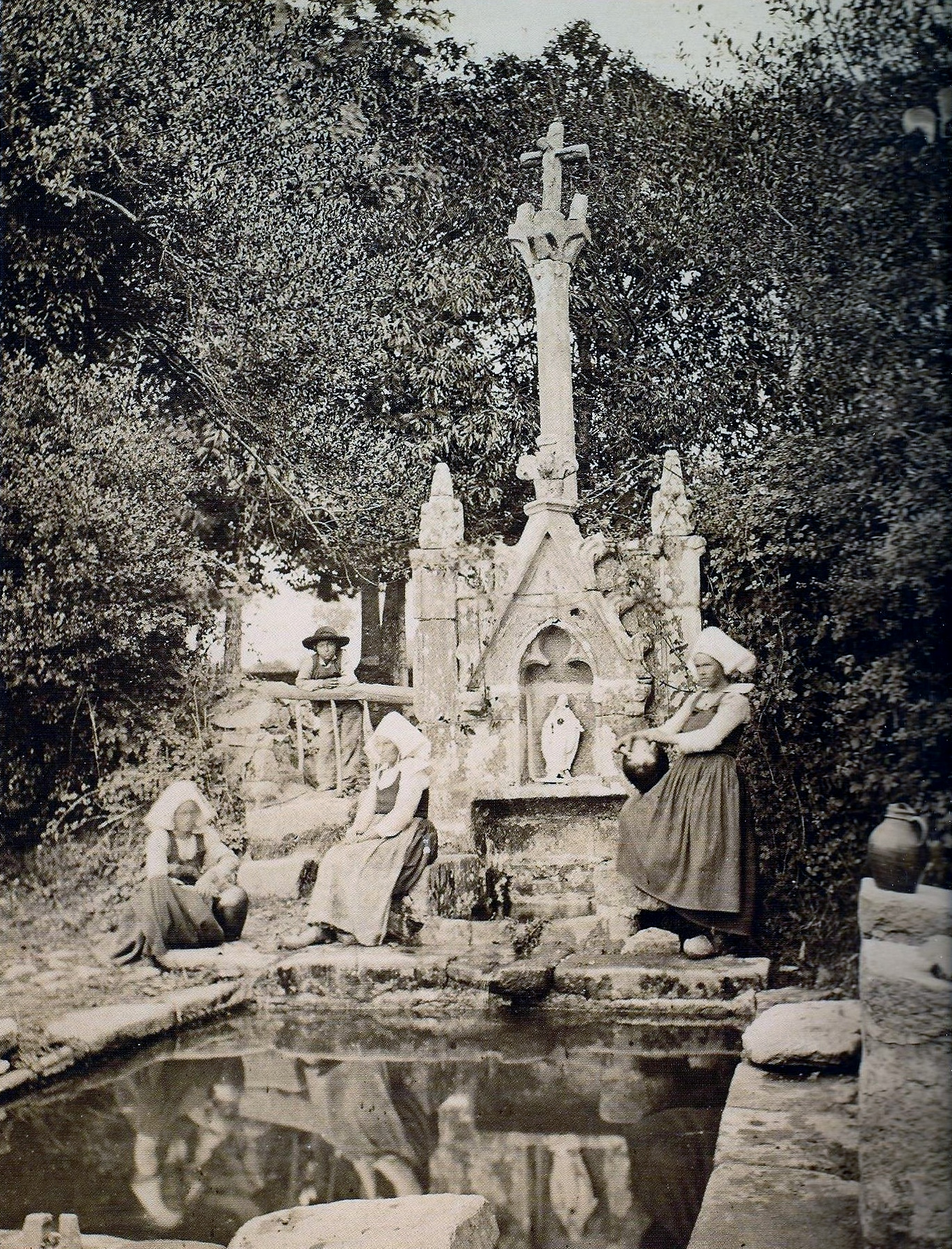
Le calvaire et la fontaine du Drennec vers 1870.
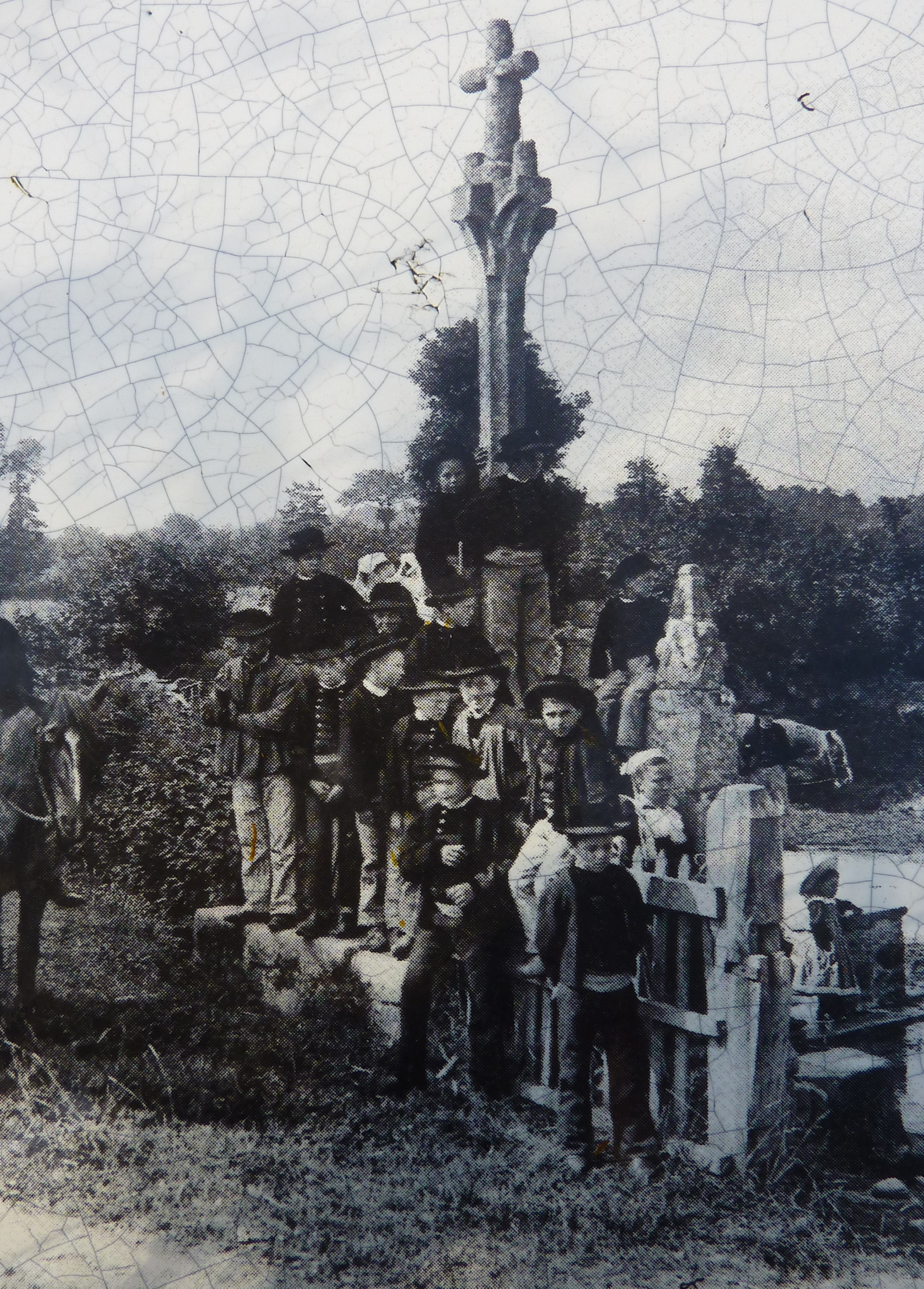
Le calvaire de la fontaine du Drennec un jour de pardon (fin XIXe siècle, collection Villard).
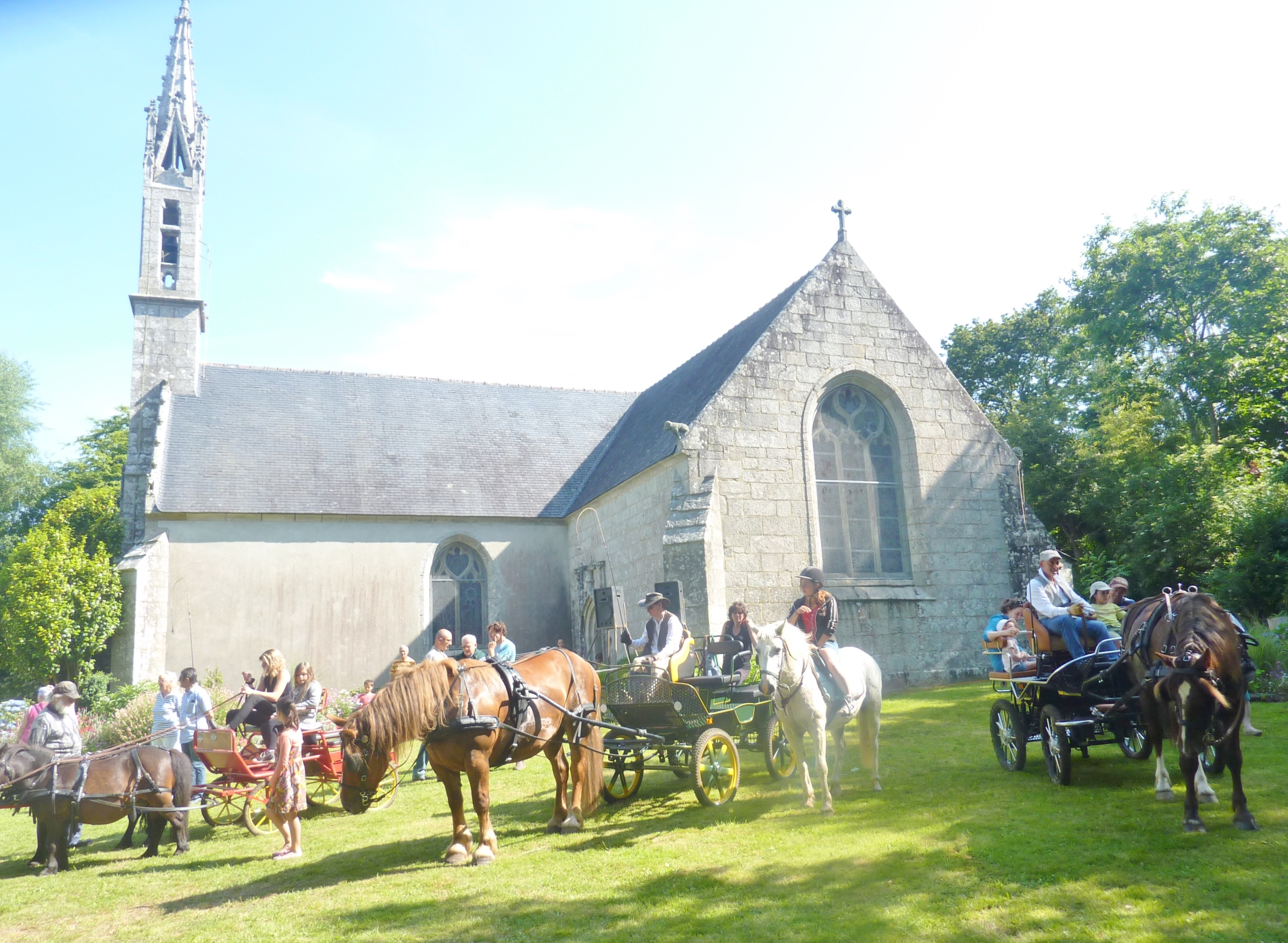
Le pardon des chevaux en juillet 2013.
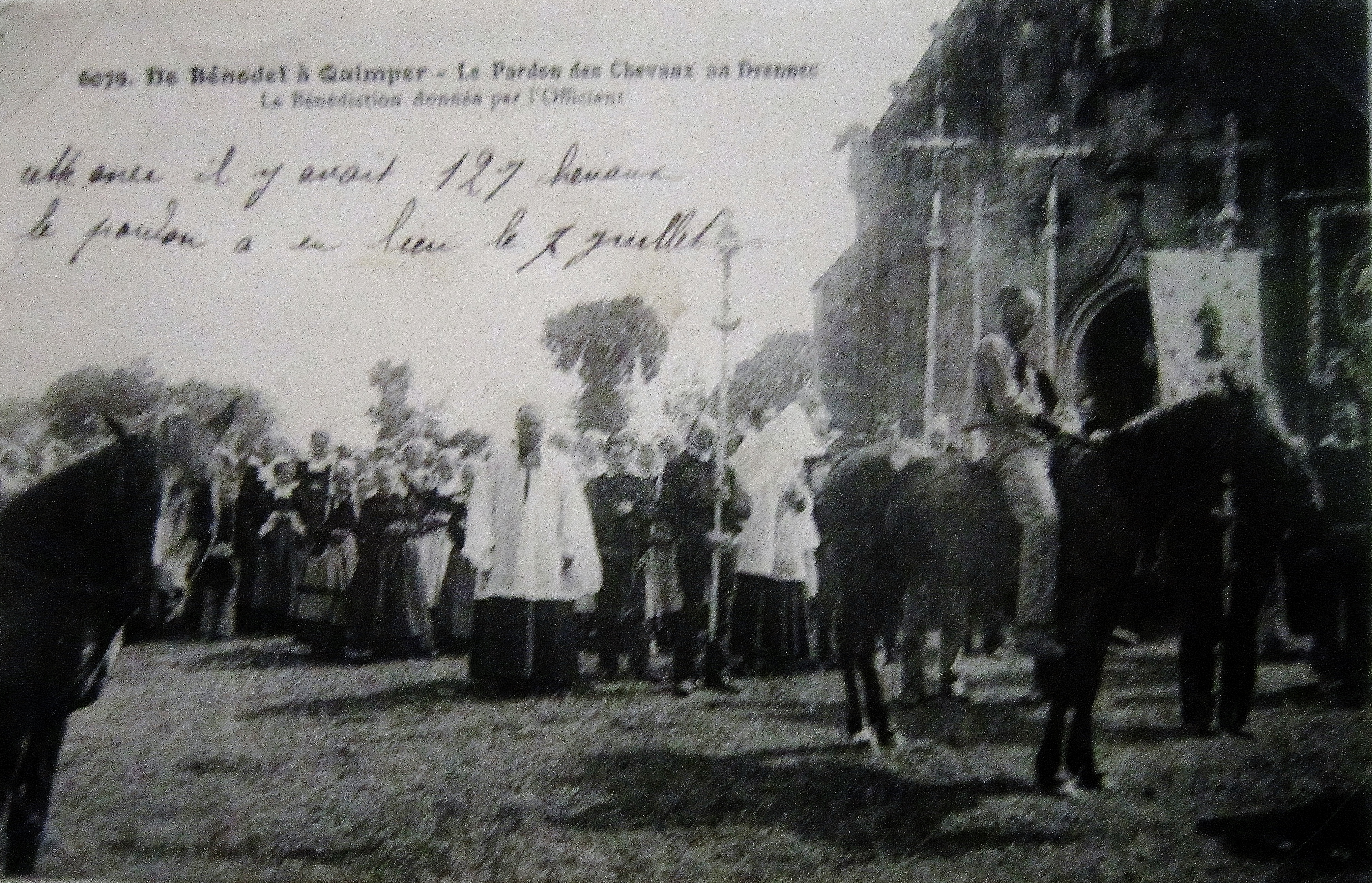
Le pardon des chevaux du Drennec vers 1900 (auteur inconnu).
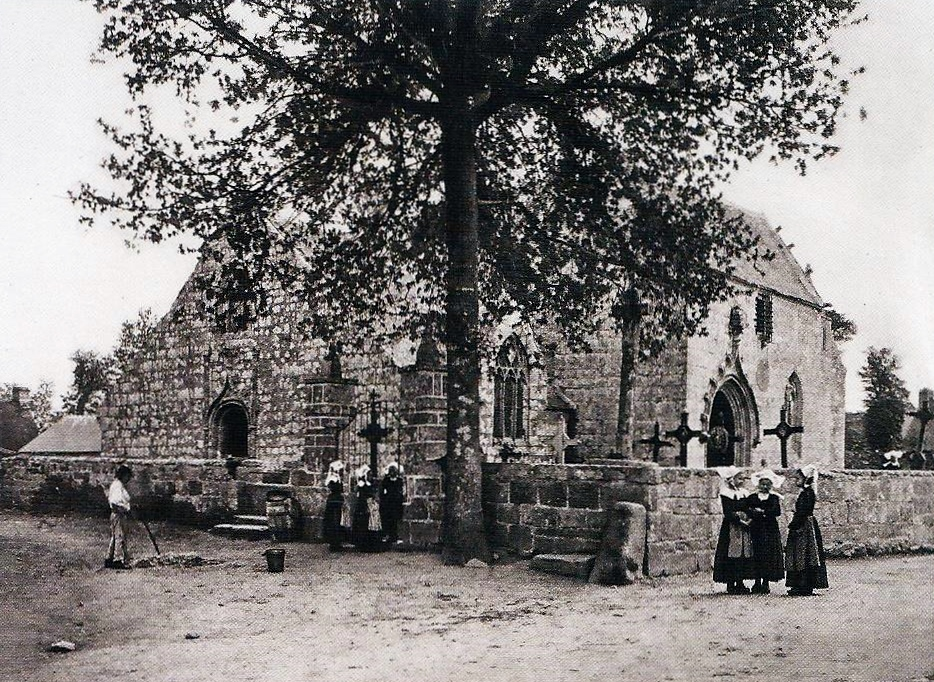
Jules Robuchon : l'église et le cimetière de Clohars-Fouesnant vers 1890.

#### L'amélioration du réseau routier
En 1861, la route reliant Quimper à Bénodet est classée Chemin de grande communication ; sept communes, concernées par son itinéraire, devront pourvoir aux dépenses de son entretien : Quimper, Ergué-Armel, Pleuven, Clohars-Fouesnant, Gouesnac'h, Fouesnant et Perguet (Bénodet).
La même année, la route reliant Le Drennec à Mousterlin, passant par le bourg de Clohars-Fouesnant, est aussi classée "Chemin de grande communication". Les communes de Clohars-Fouesnant, Perguet, Gouesnac'h, Ergué-Armel, Fouesnant, Saint-Évarzec et Pleuven sont désignées pour pourvoir à son entretien.
En 1864 un arrêt du Conseil d'État rejette la demande d'exonération d'impôt concernant la voiture à quatre roues avec chevaux du sieur de Kergos, considérant qu'elle « est habituellement utilisée au service personnel du propriétaire, et que, si elle a pu, quelquefois, être utilisée au service de l'agriculture, cet usage accidentel ne suffit pas pour qu'ele puisse  être considérée comme y étant employée en partie ».

#### Un maire indélicat
Le journal La Croix écrit dans son édition du 3 février 1884 :

« Le maire républicain de la commune rurale de Clohars-Fouesnant vient de passer en police correctionnelle et d'être condamné à trois mois de prison pour escroquerie. Abusant de l'ignorance de ses administrés, il leur donnait des billets de cinquante francs en leur disant qu'ils étaient de cent francs. »

#### Un incident survenu en 1885 entre le maire et le curé
Le journal Le Rappel du 8 juin 1885 raconte un incident survenu entre le maire, Jean-Marie Gouézec, républicain et favorable à l'école laïque, bien que catholique, et le curé, l'abbé Allix, de Clohars-Fouesnant, ce dernier reprochant au premier de ne pas faire son devoir d'officier public en traînant pour faire la déclaration d'ouverture d'une école privée catholique congréganiste (« école libre » disait-on à l'époque) et d'avoir dû faire appel à un huissier ; en représailles, le curé refuse au maire le droit de « faire ses pâques », c'est-à-dire le droit de communier pendant la période pascale, ce qui est obligatoire pour un catholique sous peine de péché mortel. Voici des extraits du témoignage du curé :

« M. le maire (...) me dit qu'il ne sait à qui s'adresser pour faire ses pâques. (...) Et bien ! je lui répondis qu'avant d'avoir le droit de se présenter au tribunal de la pénitence, il devrait à genoux nus, devant la plus grande affluence de monde à l'église, en faire à l'intérieur trois fois le tour. (...) Il me répond que je suis un âne, un imbécile et un gamin. (..) Immédiatement, je lui porte la main au collet et, de mon siège à côté de la table, je lui porte sur la nuque trois coups de poing. (..) Mon pied droit lui a imprimé certaines traces dans la partie où le dos change de nom. (..;) Le lendemain, je rencontrai Gouézec auprès de la chapelle du Drennec (...) et là, devant les témoins (...), je fis agenouiller le maire tout humblement, pour demander pardon au Bon Dieu du calvaire. Ayant peur malgré tout d'être poursuivi par moi en justice, à eux reprises il m'a fait demander pitié par l'entremise de M. l'adjoint. (...) »

#### Le paludisme et la difficulté d'accès aux soins médicaux
Le "Recueil général des lois et arrêts" cite une question au Commissaire du gouvernement du député Aimé-Étienne Blavier datant du 1er avril 1892 :

« (...) Les habitants de la commune de Clohars-Fouesnant, lorsqu'ils ont besoin d'un médecin, sont obligés d'aller le chercher à Quimper, qui est à douze kilomètres de distance ou à Concarneau qui est à 18 kilomètres. Les médecins de ces deux villes demandent, ce qui ne paraît pas excessif, 20 à 30 francs pour une simple visite dans la commune dont je viens de parler. Il en résulte que les journaliers et cultivateurs de cette commune se trouvent dans l'impossibilité matérielle de faire appel au médecin et que, pour combattre la fièvre paludéenne, qui y est pour ainsi dire endémique, ils ont recours à un éminent ingénieur des ponts et chaussées habitant auprès d'eux. Celui-ci leur distribue gratuitement et largement de la quinine, médicament coûteux dont ses études scientifiques lui ont permis d'apprécier les propriétés et de connaître les doses utiles pour combattre la fièvre paludéenne. Ils peuvent encore obtenir ce médicament en s'adressant à des Sœurs qui ont aussi à leur disposition de la quinine et qui peuvent savoir dans quelle mesure elle doit être distribuée ; mais ces Sœurs ont grand soin, aussitôt qu'il s'agit d'une maladie grave, de faire savoir à la famille que la présence du médecin est nécessaire. »

Cette intervention montre que le paludisme était alors une maladie endémique à Clohars-Fouesnant.
Une épidémie de choléra sévit aussi à Clohars-Fouesnant entre le 28 octobre 1892 et mai 1893.
Les deux principaux lavoirs de Clohars-Fouesnant étaient en piteux état à la fin du XIXe siècle : celui du bourg, en ruine, risque « de disparaître ou de se transformer en mare infecte pouvant devenir le foyer de toutes sortes d'épidémies » dit le maire le 17 mars 1895 lors d'une séance du conseil municipal ; il faudra plusieurs années pour qu'il soit restauré, de même que celui du Drennec, restauré en 1897.

### LeXXesiècle

#### La vie agricole

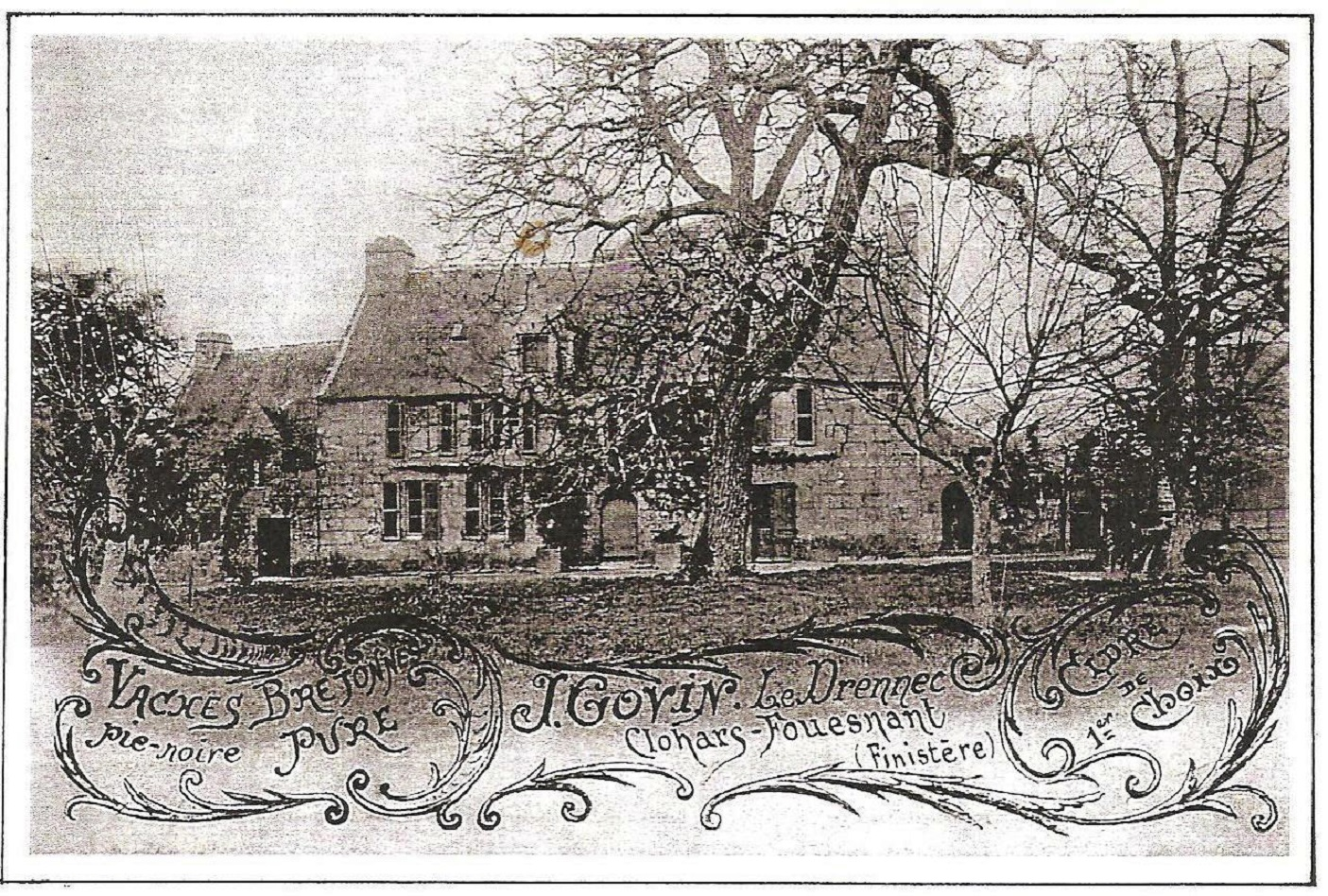
Carte postale publicitaire de Joseph Govin représentant le manoir du Drennec (début XXe siècle).

Au début du XXe siècle, la vie agricole était dynamique, à l'exemple de Joseph Govin, qui habitait au manoir du Drennec, était à la fois éleveur et cidrier. Il obtint de nombreux prix agricoles et en particulier une médaille d'or à l'exposition universelle de 1904 de Saint-Louis (Missouri) pour son eau-de-vie de cidre. En 2013 par contre, il ne subsiste qu'une seule exploitation agricole dans la commune, à Kerangouic.

#### Les querelles liées à la laïcité
En réponse à une enquête épiscopale organisée en 1902 par François Dubillard, évêque de Quimper et de Léon en raison de la politique alors menée par le gouvernement d'Émile Combes contre l'utilisation du breton par les membres du clergé, le recteur de Clohars-Fouesnant, l'abbé Barré, écrit que « tous les enfants (à l'exception d'un seul) parlent exclusivement le breton et sont incapables de parler et de comprendre le français » ; ceci est confirmé en décembre 1902 par le commissaire de police de Quimper qui écrit que « très peu de paroissiens » comprennent le français.
Georges Nouët du Tailly, riche propriétaire terrien, maire à plusieurs reprises et pendant de longues périodes entre 1896 et 1932, homme de conviction et animé d'une grande foi religieuse, prit position contre la fermeture de l'école des Sœurs tenue par la congrégation des Filles de Jésus (de Kermaria) en vertu de la loi Waldeck-Rousseau de 1901, dite aussi loi sur les Associations ; en raison de son attitude (il militait aussi contre « skol an diaoul » (« l'école du diable », c'est-à-dire l'école laïque), il fut suspendu, puis contraint à la démission en 1902 et vit même sa réélection invalidée en 1903. Un rapport le concernant écrit : « Emploie la presque totalité de ses administrés et aurait déclaré aux gens à son service que, s'ils envoyaient leurs enfants aux écoles du gouvernement, il les congédierait ».

« Par arrêté préfectoral, M. Nouët du Tailly, maire de Clohars-Fouesnant, et M. Michelet, adjoint au maire, sont suspendus de leurs fonctions pour avoir fait opposition aux ordres du préfet à l'occasion de l'ouverture de l'école publique de cette commune. »

Une anecdote révélatrice des tensions d'alors entre "cléricaux" et "laïcs" est le "complot de Clohars-Fouesnant" raconté dans le journal L'Ouest-Éclair du 24 septembre 1902 :

« Il y a quelques jours, l'instituteur de la commune se promenait, rêvant sans doute de se faire bien voir de l'excellent Chaumié, dispensateur de l'avancement et des faveurs, quand il vit des équipages se diriger vers le château de Cheffontaines. Un, deux, dix équipages passèrent... Tiens ! se dit notre Pesdeloup. Qu'y a-t-il donc au château ? Il continua sa route. Survinrent de nouveaux équipages. Décidément c'est louche, très louche, se dit notre homme intelligent. Tous ces messieurs sont évidemment convoqués par le marquis de Cheffontaines. Pourquoi ? Tout à coup une idée lumineuse surgit dans son esprit. Hé ! mais, se dit-il, ce sont des conspirateurs. C'est clair. Et ces messieurs sont convoqués à Cheffontaines pour s'occuper du complot, du fameux complot découvert par M. Combes. Il y avait là, ou jamais, une occasion de se distinguer. Ce ne fut pas long.  Courir au télégraphe et envoyer une dépêche à M. le Préfet fut l'affaire d'un quart d'heure. En recevant ce télégramme, notre illustre Collignon tressauta de joie. On le tenait enfin, ce complot, on le tenait ! Et aussitôt ordre était donné à deux brigades de gendarmerie de se rendre à Clohars-Fouesnant. La maréchaussée fit diligence et bientôt, au clair de lune, elle cernait, silencieuse, les avenues de Cheffontaines. Les conspirateurs étaient tout simplement des invités réunis par M. de Cheffontaines à l'occasion du baptême de son premier enfant. La République l'avait échappé belle, comme on le voit.Mais M. l'instituteur ne se risquera pas de sitôt à la préfecture, à ce qu'on croit. »

Le journal La Croix du 3 janvier 1904 annonce la fermeture de l'école congréganiste de Clohars-Fouesnant, qui était tenue antérieurement par les Filles de Jésus, sur décision du gouvernement d'Émile Combes.

#### Faits divers

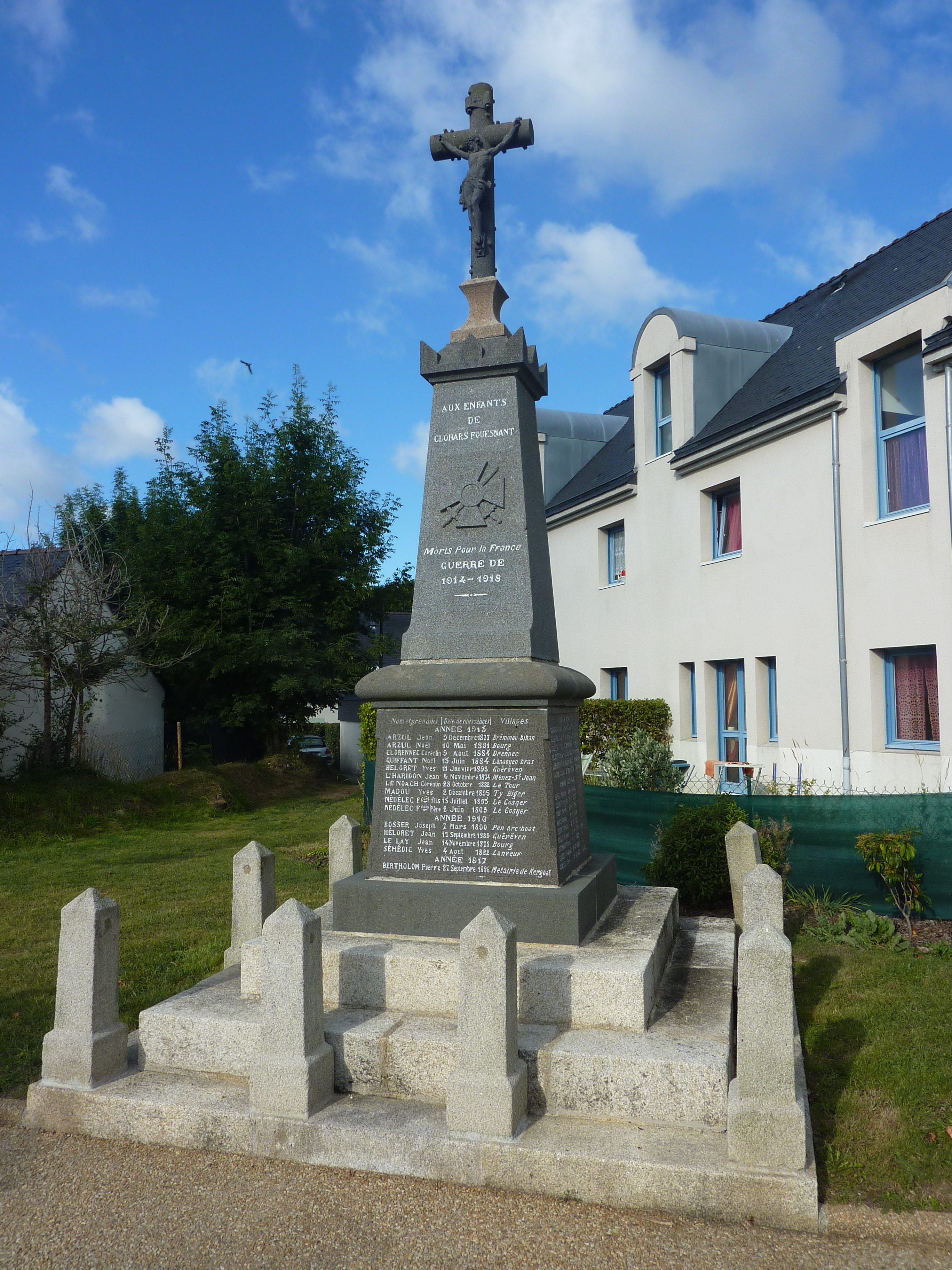
Le monument aux morts.

- Dans la nuit du 15 au 16 septembre 1908, la croix en pierre dominant la place publique du bourg fut brisée par un acte de vandalisme commis par quatre jeunes gens venus de Quimper.

« Cette croix, composée de deux pierre de taille de 2,50 m de hauteur, formant colonne et croix, et reposant sur un piédestal d'une réelle valeur artistique, datait de 1632. Plusieurs générations avaient passé, se découvrant pieusement au passage, devant ce Christ aujourd'hui affreusement mutilé par des forcenés sans vergogne. »

- Le journal L'Ouest-Éclair du 26 juillet 1910 indique que Christophe L'Hénoret, 56 ans, propriétaire-cultivateur à Kéréven en Clohars-Fouesnant, conseiller d'arrondissement s'est tué en tombant d'une meule de foin[85].
- Le 29 septembre 1912, une enfant de 5 ans est écrasée par une automobile à Saint-Guénolé en Clohars-Fouesnant alors qu'elle traversait la route en courant[86]. C'est probablement la première cloharsienne victime d'un accident d'automobile.
- Le 28 mars 1914, au cours d'un violent orage qui s'est abattu sur la région, une femme, Mme veuve Gaillard, âgée de 72 ans et assise près de sa cheminée est foudroyée à Squividan-Traon[87].

#### L'arrivée du téléphone
Le 7 juin 1913, le conseil municipal vote le rattachement de la commune au réseau téléphonique départemental et le service du téléphone est mis en service peu de temps après dans le café-épicerie tenu alors par Mme Kergoat. Jusqu'en 1949, c'était le bedeau, puis le secrétaire de mairie, qui transmettait les messages téléphoniques reçus à leur destinataire. En 1924, un seul abonné privé disposait du téléphone (Georges Nouët du Tailly, du château de Bodinio, alors maire) et moins de 10 encore en 1938.

#### La modeGiz Fouen
La giz fouen est une mode vestimentaire qui s'étend de l'Odet jusqu'au Faouët et jusqu'à Quimperlé : la mode propre au pays Fouesnantais en est l'une des neuf variantes. Cette mode du pays fouesnantais au début du XXe siècle est décrite, en prenant l'exemple de Clohars-Fouesnant, sur un site Internet.

#### La Première Guerre mondiale
En janvier 1915 Étienne Duchemin, soldat originaire de Clohars-Fouesnant est cité à l'ordre du jour de l'armée :

« Chasseur Duchemin, éclaireur au 337e d'infanterie, s'est distingué depuis le début de la campagne, et notamment dans un combat, en voyant l'infanterie charger à la baïonnette, il a attaché son cheval à un arbre, ramassé le fusil d'un mort et a accompagné le 337e. Le 4 octobre 1914, malgré un feu très violent d'artillerie, s'est porté dans la direction d'une localité où il était chargé de se rendre compte des coups de fusil entendus, a apporté des renseignements précieux, après avoir essuyé le feu de l'artillerie allemande. Dans tous les engagements, a fait preuve de courage et de sang-froid. A contribué à plusieurs reprises à maintenir les hommes sous le feu en restant à cheval. »

Alain Charretour, de Clohars-Fouesnant, prisonnier de guerre en Allemagne au camp de Quedlinbourg, est signalé comme nécessiteux par le président du comité de secours de ce camp. « Depuis trois mois, il n'a reçu aucun colis » précise le journal L'Ouest-Éclair du 1er décembre 1917.
Le monument aux morts de Clohars-Fouesnant porte les noms des 29 cloharsiens morts pour la France pendant la Première guerre mondiale, dont les trois frères Héloret. En voici la liste et les détails biographiques les concernant, consultables dans la boite déroulante ci-dessous :

#### L'Entre-deux-guerres
François Bodivit fut un célèbre ménétrier (sonneur de biniou et de bombarde).

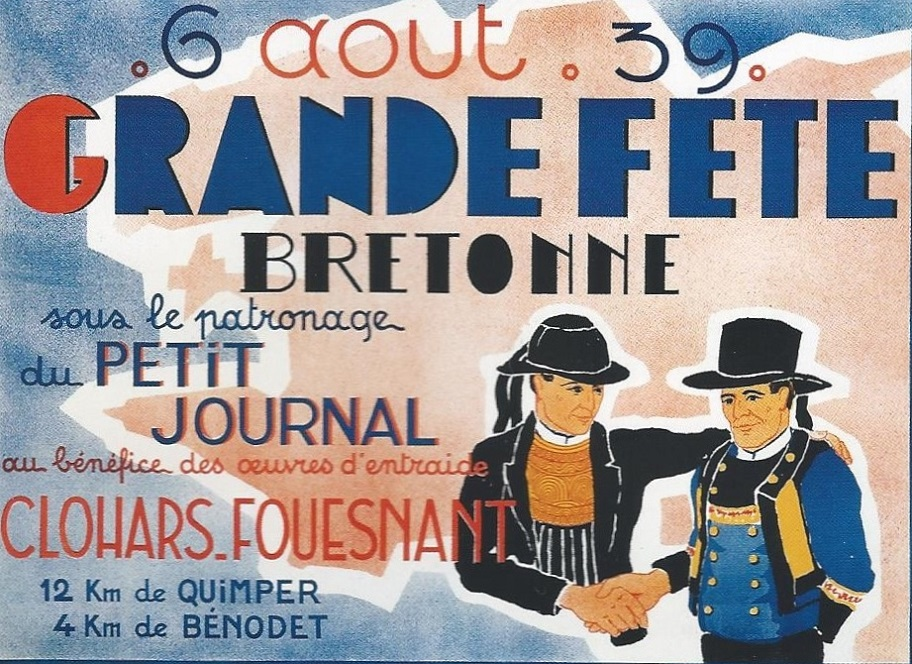
Affiche de la Grande fête bretonne du 6 août 1939.

Le 1er janvier 1939 est ouvert le nouveau cimetière situé au nord du bourg, dans une parcelle vendue par l'ancien maire Georges Nouët du Tailly, et destiné à remplacer l'ancien cimetière situé dans le placître autour de l'église, dans lequel des inhumations auront toutefois encore lieu jusque vers 1950, et même pour les membres de quelques grandes familles cloharsiennes dont les tombes ont été conservées jusqu'en 2009.
Le 6 août 1939, une grande fête bretonne est organisée à Clohars-Fouesnant, présidée par le colonel de la Rocque, président du Parti social français. Cette manifestation monstre rassemble 30 000 personnes dans le parc du château de Bodinio, propriété de Georges Nouët-Ruinet du Tailly ; une grand-messe est célébrée sur un autel provisoire installé dans le parc. Un film d'amateur en couleurs, tourné par le docteur Cathala, présente les "fêtes bretonnes de Clohars-Fouesnant en 1939".
Une équipe de football, l'U.S. de Clohars-Fouesnant, existait en 1936.

#### La Seconde Guerre mondiale
Plusieurs cloharsiens furent prisonniers de guerre en Allemagne dont Louis Bourhis ; Maurice Mallejacq ; Marcel Tanguy ; Christophe Héloret ; Christophe Bertholom ; François Le Corre ; Jean Carric ; Pierre Bourhis ; Yves Mendrez ; Pierre Helvret ; Guillaume Colliou ; Pierre Lozarc'h ; Alain Christien ; Corentin Quilfen ; Yves Barlin.
Le 11 août 1943, à la suite d'un combat aérien entre deux avions au sud de Fouesnant, un avion s'écrase près de Clohars-Fouesnant. Les deux aviateurs américains sont enterrés le 12 août 1943 à Pleuven en présence d'une foule de 1 500 personnes.
Le monument aux morts de Clohars-Fouesnant porte les noms des 9 cloharsiens morts pour la France pendant la Seconde guerre mondiale. En voici la liste et les renseignements biographiques les concernant, consultables dans la boîte déroulante ci-dessous :
L'un d'entre eux, François Gouzien, engagé volontaire en 1940 et fait prisonnier, fut libéré en 1942 en qualité de fils aîné d'une famille nombreuse. Le 8 mars 1943, à la suite d'une bousculade lors du conseil de révision qui se tient ce jour-là à Fouesnant, un soldat allemand, cycliste, est accidenté. François Gouzien, qui n'était pour rien dans l'incident, mais se trouvait être le jeune le plus proche de la victime, est arrêté, interné d'abord à Quimper, puis déporté aux camps de concentration d'Hinzert, de Wittlich, puis de Dachau où il décède fin 1944. Il ne faisait partie d'aucune organisation de résistance et ne faisait pas de politique.

#### L'après-Seconde-guerre-mondiale

##### Gisèle de Ficquelmont etSave the children
À partir de 1956, Gisèle de Ficquelmont, représentante de l'organisation humanitaire Save the Children a soutenu 36 projets en France, dont 24 en Bretagne ; parmi eux, l'un concernait Clohars-Fouesnant, son action se limitant toutefois à l'envoi de fournitures scolaires, de matériel de sports et de cadeaux (livres) pour Noël. Elle était surnommée "G.D.F" ("Grande distributrice de fournitures") par les enfants.

##### La guerre d'Algérie
Deux Cloharsiens sont morts pour la France pendant la guerre d'Algérie : Corentin Christien et Olivier Boulis.

#### Clohars-Fouesnant pendant la seconde moitié duXXesiècle
En 1953, « les routes [menant au bourg] n'étaient pas goudronnées, la mairie se trouvait dans une pièce unique ayant servi par le passé de classe , elle n'avait pas de bureau et, bien sûr, pas de téléphone » a déclaré Michel Hélias, maire entre 1963 et 1995. Lors de ses mandats de maire, 
une mairie neuve est construite, ainsi qu'une nouvelle école (d'abord dans des locaux préfabriqués en 1967, puis dans des locaux neufs en 1977), un réseau d'alimentation en eau potable est créé (un syndicat des eaux est constitué en association avec les communes de Gouesnac'h, Pleuven et Saint-Évarzec), puis un réseau d'assainissement collectif, les eaux usées aboutissant dans deux stations de lagunage et la commune adhère au SIVOM du Pays fouesnantais. La chapelle du Drennec, victime d'un incendie en 1982, est reconstruite, sous l'égide de l'association "Les Amis de la Chapelle du Drennec" et l'église paroissiale Saint-Hilaire restaurée en 1991. Le "Golf de l'Odet" ouvre en 1986 et un club de football est créé.

### LeXXIesiècle
En 2012-2013, un réseau de fibres optiques long de 17 kilomètres a été aménagé pour permettre à l'ensemble des ménages du territoire communal de bénéficier d'une connexion haut débit, de la téléphonie illimitée et de la télévision par Internet à partir de l'été 2013.
En 2013 également, les travaux d'agrandissement du cimetière communal, rendus nécessaires par l'augmentation de la population communale, ont été menés à bien : 75 mini concessions, 12 columbariums, 24 emplacements pour les tombes et un jardin du souvenir ont été aménagés.

## Démographie
L'évolution du nombre d'habitants est connue à travers les recensements de la population effectués dans la commune depuis 1793. Pour les communes de moins de 10 000 habitants, une enquête de recensement portant sur toute la population est réalisée tous les cinq ans, les populations de référence des années intermédiaires étant quant à elles estimées par interpolation ou extrapolation. Pour la commune, le premier recensement exhaustif entrant dans le cadre du nouveau dispositif a été réalisé en 2004.

En 2022, la commune comptait 2 152 habitants, en évolution de +5,65 % par rapport à 2016 (Finistère : +2,16 %, France hors Mayotte : +2,11 %).
| 1793 | 1800 | 1806 | 1821 | 1831 | 1836 | 1841 | 1846 | 1851 |
| ---- | ---- | ---- | ---- | ---- | ---- | ---- | ---- | ---- |
| 485  | 538  | 444  | 548  | 586  | 571  | 614  | 595  | 665  |

| 1856 | 1861 | 1866 | 1872 | 1876 | 1881 | 1886 | 1891 | 1896 |
| ---- | ---- | ---- | ---- | ---- | ---- | ---- | ---- | ---- |
| 656  | 656  | 669  | 615  | 629  | 635  | 665  | 733  | 727  |

| 1901 | 1906 | 1911 | 1921 | 1926 | 1931 | 1936 | 1946 | 1954 |
| ---- | ---- | ---- | ---- | ---- | ---- | ---- | ---- | ---- |
| 709  | 721  | 706  | 693  | 683  | 624  | 594  | 608  | 586  |

| 1962 | 1968 | 1975 | 1982  | 1990  | 1999  | 2004  | 2006  | 2009  |
| ---- | ---- | ---- | ----- | ----- | ----- | ----- | ----- | ----- |
| 605  | 586  | 801  | 1 073 | 1 279 | 1 417 | 1 899 | 2 062 | 2 156 |

| 2014  | 2019  | 2022  | - | - | - | - | - | - |
| ----- | ----- | ----- | - | - | - | - | - | - |
| 2 057 | 2 080 | 2 152 | - | - | - | - | - | - |

Le recensement de 2012 indique 2 206 habitants pour la commune de Clohars-Fouesnant.
Commentaire : La population de Clohars-Fouesnant a été multipliée par 4,6 en un peu plus de deux siècles entre 1793 et 2010. Cette augmentation est pour l'essentiel survenue depuis 1968 car antérieurement, tout au long du XIXe siècle et des premières décennies du XXe siècle, la stagnation de la population a été remarquable : par exemple, la population de l'année 1968 est identique à celle de l'année 1831 : 586 habitants dans les deux cas, à 137 années d'intervalle. Clohars-Fouesnant n'a toutefois pas connu un déclin démographique à cette époque comme ce fut alors le cas pour maintes communes rurales. Depuis 1968 par contre, l'augmentation de la population est spectaculaire : 1 657 habitants de plus (+ 283 %) en 42 ans, soit un rythme moyen annuel de + 39,4 habitants, le record étant atteint entre 1999 et 2006 (gain de 645 habitants en sept ans, soit un rythme moyen annuel de + 92,1 habitants. Les naissances sont supérieures aux décès : 23 naissances pour 10 décès par exemple en 2011. La densité de population, modeste par le passé (autour de 45 habitants par km² au XIXe siècle) atteint désormais 170 habitants par km².
Cette augmentation démographique récente est moins due au solde naturel, certes positif (compris entre + 0,2 et + 0,6 % l'an selon les périodes intercensitaires entre 1968 et 2009) qu'à une forte immigration nette (+ 4,4 % l'an entre 1968 et 1975, + 4,0 % l'an entre 1975 et 1982, même si elle est moindre ensuite (+1,8 % l'an entre 1982 et 1990, + 0,9 % l'an entre 1990 et 1999, réaugmentant récemment (+ 3,7 % l'an entre 1999 et 2009). Cette forte immigration a deux causes principales : d'une part l'attractivité littorale (Clohars-Fouesnant est une commune littorale (un peu) et surtout proche du littoral, en particulier des stations balnéaires classées de Bénodet et Fouesnant) et la périurbanisation liée à la proximité de Quimper, la commune se transformant en ville-dortoir. La première cause fait venir plutôt une population de retraités et de résidents secondaires (105 résidences secondaires (10,3 %) comptabilisées lors du recensement de 2009 pour un total de 1020 logements, la seconde cause au contraire une population de jeunes actifs, d'où une structure par âge de la population qui reste assez équilibrée : des retraités certes nombreux (30,8 % des 15 ans et plus en 2009), mais des jeunes assez nombreux également (26,8 % de moins de 20 ans en 2009). La population communale a cessé d'être agricole (la population agricole était de 12 personnes en 2009, soit 0,7 % de la population de plus de 15 ans, au profit des cadres, professions intermédiaires et employés qui forment 39 % de la population de plus de 15 ans à la même date. Les Cloharsiens sont en moyenne plutôt aisés, les revenus fiscaux étant notablement supérieurs à la moyenne bretonne.

### Liste des maires

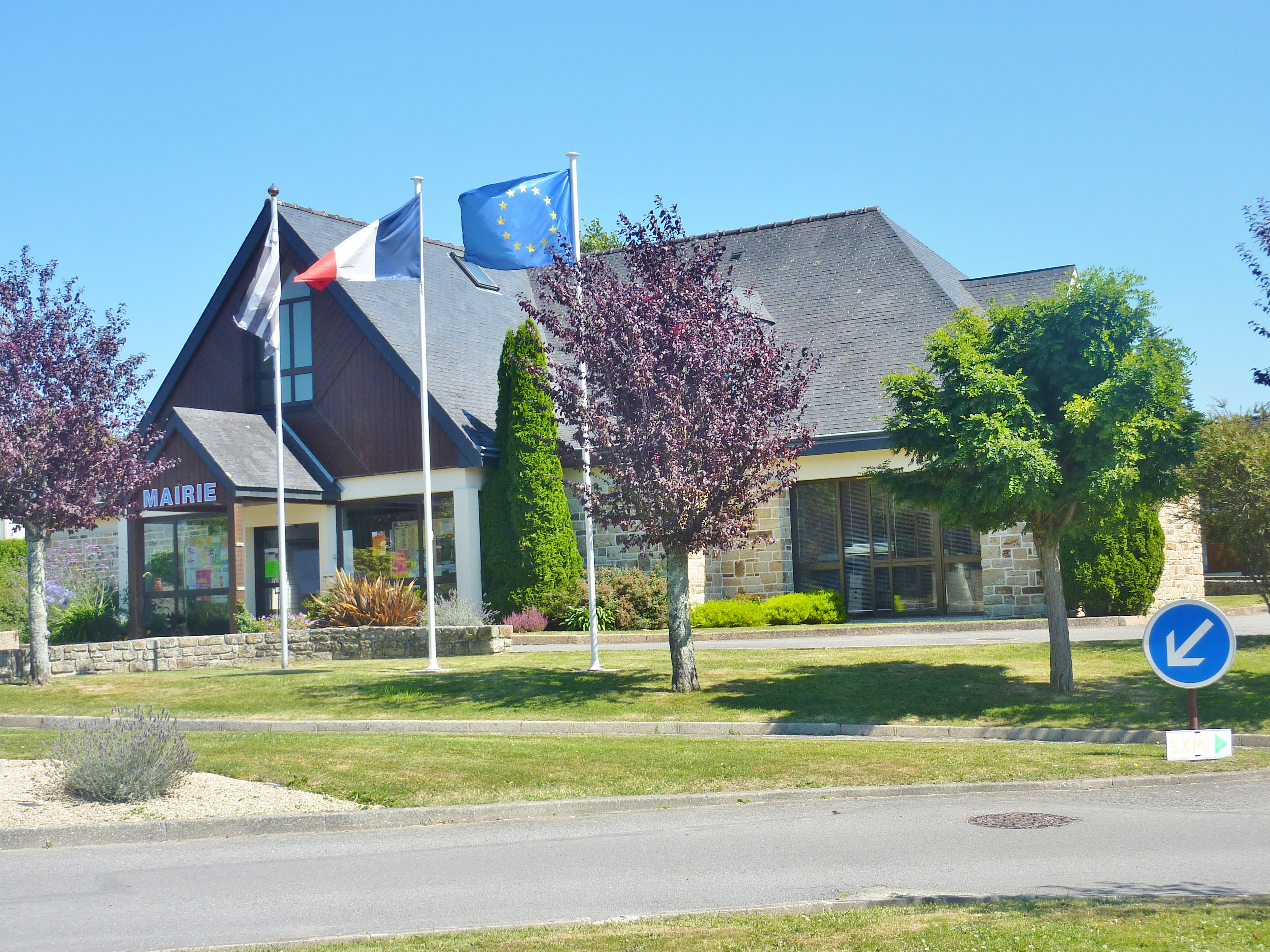
La mairie.

## Politique et administration

### Jumelages
Oranmore (Irlande) : la Charte de Jumelage avec la commune d'Oranmore a été signée le 11 avril 2012 à Oranmore en présence de 26 cloharsiens, le comité de jumelage (créé en 2009) étant présidé par Mme Élisabeth Auffret. En mai 2013, une délégation d'Oranmore est venue à Clohars-Fouesnant.

## Ressources et productions
- Bois, pâturages.
- Polyculture.
- Bovins, porcins, volaille.

## Le patrimoine de Clohars-Fouesnant

### Patrimoine naturel
- La pointe de Beg ar Vir, en bordure de l'Odet et au pied du Pont de Cornouaille, jouit d'un point de vue exceptionnel. C'est désormais la propriété du Conservatoire du littoral qui gère les 5 ha de bois et a transformé l'ancienne maison du douanier en un gîte d'étape situé en bordure du GR 34 et ouvert depuis le 11 juillet 2008.
- Le "chêne de la Liberté" situé près de l'église a, en l'an 2 000, une circonférence de 3,47 mètres (à 1 mètre du sol environ) ; il aurait été planté en 1848. Le parc du château de Cheffontaines possède un chêne de 4,70 mètres de circonférence (à 1,30 mètre de hauteur, mesuré en l'an 2 000[128].

### Patrimoine religieux
- L'église paroissiale Saint-Hilaire de Clohars date des XVe siècle et XVIe siècle : dédiée à saint Hilaire[Note 42], mais reconnaît aussi le patronage de saint Maurice de Carnoët ; l'église  est en forme de croix latine et comprend une nef, trois travées avec bas-côtés, un transept et un chœur, ainsi que des piliers octogonaux. Son porche principal, situé au sud, est surmonté d'une voûte d'ogive, possède un groupe statuaire représentant la Sainte Trinité et date du début du XVIe siècle, mais l'originalité réside dans l'existence d'un petit porche, voûté, surmonté d'une chambre d'archives. « Au haut de la tourelle formant cage d'escalier pour monter à cette chambre, on voit une sorte de frise sculptée représentant trois petits cavaliers de tournure très naïve. Au-dessus de la fenêtre voisine est un écusson représentant le lion du Juch[Note 43] : d'azur au lion d'argent orné et lampassé de gueules. »[129]. Les trois autels sont surmontés de petits retables à tourelles et médaillons. Les vieilles statues vénérées dans cette église représentent les deux patrons, saint Hilaire et saint Maurice[Note 44],[130], la Sainte Trinité et le groupe Notre-Dame de la Pitié. Dans l'un des retables, on voit deux panneaux en bas-relief représentant l'Annonciation et l'Assomption. Dans les soufflets se trouvent les armes de Bodinio et de Christophe de Cheffontaines, religieux franciscain. Les vitraux datent du début du XVIe siècle (ils ont été restaurés en 1890 par le maître-verrier Lobin, de Tours) et représentent l'un, la Vierge portant l'Enfant Jésus, un autre saint Maurice, abbé de Carnoët et un autre une Déploration (Descente de croix)[131]. ainsi que saint Christophe. L'église est percée de six fenêtres provenant probablement d'une église antérieure de style gothique. Un clocheton s'élève au milieu du toit. L'église est classée monument historique par un arrêté du 10 octobre 1938 et une partie de son mobilier également, en particulier son orfèvrerie[132] dont une patène datant du premier quart du XVIe siècle[133], un ciboire de l'orfèvre vannetais René-Louis Moreau, datant du XVIIIe siècle[134], une navette à encens de décor Louis XV de volutes et de fleurs, datant du XVIIIe siècle[135], un encensoir du même style[136], un calice[137] et une coquille de baptême (une aiguière) en argent de l'orfèvre quimpérois Jean-Marie Amblard datant aussi du XVIIIe siècle[138]. Louis Le Guennec a écrit qu'il s'agissait d'une « église pittoresque, construction fort imposante, mais d'une très savoureuse irrégularité ». Le chêne pédonculé planté en limite ouest du mur de l'ancien cimetière aurait été planté aux environs de 1870[139].

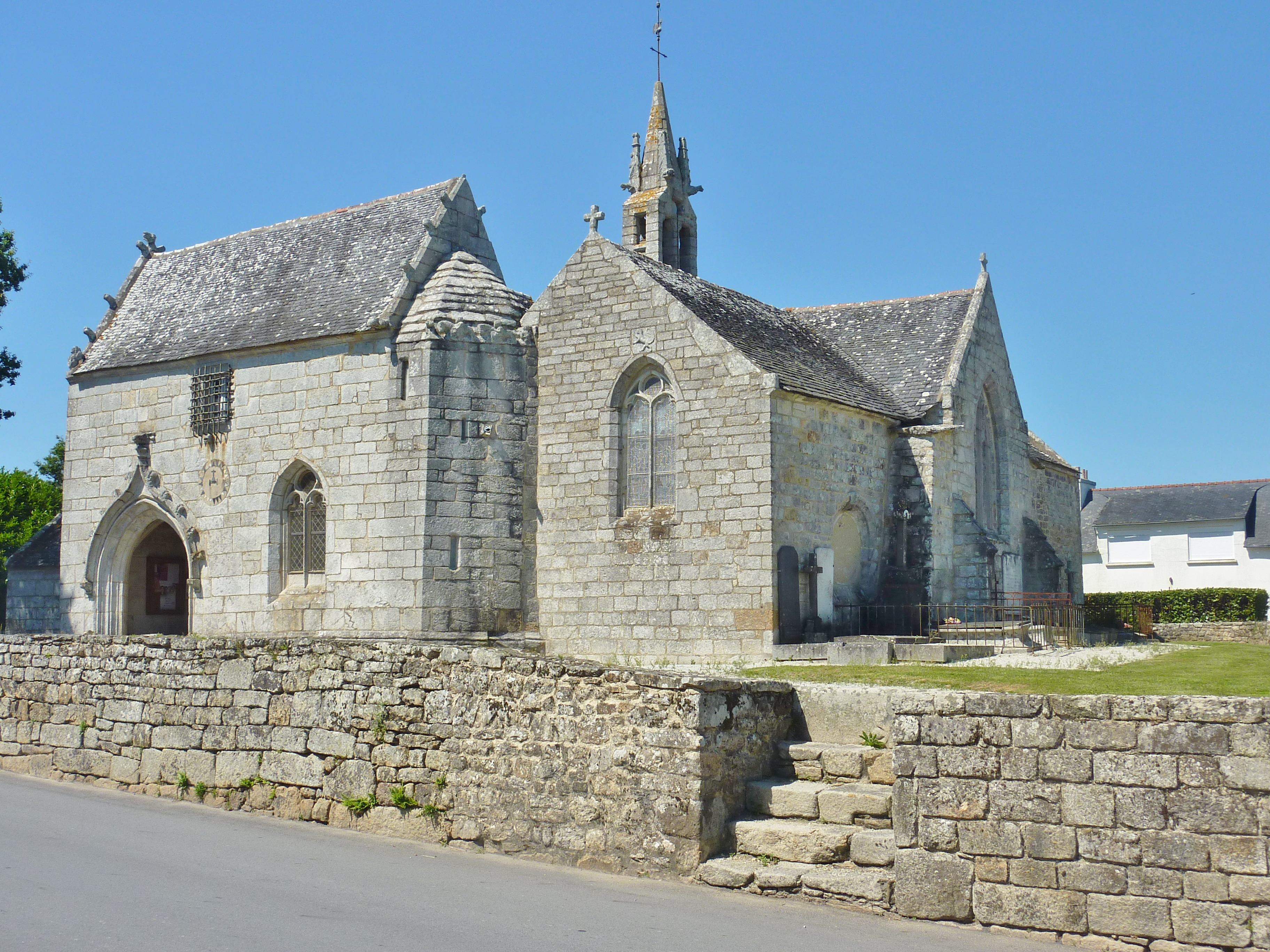
Vue extérieure d'ensemble de l'église.
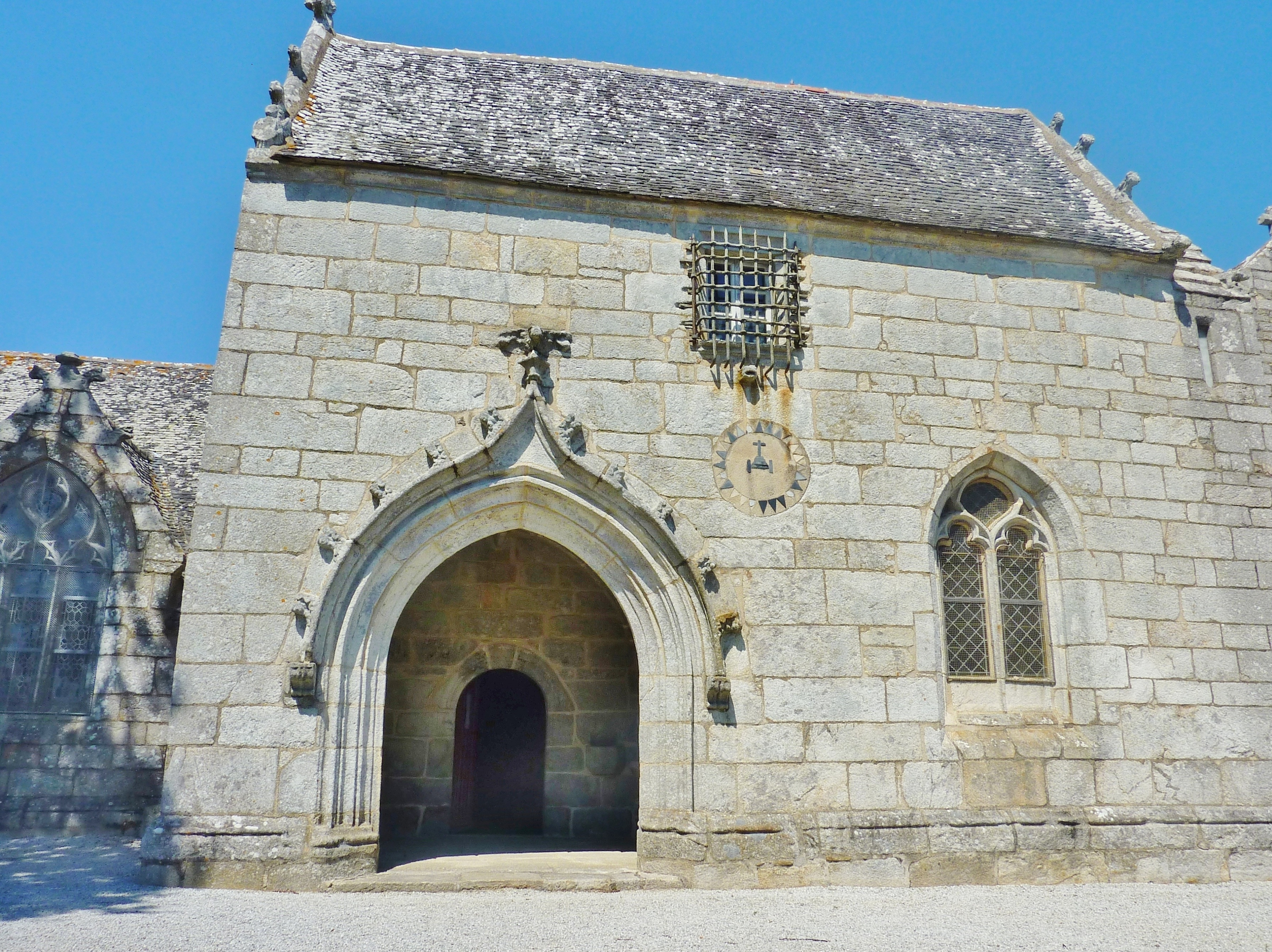
Le porche-sacristie-salle de délibération (XVIe siècle).
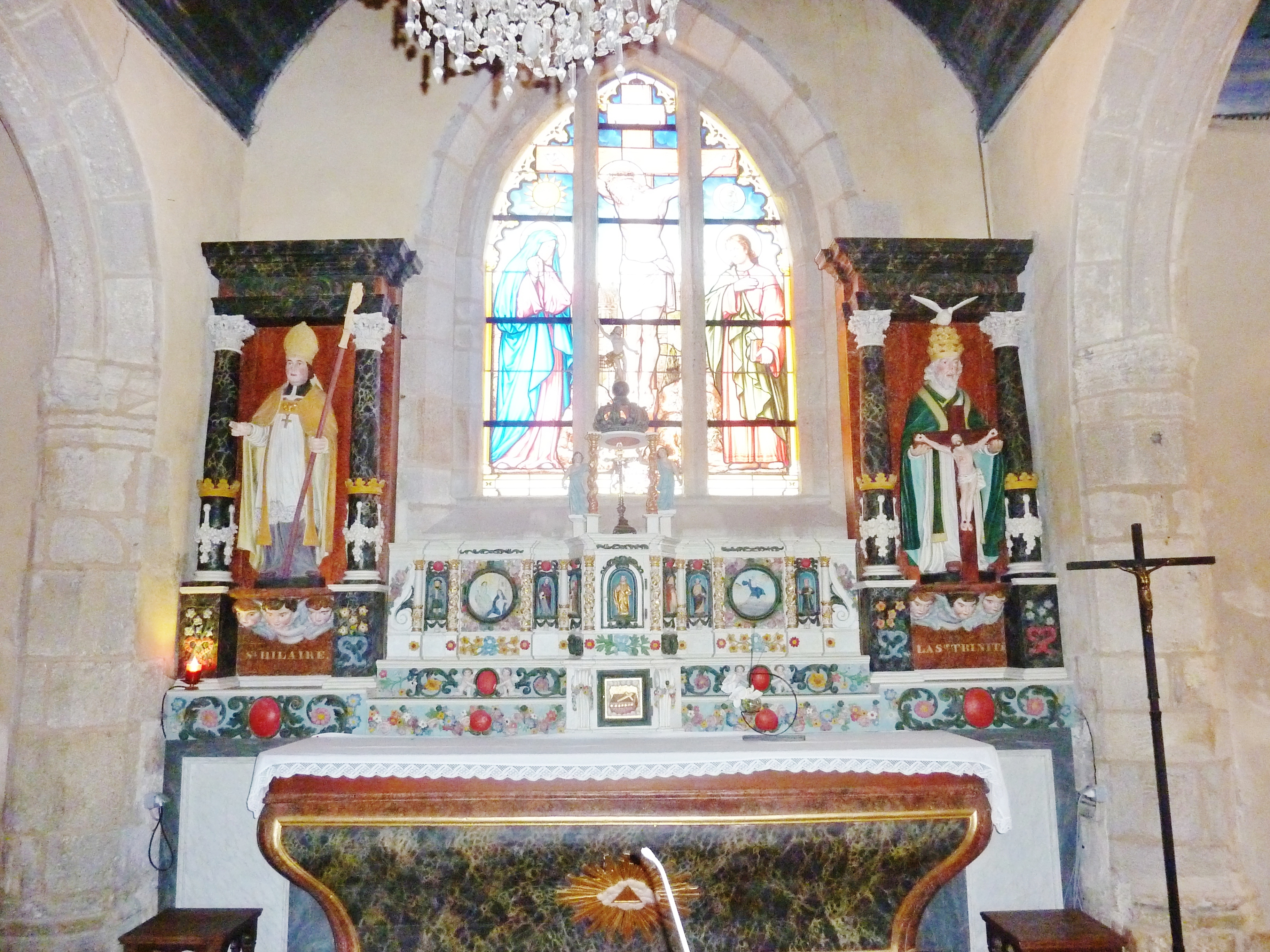
Le maître-autel et les statues de la Trinité et de saint Hilaire.
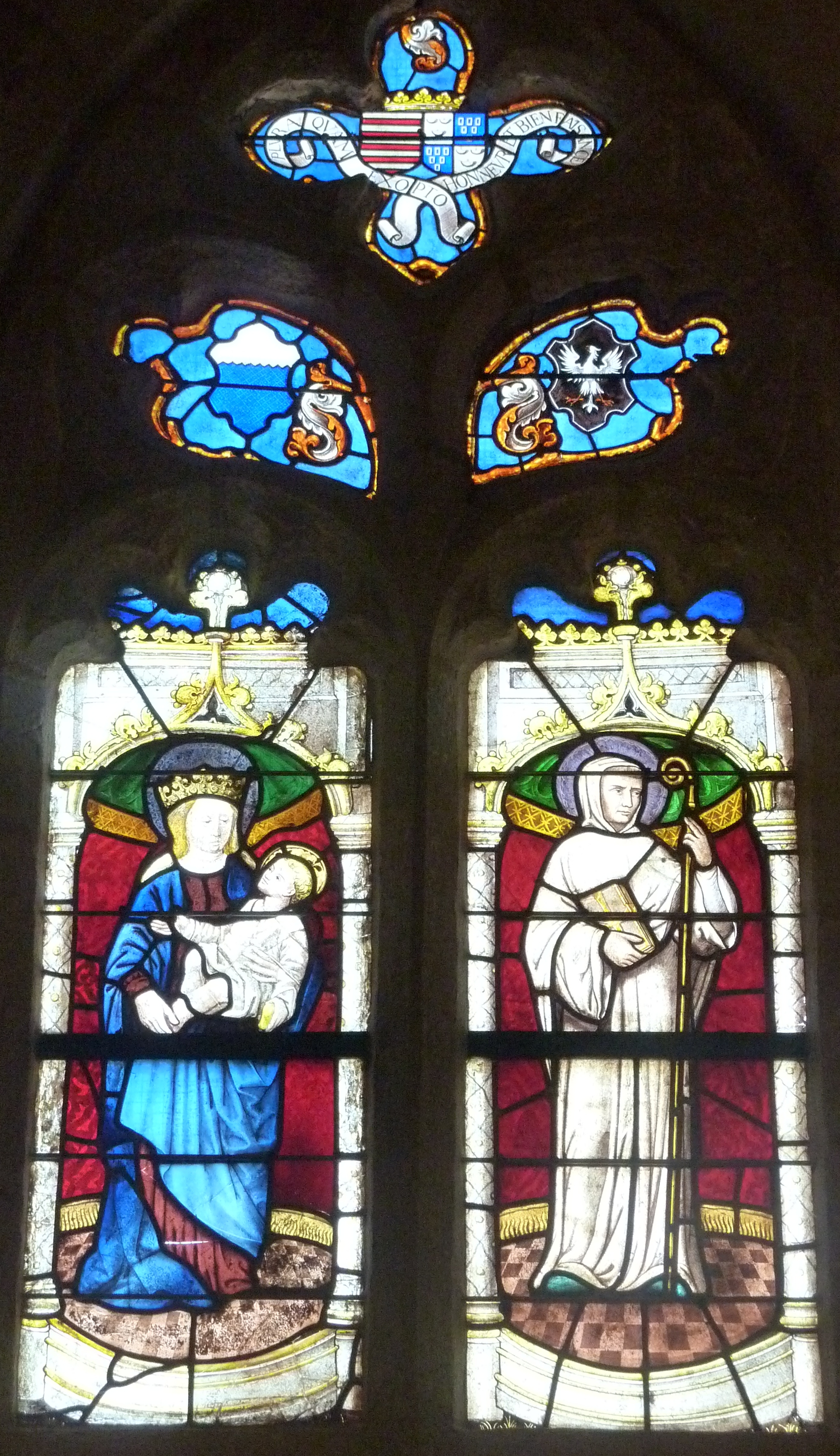
Vitrail du XVIe siècle, Vierge à l'Enfant et saint Maurice de Carnoët.
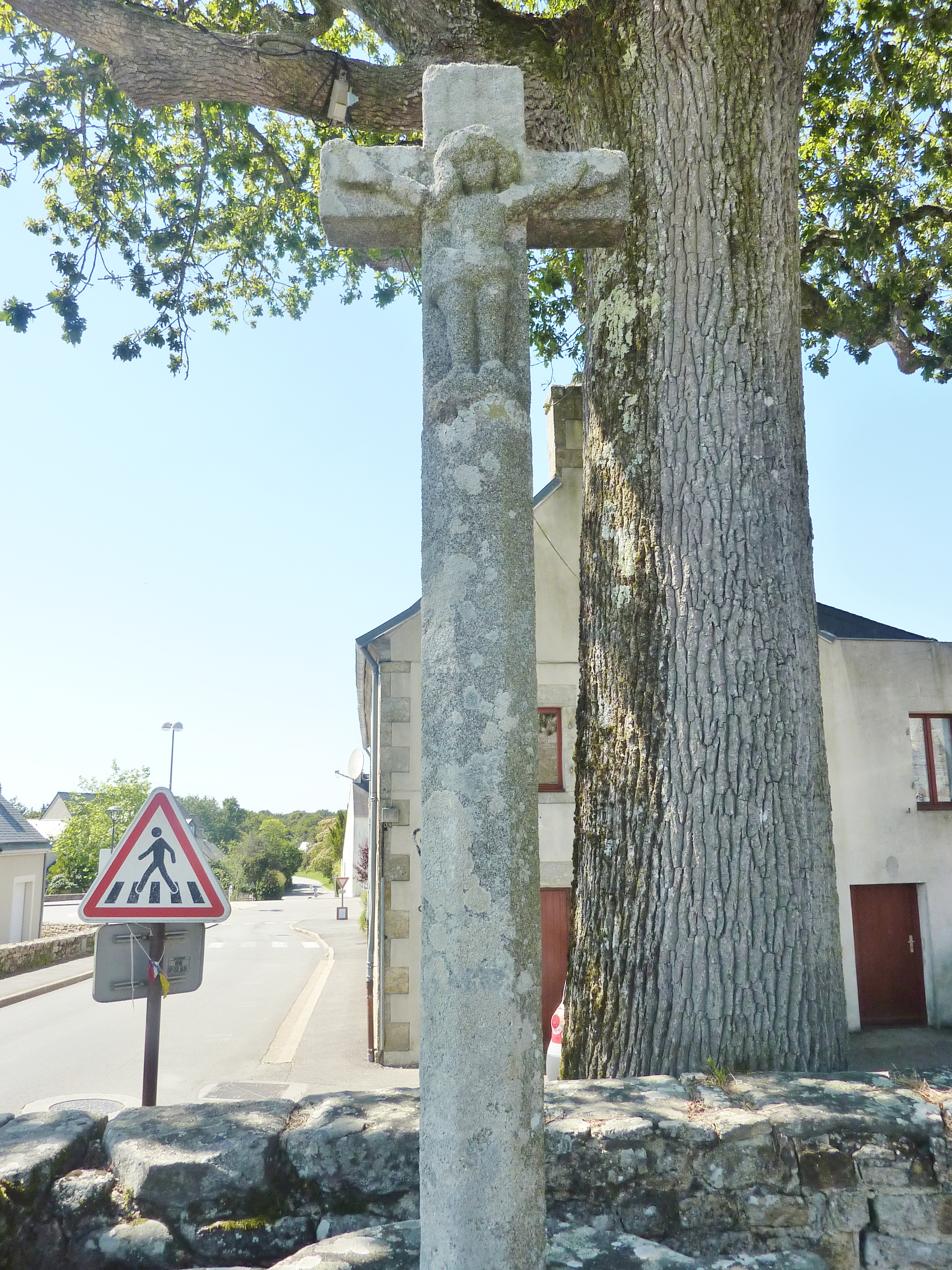
Le calvaire du XVe siècle au sein de l'enclos paroissial.

On voit encore dans l'ancien cimetière qui entourait l'église, la pierre tombale d'Aimé Désiré Calloch de Kérillis, ancien mousquetaire du Roi et les noms des familles de Kergos, de Bodinio, de Penfentenyo, de Cheffontaines, Kemper de Lanascol et Russel de Beedfort.
- Chapelle Notre-Dame du Drennec[140] (XVe siècle), fontaine et calvaires[141].

La chapelle initiale datait du XVIe siècle, mais la chapelle actuelle, de style néogothique, a été construite en 1878 selon les plans de l'architecte diocésain Joseph Bigot, par l'entrepreneur Jean-Louis Le Naour, à l'initiative de la famille de Kermel, alors propriétaire du manoir de Squividan. Son site est remarquable, avec son placître contenant de grand arbres, son calvaire (avec à son pied une pietà datant des environs de 1880) et sa fontaine qui date du XVIe siècle, le tout classé monument historique dès 1914 ; de plus, à proximité, se trouvent de vieilles maisons joliment restaurées et un manoir, le manoir du Drennec, datant du XVIe siècle, ancien presbytère jusqu'à la Révolution française, dont un ancien propriétaire, Joseph Govin, fut médaillé d'or à l'exposition universelle de 1904 de Saint-Louis aux États-Unis pour ses eaux-de-vie de cidre.
La chapelle a brûlé en 1982 pendant une nuit d'orage, mais reconstruite grâce à l'œuvre d'une association de sauvegarde de la chapelle et de son site : « Les Amis de la Chapelle ». Deux pardons s'y déroulent chaque année, le « pardon des chevaux », dit aussi « pardon de Saint-Alar » chaque premier dimanche de juillet, et le pardon de Notre-Dame du Drennec à l'Assomption.
Traditionnellement, les buvettes fleurissaient lors des pardons autour de la chapelle. En 1896, le conseil municipal décide : « Il sera perçu un droit de place (5 francs) pour chaque jour de vente par tout aubergiste étranger à la commune qui établira un comptoir à la bifurcation des routes de Bénodet et de Clohars-Fouesnant, ou sur tout autre terrain de la commune à l'occasion des pardons ».

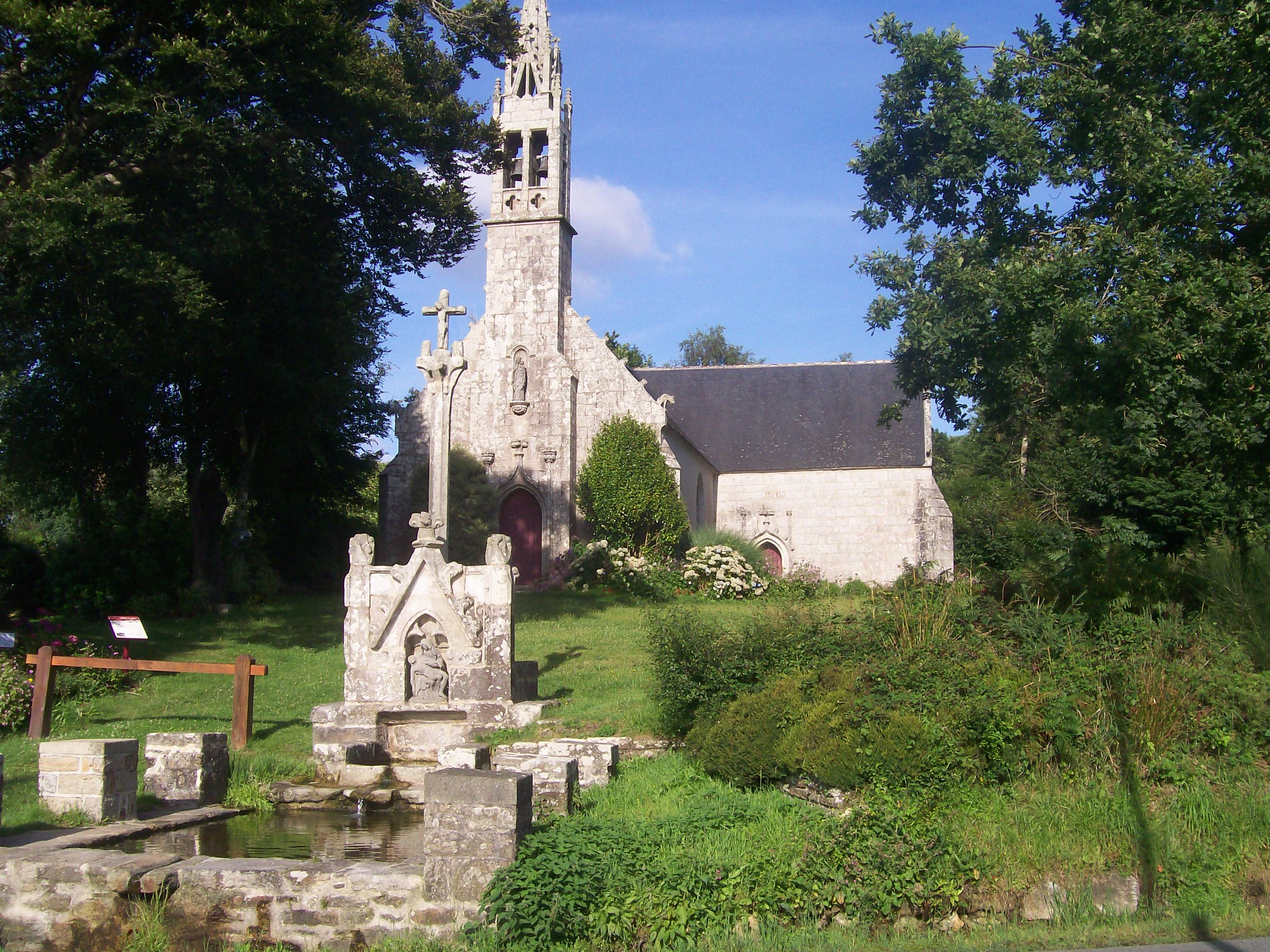
L'enclos paroissial avec le calvaire et la fontaine.
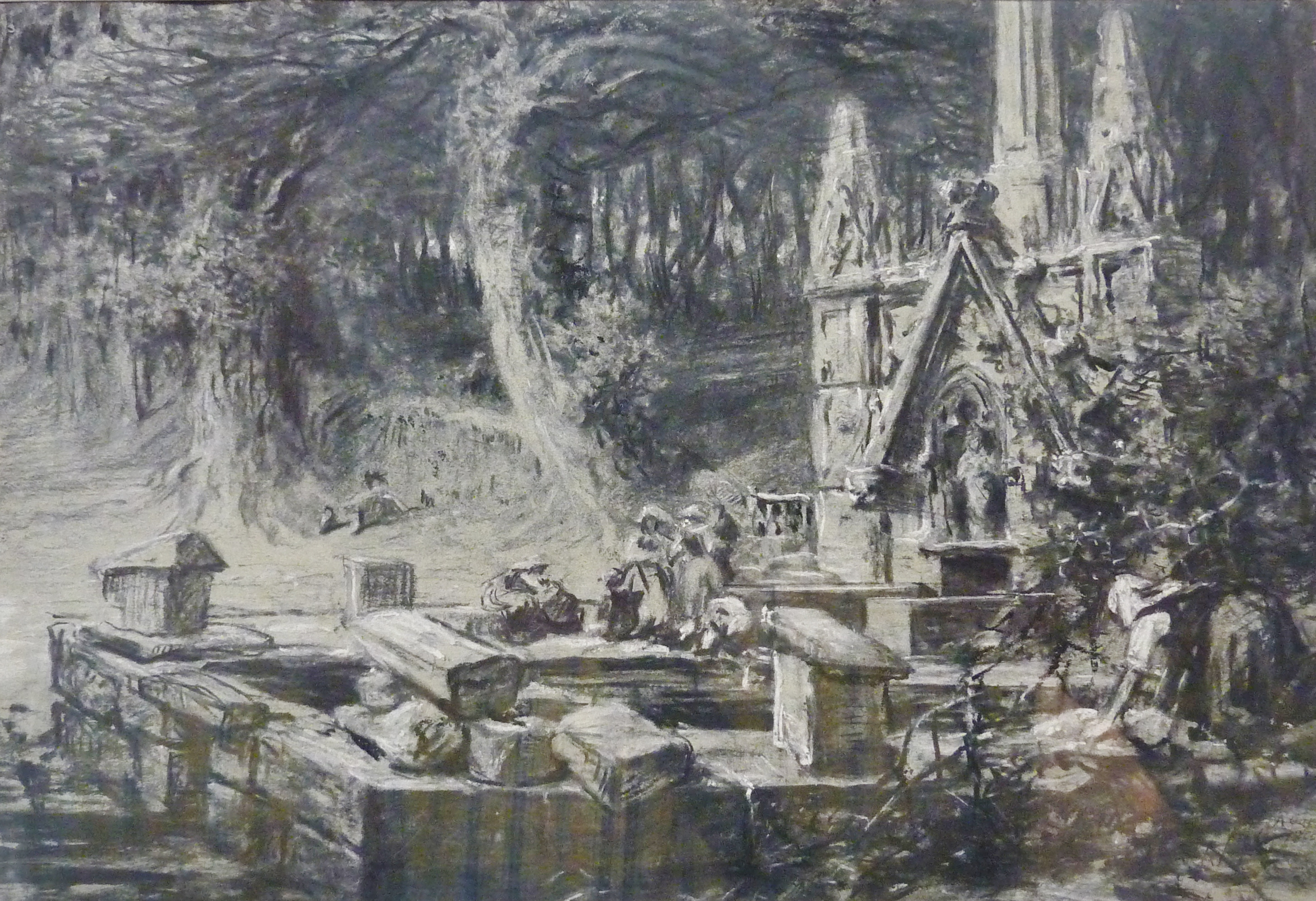
Auguste Goy : Le lavoir du Drennec (1868) (à Clohars-Fouesnant).
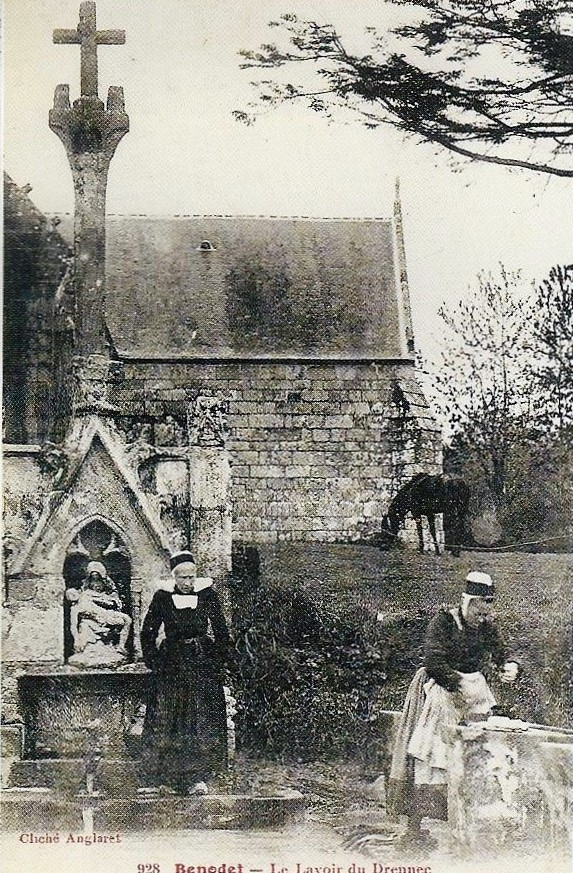
Le lavoir, le calvaire et la chapelle du Drennec vers 1905 (la légende de la carte postale est erronée, ce n'est pas à Bénodet).
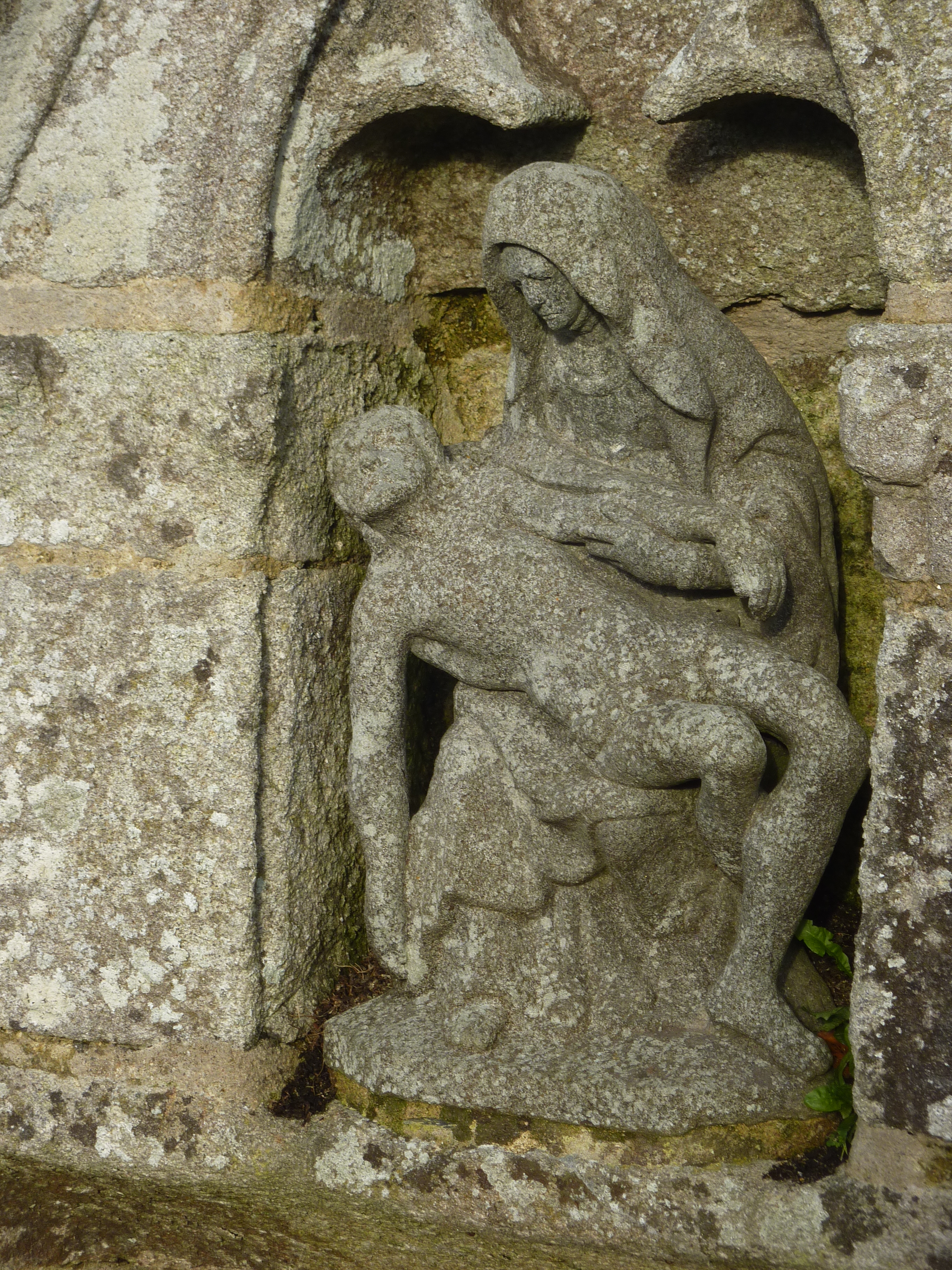
La pietà du calvaire-fontaine de la chapelle du Drennec.

Un tableau du peintre Émile Simon, datant de 1960, représente la chapelle et le calvaire du Drennec. Yvonne Jean-Haffen a dessiné le calvaire du Drennec entre 1960 et 1965.
- Croix et calvaires[148] :

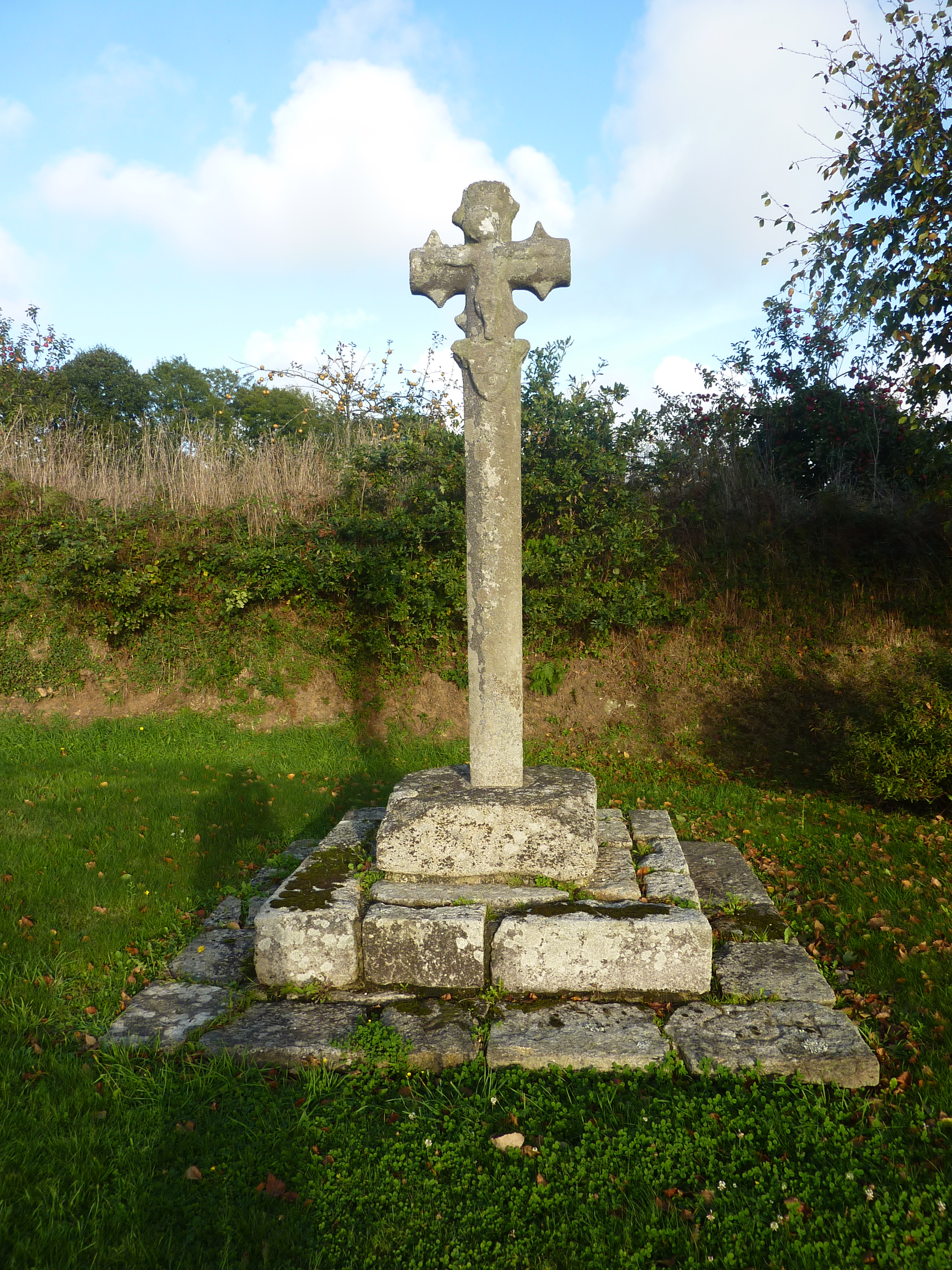
La croix de chemin du Drennec (XIIIe siècle) et son crucifix.

  - la croix de l'église date du XVIe siècle ; haute de 3,60 m, elle s'appuie sur un socle monolithique circulaire ;
  - la croix du cimetière date de 1881 ; haute de 4,5 mètres, elle commémore la mission qui s'est tenue à Clohars-Fouesnant cette année-là, comme l'indique l'inscription écrite sur son socle, et qui cite le nom du maire de l'époque Jean-Marie Gouézec ;
  - la croix de chemin située au Drennec le long du CD 34, qui date du XVIIe siècle, est classée monument historique par arrêté du 13 avril 1950[149]. Elle présente un crucifix en relief ;
  - le calvaire du Drennec et sa fontaine datent du XVe siècle et possède une Vierge de Pitié. Classé monument historique[150].
- Trois anciennes chapelles ont disparu : 
  - la chapelle Saint-Jean-Baptiste, dont il subsistait encore quelques vestiges au début du XXe siècle, dont le nom se retrouve dans le quartier de Ménez-Saint-Jean. Elle était située à peu près à l'emplacement de l'actuelle « salle Saint-Jean » ;
  - la chapelle Saint-Guénolé, située près du château de Bodinio ;
  - la chapelle Saint-Tudy, mentionnée en 1655[34].

### Patrimoine civil
De nombreuses photos anciennes des divers châteaux cités ci-dessous et de leurs parcs sont disponibles sur le site Internet de la médiathèque du Ministère de la Culture.

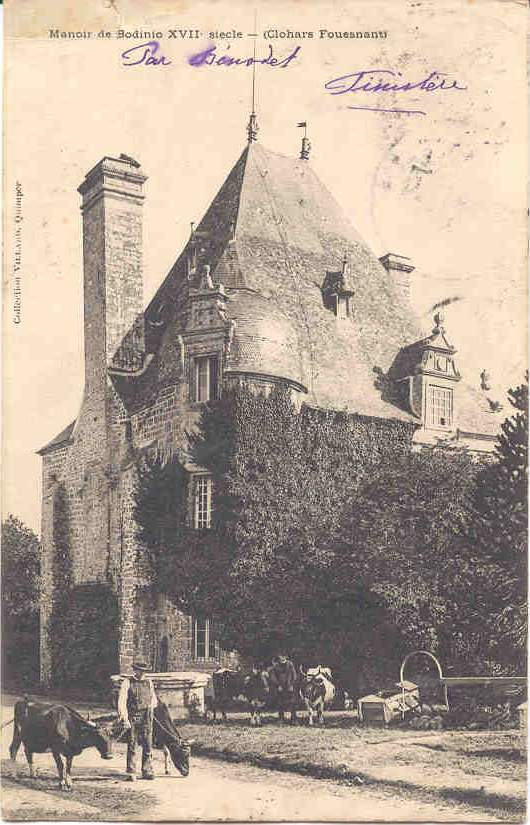
Le château de Bodinio en 1903.

- Le château de Bodinio[152], anciennement écrit Bodigneau ou Botigneau, qui fut au Moyen-Âge un château-fort entouré de remparts, fut reconstruit vers 1600 par Jeanne de Bodigneau [Botigneau], épouse de François de Kerc'hoent [Kerhoënt] ; il fut démantelé en grande partie en 1766 (même si des vestiges subsistent) au profit de la construction du château de Cheffontaines. Un château récent a été construit dans la seconde moitié du XIXe siècle ; il possède un étang et un colombier. Un incendie a détruit sa toiture en 1969, mais ses propriétaires actuels l'ont restauré (propriété privée).

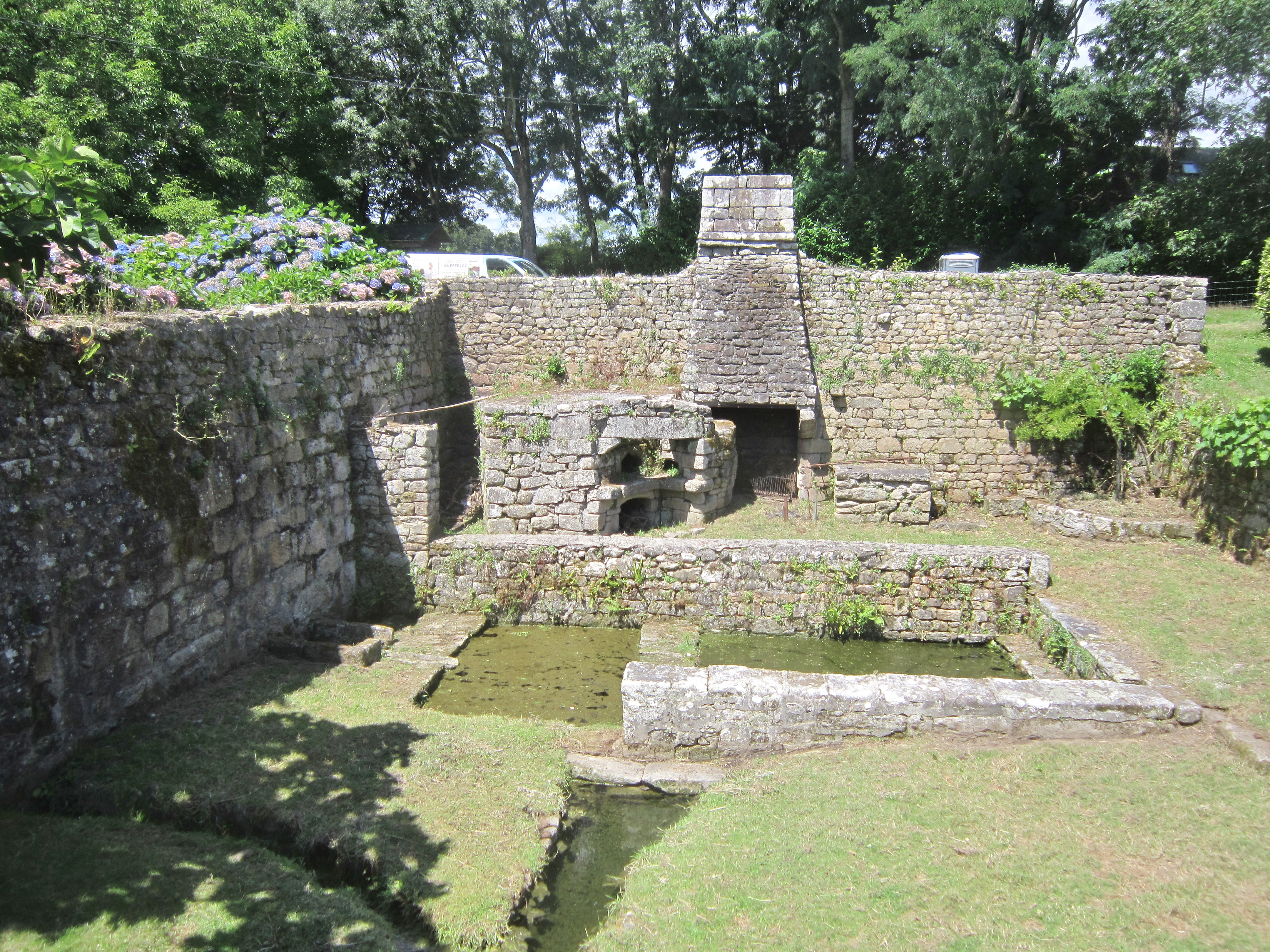
Clohars-Fouesnant : vestiges de l'ancien château de Bodinio.
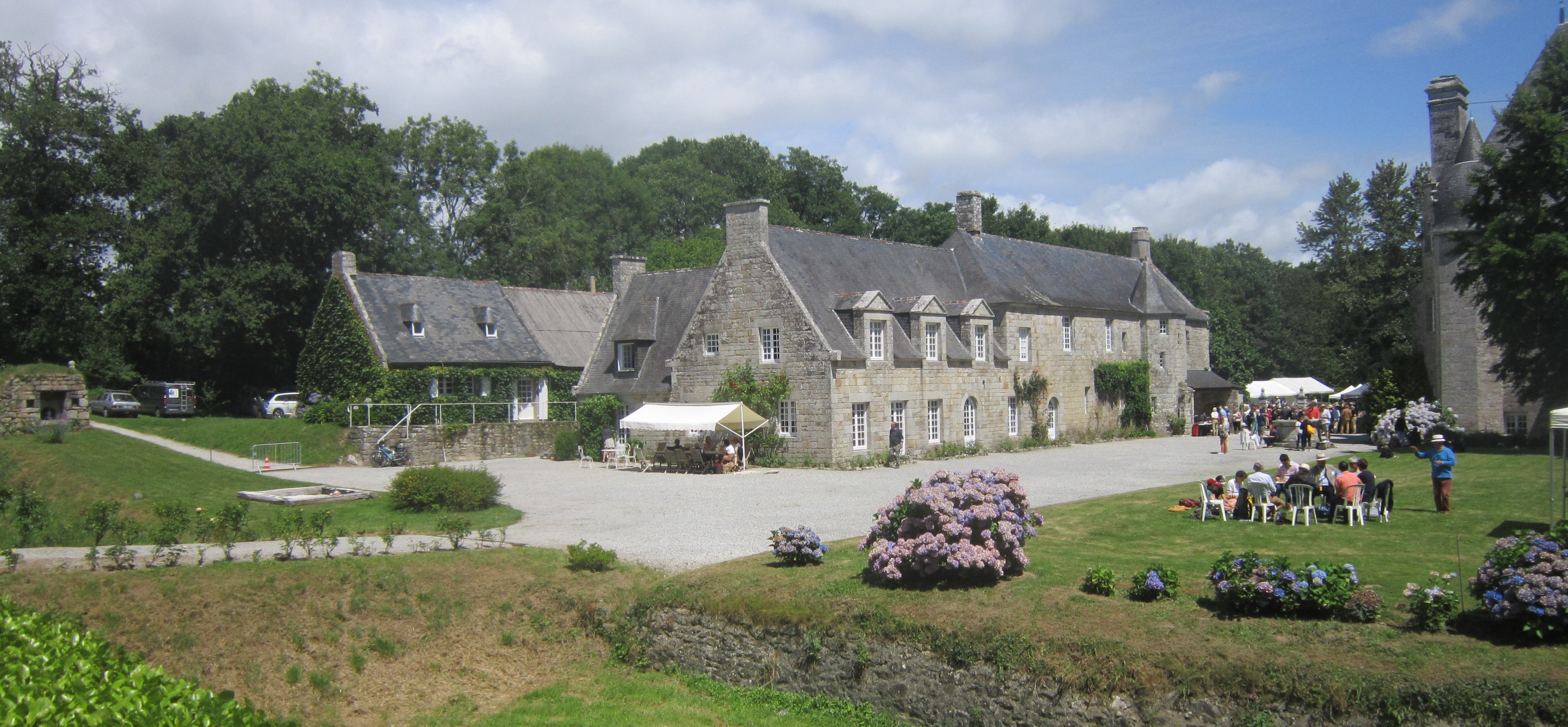
Le château de Bodinio, vue d'ensemble.
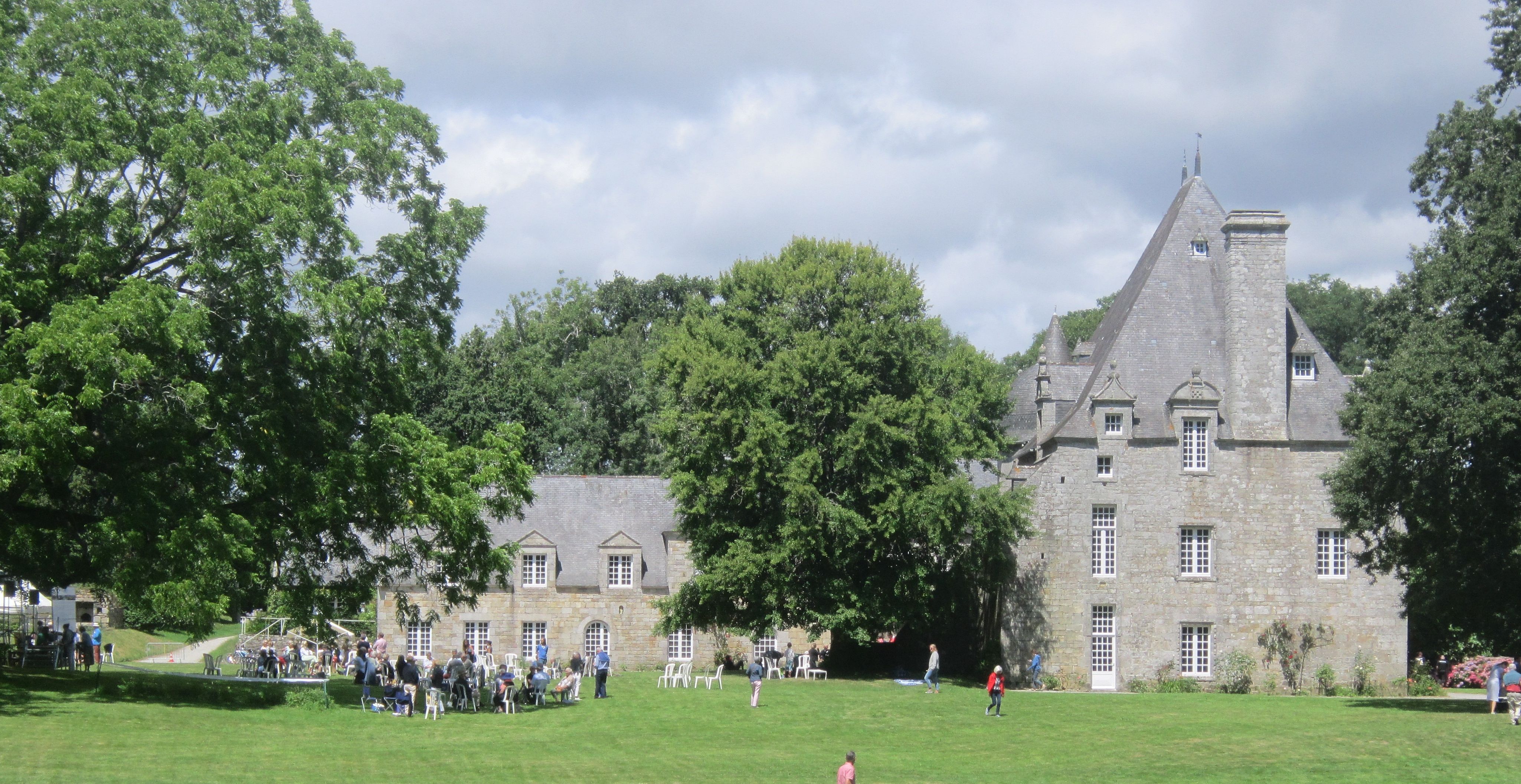
Clohars-Fouesnant : le château de Bodinio vu de face.
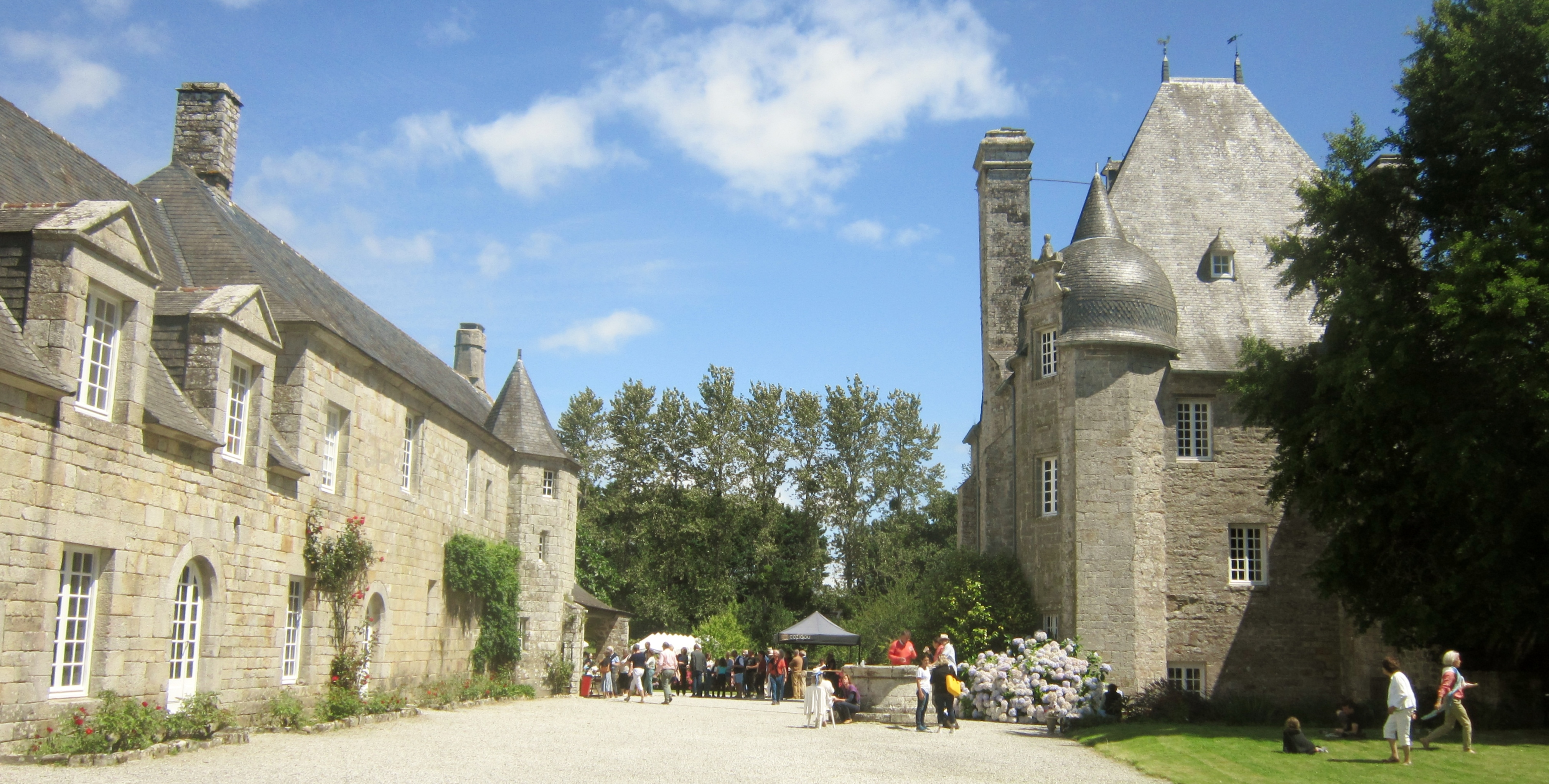
Clohars-Fouesnant : le château de Bodinio vu de l'ouest.
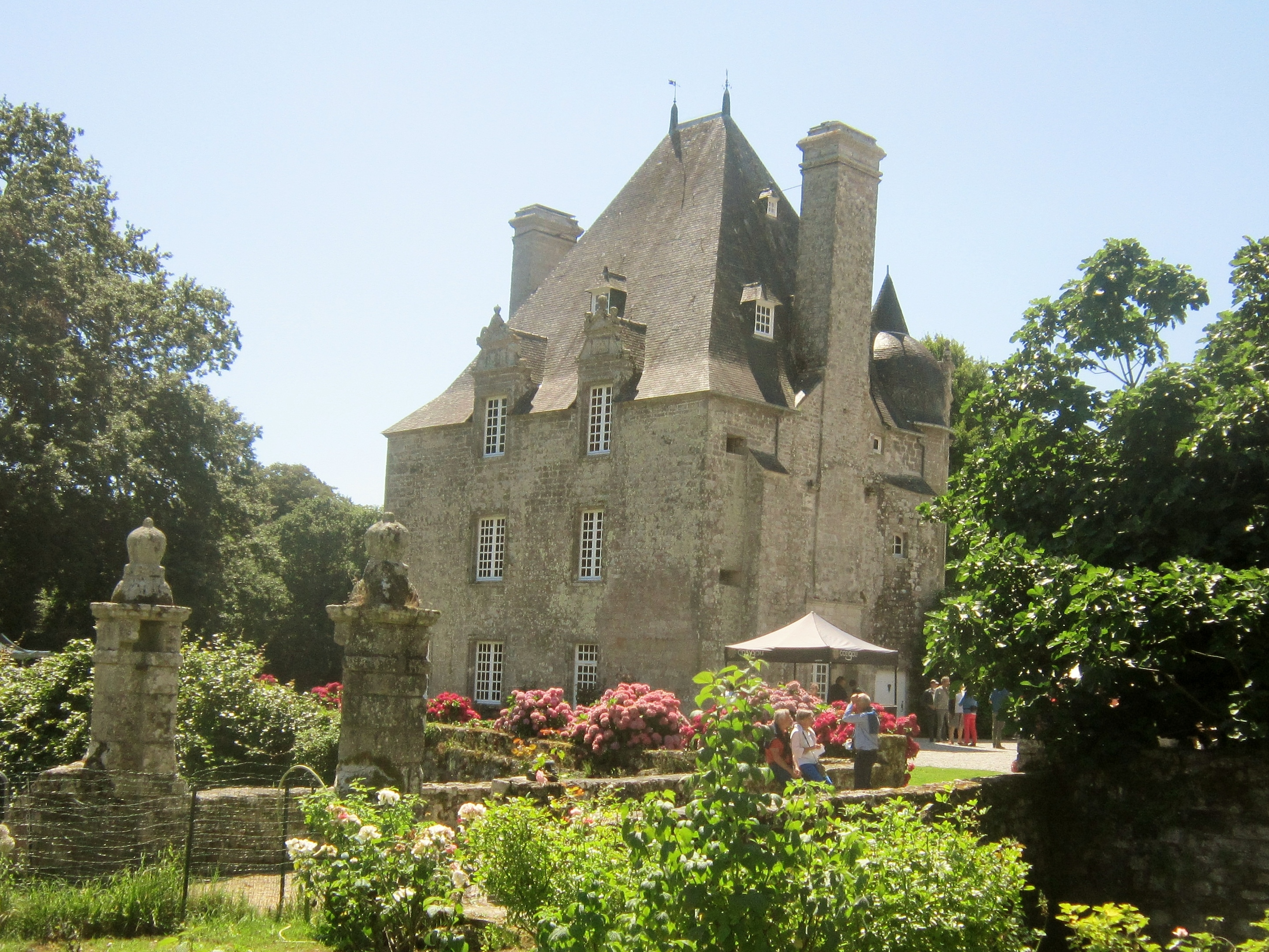
Clohars-Fouesnant : le château de Bodinio vu du sud-est.
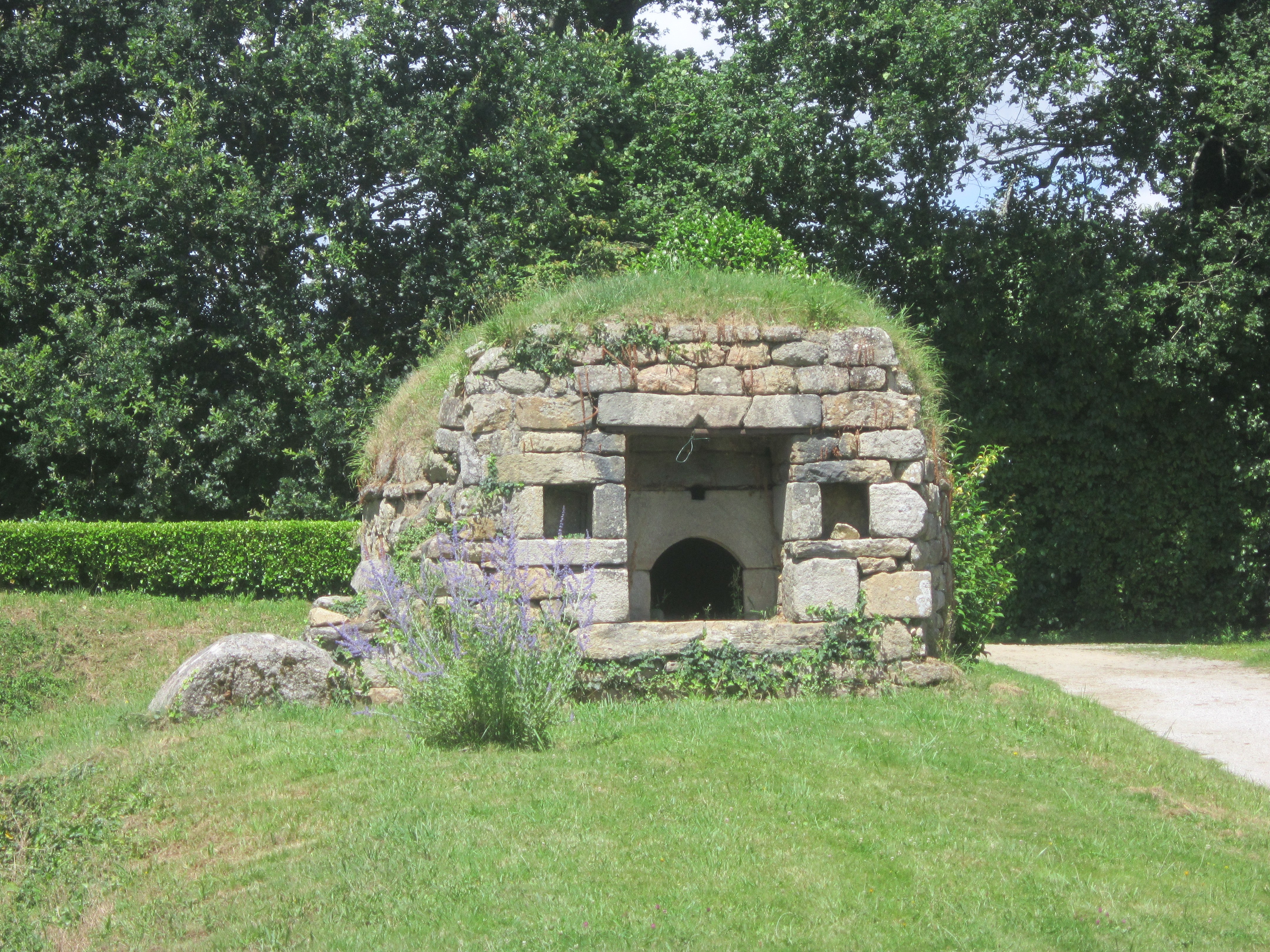
Clohars-Fouesnant : château de Bodinio, le four.

- Le château de Cheffontaines (fin du XVIIIe siècle, construit en 1766), construit donc pour partie avec les pierres du château de Bodinio, possède un grand parc, avec deux étangs et un moulin (propriété privée de la famille de Penfentenyo). Quand survint la Révolution, l'ensemble du château n'était pas encore terminé (le château possède 99 portes et fenêtres car l'installation de plus de 100 était alors soumis à un impôt). Ainsi, les écuries et les pavillons jouxtant les douves ne furent jamais réalisés. Le parc comprenait de nombreuses essences rares et l'accès de la propriété se faisait par une grande avenue, qui rappelle les vastes percées du Grand Siècle (dans sa partie la plus étroite, elle mesure 1,10 m de large). Selon la rumeur, le marquis de Cheffontaines, Jonathas 1er Marie Hyacinthe de Penfentenyo, possédait une meute de chiens pour chasser les loups. Lors de son départ pendant la Révolution, les chiens furent abandonnés à leur sort, d'où une expression longtemps utilisée localement : « Hurler comme les chiens de Cheffontaines » pour parler de bébés qui pleurent.

En 1879, le château et les terres de Cheffontaines (182 ha) furent mis en vente à l'amiable ; la mise à prix fut de 440 000 francs. Le parc, qui date de la quatrième moitié du XVIIIe siècle est classé jardin remarquable. Un puits cylindrique et deux auges, le tout datant du XVIIIe siècle, y sont conservés. La longue allée du château contient plus de 1 000 hêtres.
- Le château de Kergos (Kergoz) (XVIe siècle) possède aussi un colombier ainsi qu'une chapelle privative ; son parc et son jardin botanique, qui datent du XVIIIe siècle, sont classés jardin remarquable[155] (propriété privée). Isolé au milieu des bois, son toit est visible du Pont de Cornouaille. Ce château est la propriété de la famille de Kernafflen de Kergos.

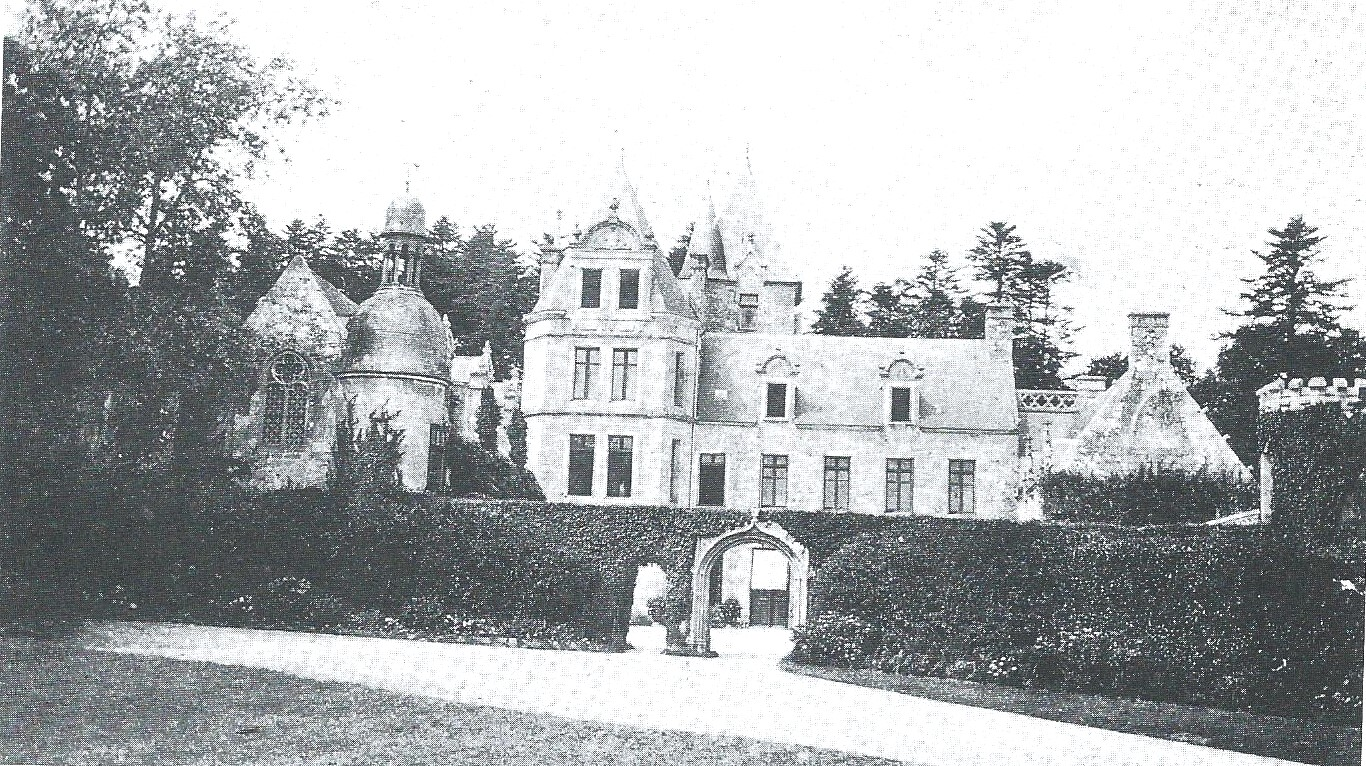
Le château de Kergoz vers 1930.

- Le château des Garennes[156] date de la seconde moitié du XIXe siècle et est de style néo-classique. Propriété de la famille de Mauduit du Plessix jusqu'en 2019, il servit de kommandantur à l'armée allemande entre juin et novembre 1940. Son parc, aménagé en 1893 par Nivet de Saint-Brieux, est classé jardin remarquable[157]. C'est désormais un hôtel haut de gamme qui a ouvert en juillet 2020[158].

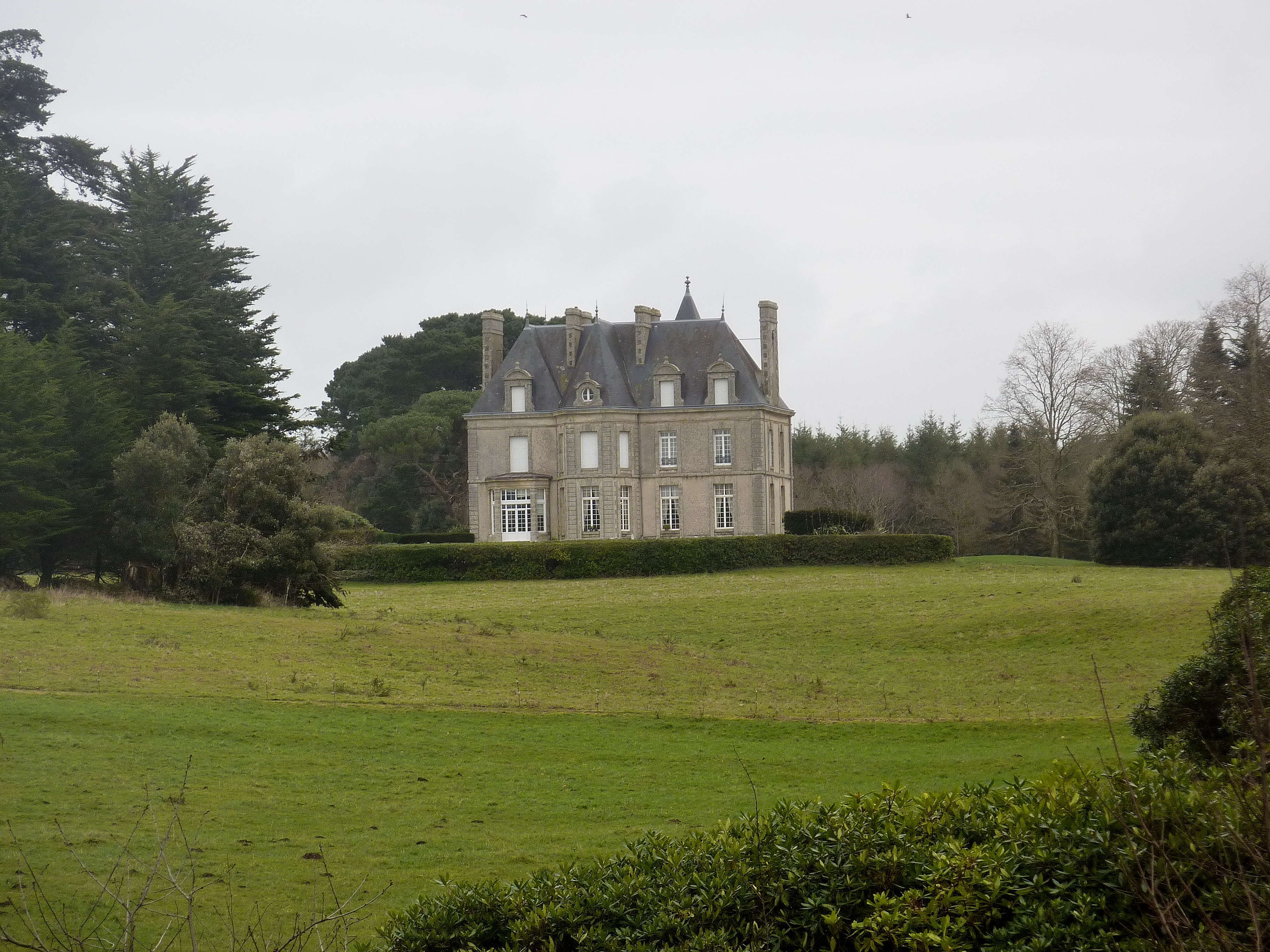
Clohars-Fouesnant : le château des Garennes vu de l'Anse de Penfoul.

- Le manoir du Squividan[159], qui fut la demeure des peintres Émile Simon et Madeleine Fié-Fieux à partir de 1943 et jusqu'à leur mort, respectivement en 1976 et 1995. Dispensés l'un et l'autre de la nécessité de vendre leurs œuvres, exposant peu, les deux peintres laissèrent au manoir, à la mort de Madeleine Fié-Fieux, une importante collection de plus de 1 500 tableaux. Cette dernière fit don par testament du manoir et des œuvres au conseil général du Finistère à la condition que celui-ci ouvre le manoir au public pour y présenter les œuvres d'Émile Simon. Le manoir de Squividan est désormais un musée départemental.

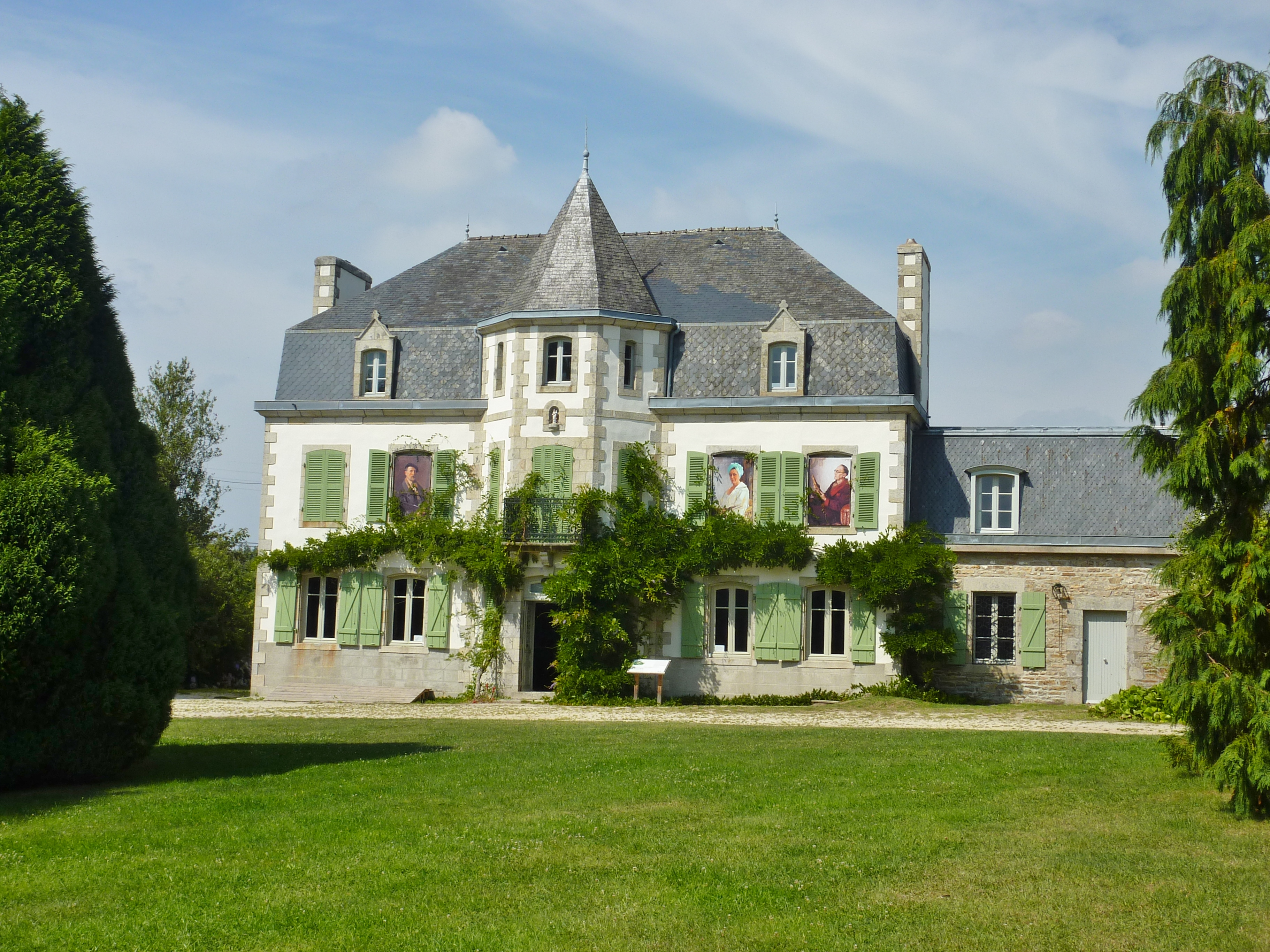
Le manoir du Squividan.
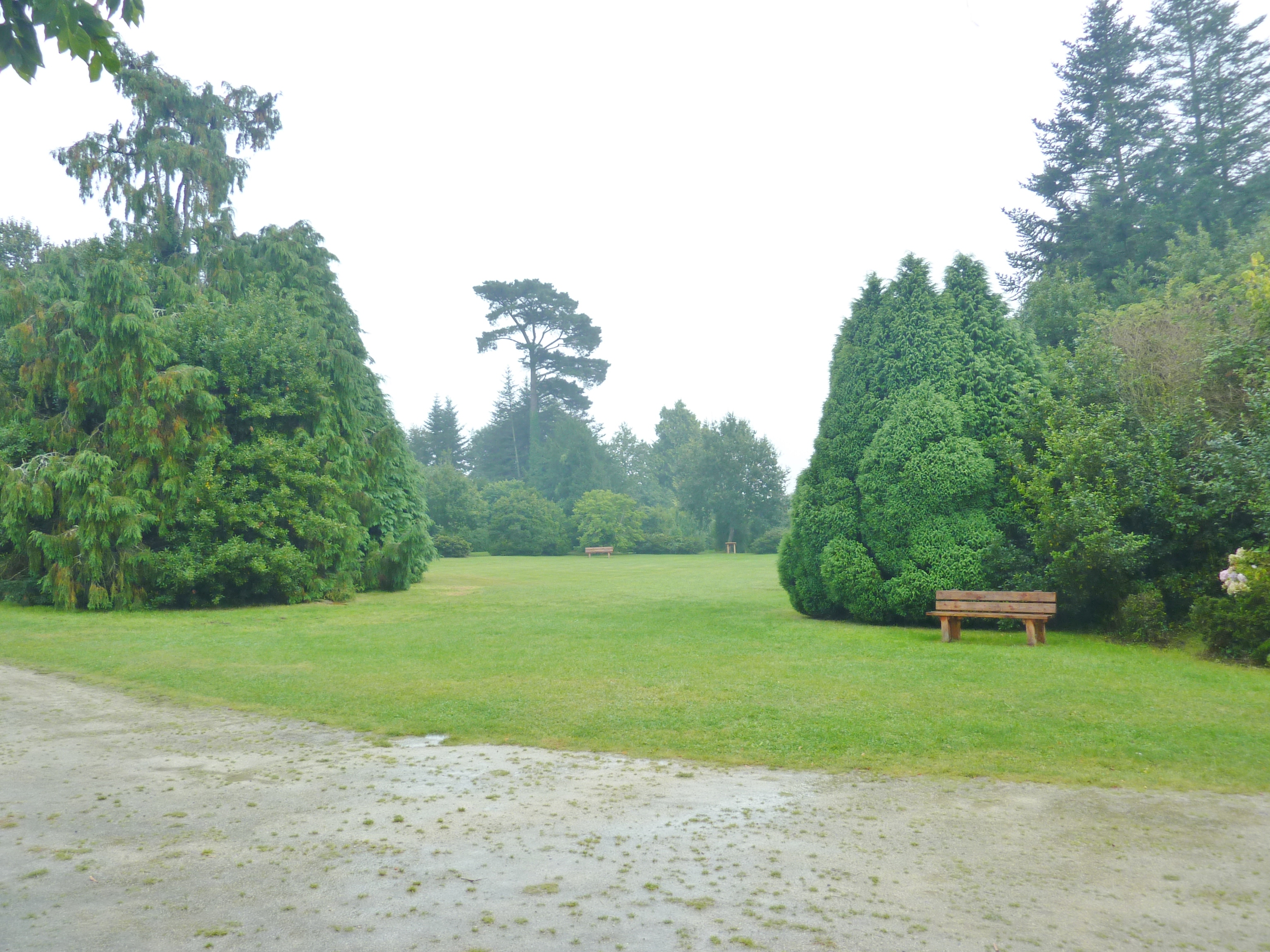
Le parc du manoir du Squividan.
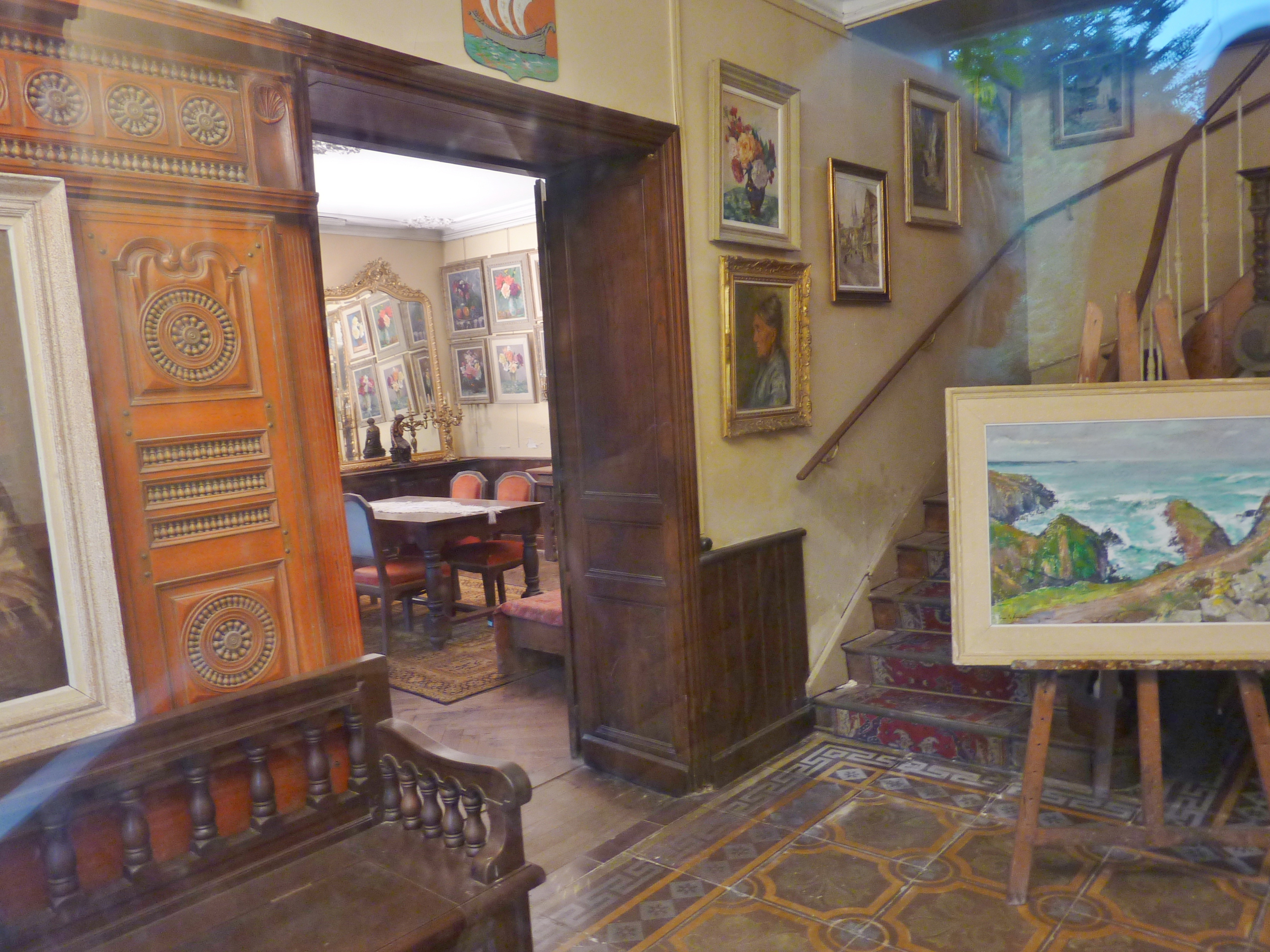
Manoir du Squividan : hall d'entrée.
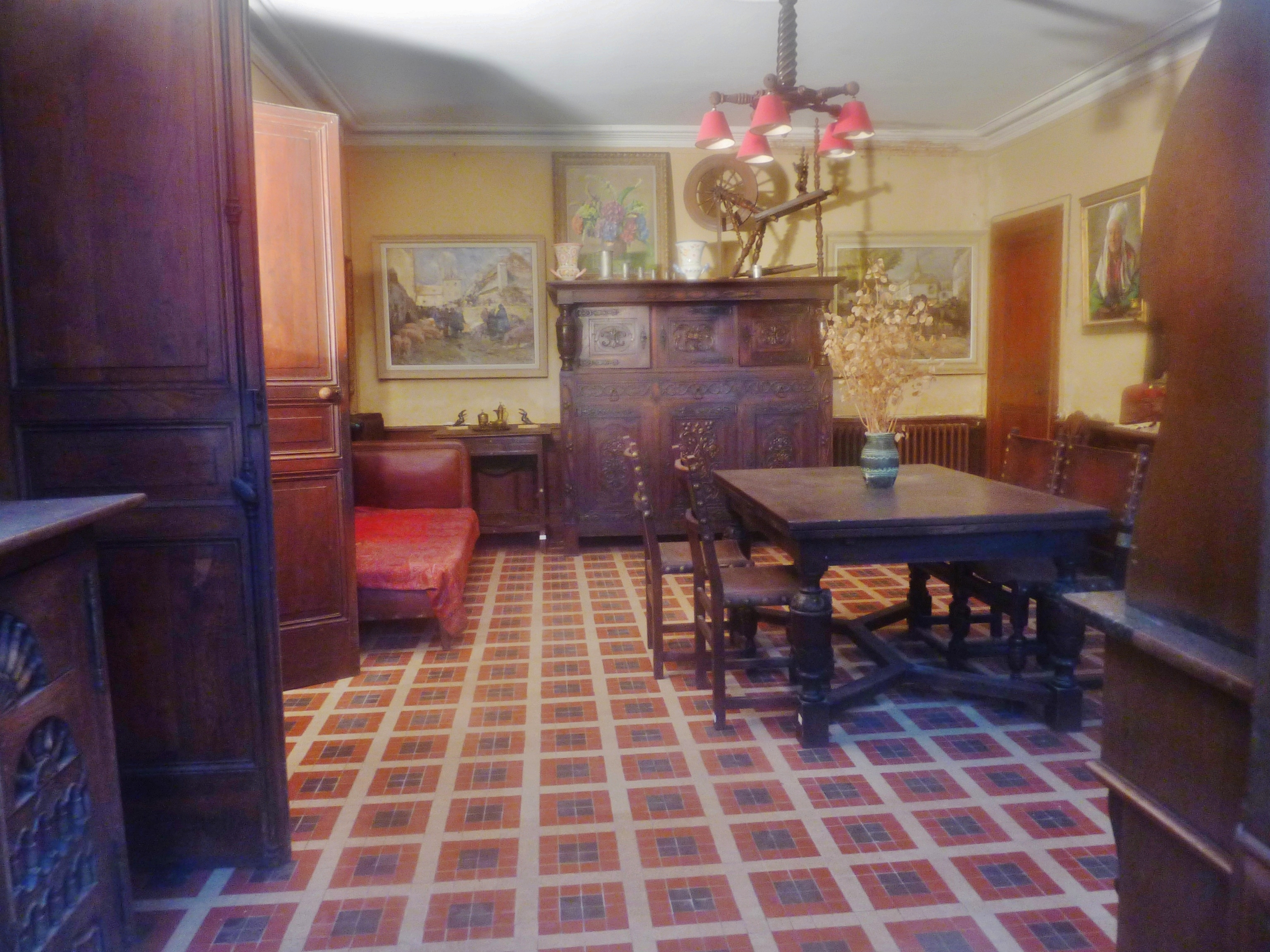
Manoir du Squividan : le salon.

- Le lavoir-fontaine de Kerper, place de la mairie.

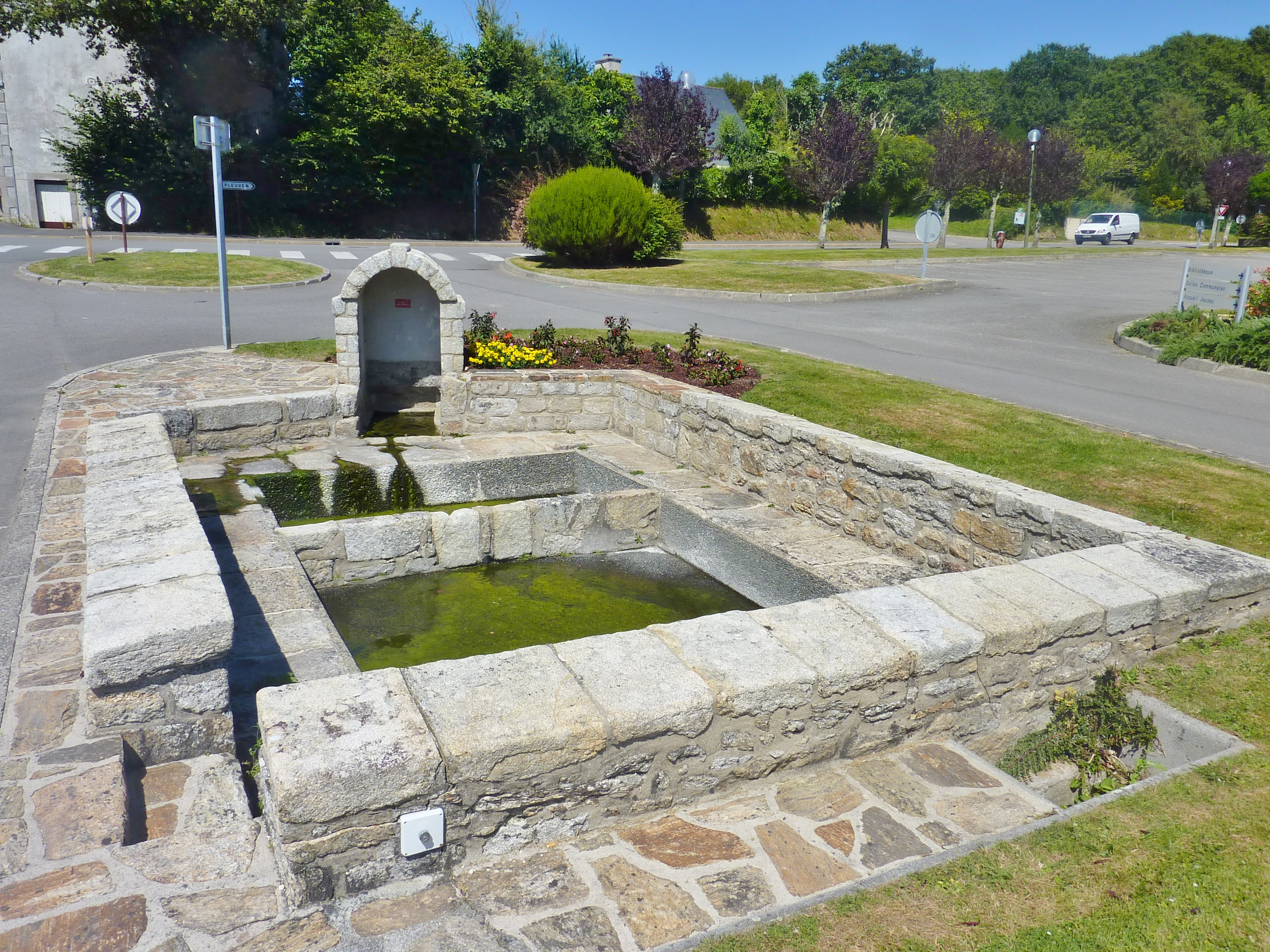
La fontaine de Kerper.

- La ferme "Le cadran solaire", proche du château de Bodinio, appartenant désormais à l'association Le caillou blanc, doit son nom au cadran solaire qui se trouve sur sa façade[160].
- Le moulin de Kergoat : il date du XVIIe siècle ; la tradition rapporte que le moulin aurait été construit à partir des pierres provenant du château de Kergoët alors en démolition (une pierre porte effectivement les armes de cette famille) que l'on aurait fait glisser à la surface de l'étang gelé lors d'un hiver rigoureux. Le chemin d'accès, connu sous le nom « alez zu » (« allée noire » en traduction littérale, mais signifiant en fait en français « chemin des morts »), car il aurait par le passé mené à un ancien cimetière où auraient été enterrés les suppliciés victimes du droit de la haute justice seigneuriale[161].
- Le moulin de Kerandraon date du XVIIIe siècle ; c'est une ancienne dépendance du château de Cheffontaines, désormais transformé en gite de vacances.
- Le moulin de Guernivine[162]
- Le pont de Cornouaille, qui permet de traverser l'Odet.

## Personnalités

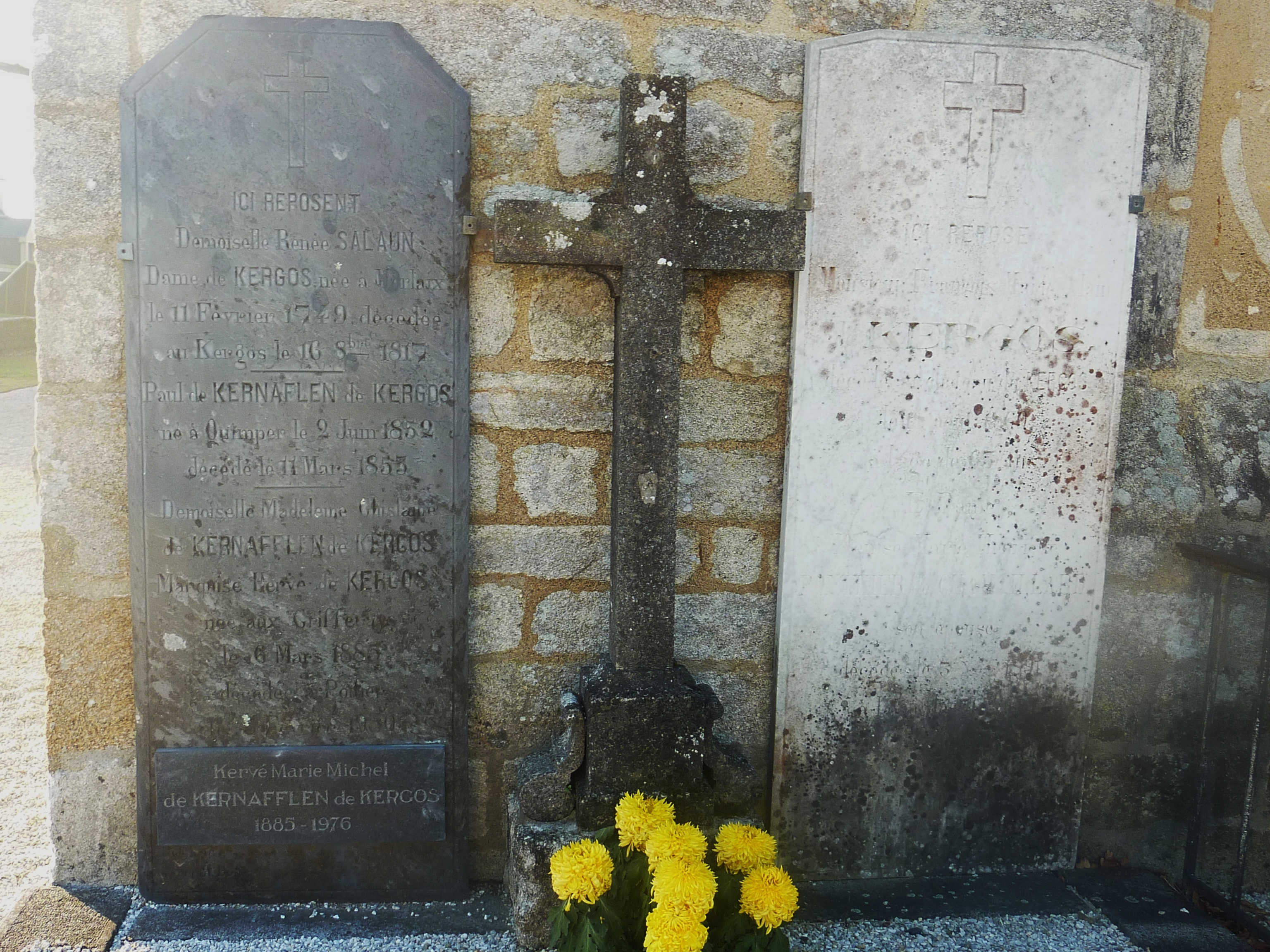
Pierres tombales de la famille Kernafflen de Kergos conservées dans l'ancien cimetière de Clohars-Fouesnant.

- La famille de Penfentenyo : les marquis de Cheffontaines.
- Marie-Thérèse Kervel-Poupon, née le 9 décembre 1922 à Quimper et décédée le 2 décembre 2022 à l'EHPAD Kerélys de Clohars-Fouesnant a reçu la Légion d'honneur pour ses actes de bravoure et de résistance pendant la Seconde Guerre mondiale[163].

## Événements, vie locale
- Pardon des chevaux, Chapelle du Drennec : 1er dimanche de juillet.
- Pardon de Notre-Dame du Drennec : 15 août.
- Fête patronale : lundi de Pentecôte ; communale : Pentecôte.
- En 2013, la municipalité organise pour la première fois pendant la saison estivale les « Mardis de Clohars », des spectacles gratuits et des animations qui se tiennent chaque mardi au stade municipal.
- L'Espoir Clohars-Fouesnant est un club de football créé en 2012 et qui a été champion du championnat de quatrième division du Finistère pendant la saison 2012-2013, et qui a enchaîné avec une 2e montée successive lors de la saison 2013-2014. Il sera donc en Division 2 pour la saison 2014-2015.

## Particularités
- Le Caillou blanc[164] est une association créée en 1983 de la communauté de l'Arche de Jean Vanier qui accueille des handicapés mentaux et qui leur permet de vivre en communauté. Elle est installée dans l'ancienne école privée Saint-Joseph.
- Golf de l'Odet, 18 trous.